# Église Saint-Denis de Mogneville
L'église Saint-Denis est une église catholique située à Mogneville, dans le département de l'Oise, en France. Elle est de style roman, sauf les chapelles latérales et la flèche, et ses éléments les plus anciens remontent au début du XIIe siècle. Hormis quelques vestiges, il s'agit surtout des fonts baptismaux et du premier étage du clocher. Sinon, l'église date essentiellement des années 1130 / 1140, pour le transept et le chœur, et des années 1150 / 1160, pour la nef et les bas-côtés, qui ont été supprimés après 1764. Les parties orientales conservent quatre voûtes d'ogives antérieures à 1150, et l'église Saint-Denis s'inscrit ainsi dans un groupe d'une quarantaine d'églises dans le même cas au sein du département. Une autre particularité sont les demi-travées qui subsistent des anciennes absidioles en cul-de-four, qui ont été remplacées par des chapelles carrées gothiques au cours du XIIIe siècle. La nef se caractérise par son importante hauteur et par sa corniche beauvaisine, mais est très sobre à l'intérieur. C'est surtout le clocher et son élégante flèche qui font la célébrité de l'église de Mogneville. Le second étage date de la seconde moitié du XIIe siècle, mais est déjà clairement gothique, bien que contemporaine à la nef. Les deux hautes baies percées dans chaque face sont flanquées de nombreuses colonnettes. La flèche octogonale en pierre de la seconde moitié du XIIIe siècle, largement ajourée, passe pour être la seule flèche directement inspirée de la tour sud de la cathédrale Notre-Dame de Senlis, et est richement décorée par quatre lucarnes et quatre lanternons, dont trois ne datent toutefois que de la fin du XIXe siècle. Le clocher a été classé monument historique assez tôt par liste de 1862. La valeur historique de l'église elle-même n'a été reconnue que tardivement, et elle a été classée monument historique par arrêté du 24 août 1937. Elle menace alors depuis longtemps ruine, mais a été finalement restaurée au cours des années 1980 et 1990. Bien qu'étant aujourd'hui en bon état, la paroisse de Liancourt à laquelle elle est affiliée ne l'utilise plus pour la célébration de messes dominicales.

## Localisation
L'église est située dans le département français de l'Oise, sur la commune de Mogneville, au centre du village, à côté d'une petite place à l'angle des rues Paul-Faure et de l'Église. L'édifice est orienté vers le sud-nord-est du côté du chevet, et vers le nord-sud-ouest du côté de la façade occidentale. C'est la façade qui donne sur la place. À droite de la façade, l'emprise de l'ancien bas-côté sud reste propriété municipale, et permet de contempler le mur sud de la nef avec la corniche ainsi que le mur ouest du croisillon sud, mais sans prendre le recul nécessaire. Le reste de l'élévation méridionale donne sur un terrain privé, qui correspond à l'ancien presbytère. À gauche de la façade, l'on trouve le monument aux morts, et l'on peut le contourner pour accéder à l'ancien cimetière, également propriété municipale. Il est ainsi possible d'apprécier l'élévation septentrionale et le chevet de la chapelle latérale nord et du chœur, mais l'exigüité du terrain ne permet pas non plus une vue d'ensemble. La chapelle latérale sud est inaccessible, car son chevet est encombré par la sacristie ruinée, envahie par la végétation.

## Histoire

### La première église

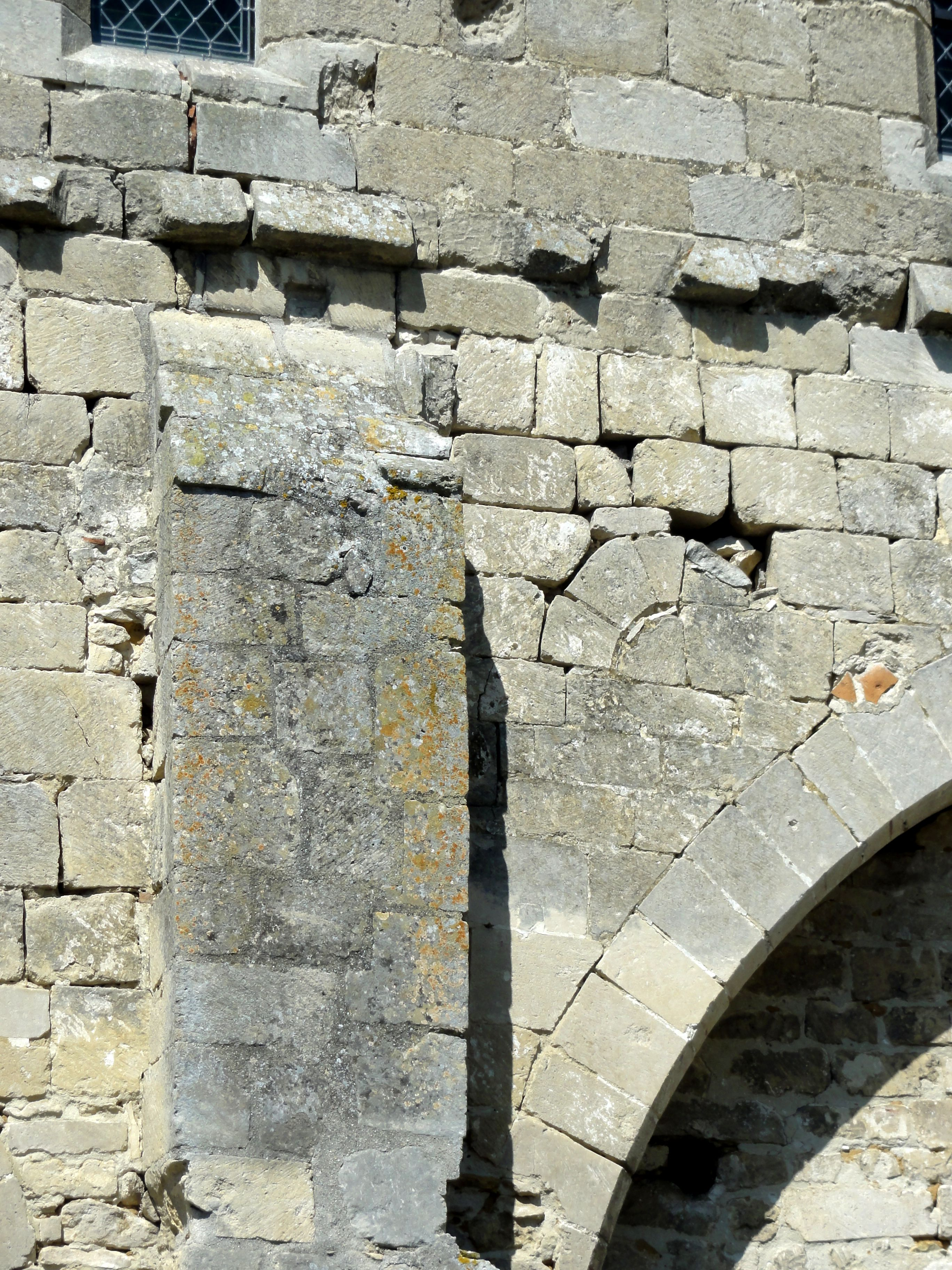
Fenêtre bouchée de la nef primitive, à dr. du contrefort.

D'origine incertaine, la paroisse de Mogneville est citée pour la première fois en 1190 et a comme patron saint Denis. Sous tout l'Ancien Régime, la cure était à la nomination de l'évêque de Beauvais, alors que la dîme était partagée entre l'abbaye de Saint-Martin-aux-Bois, l'abbaye de Saint-Symphorien près de Beauvais et la commanderie d'Ivry-le-Temple. — Les parties les plus anciennes de l'église remontent au début du XIIe siècle. Marcel Aubert suppose que ces vestiges de l'église romane primitive se limitent à la base et au premier étage du clocher, et à une partie du mur occidental du croisillon sud. Par analogie avec l'église Saint-Jacques d'Auvillers, commune de Neuilly-sous-Clermont, il propose le plan suivant pour l'église primitive : une nef non voûtée sans bas-côtés ; un transept (sous réserve) ; un clocher en bâtière s'élevant au-dessus de la croisée du transept ; et un chœur d'une seule travée. Eugène Müller abonde dans le même sens, sauf qu'il ne croit pas à l'existence des croisillons. Le clocher ne comporte à l'origine qu'un seul étage de baies, et la corniche en bas de cet étage indique que le niveau des toitures doit être assez bas. Dans le croisillon sud, à droite du mur occidental, l'on voit encore une porte en plein cintre bouchée, ouvrant initialement sur l'extérieur. La porte est en partie cachée par la colonnette de la voûte et le pilier occidental de l'arcade vers la croisée du transept. Non remarqué par Marcel Aubert, le mur méridional de la nef conserve l'arc en plein cintre d'une petite fenêtre bouchée au moment du percement des arcades ouvrant sur les bas-côtés. Il est visible à l'extérieur, à droite d'un contrefort plat roman qui ne dépasse pas la hauteur du bas-côté. Ainsi, les murs de la nef primitive subsistent aussi en partie, et l'on voit qu'elle devait être dépourvue de bas-côtés. Lionel Duchâtel propose une reconstitution qui va dans le sens contraire, avec une nef accompagnée de bas-côtés dès le début, mais sans transept. La porte bouchée proviendrait donc du mur oriental du bas-côté sud, et non du mur occidental du croisillon sud. Or, l'analyse des plans des autres églises romanes de la région montre qu'il n'y a pas de bas-côtés sans transept ou chapelles se greffant directement sur les bas-côtés, et la présence de la fenêtre et du contrefort invalident de toute façon son hypothèse,,,,.

### Les campagnes de reconstruction

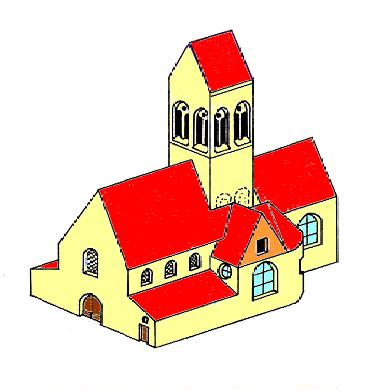
Situation vers la fin du XIIe siècle.

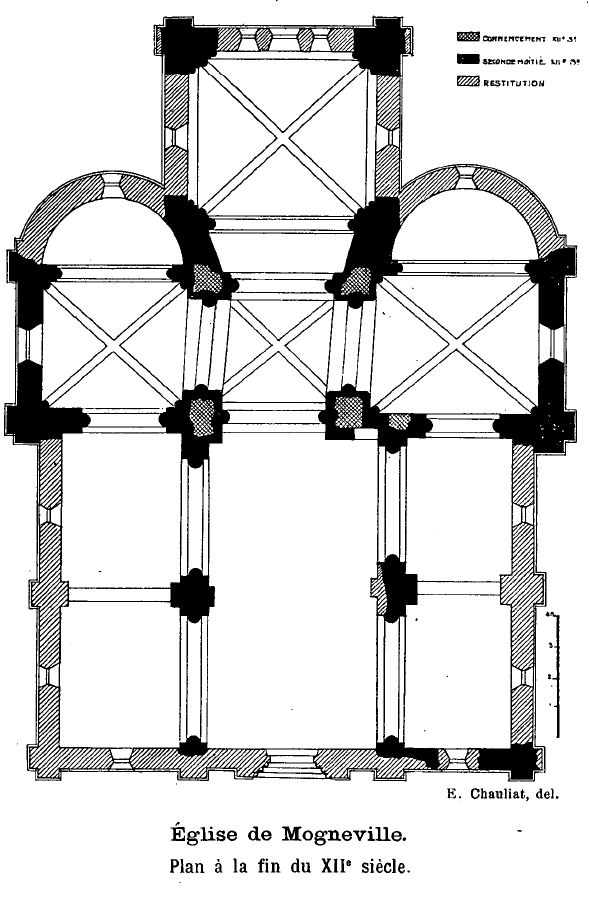
Plan de l'église à la même époque.

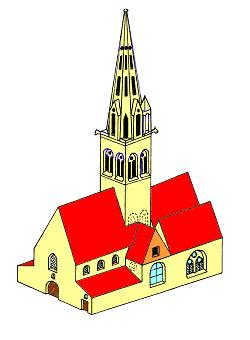
Situation au XIVe siècle.

Au cours des années 1130-1140, l'église est en grande partie reconstruite, et en même temps, agrandie. La base du clocher est voûtée d'ogives, les piles et arcades sont reprises, et un second étage de baies est ajouté. Les croisillons et le chœur de l'église primitive sont démolis, et remplacés par des croisillons plus élevés, et un chœur plus large : ce sont ceux que l'on voit actuellement. Ils sont voûtés d'ogives dès le départ. La largeur du chœur roman était commandée par la distance entre les piles du clocher, alors que le chœur actuel s'évase dans sa partie antérieure, avant d'atteindre sa largeur définitive. La partie antérieure forme comme une sorte de demi-travée voûtée en berceau, et de telles travées existent également à l'est des croisillons. Ce sont les vestiges de deux absidioles, que l'on édifia en même temps que le nouveau chœur et les nouveaux croisillons. Elles devaient être en hémicycle et voûtées en cul-de-four, peu profondes, sans communication avec le chœur. La coexistence d'un chœur carré au chevet plat et d'absidioles en cul-de-four, issus d'une même campagne de construction, est très rare. Marcel Aubert n'a trouvé d'autres exemples qu'en Allemagne, mais il y a aussi l'état de l'église de Foulangues pendant la seconde moitié du XIIe siècle, et Dominique Vermand suppose que les parties orientales soient inspirées du plan du chevet de l'église du prieuré Saint-Jean-du-Vivier, commune de Mouy. À Saint-Jean-du-Vivier, une abside toujours en hémicycle est flanquée de deux absidioles. C'est l'introduction du voûtement d'ogives qui aurait favorisée l'adoption du chevet plat, car dans le premier temps du voûtement d'ogives, l'on ne sut faire que des voûtes rectangulaires. L'église de Mogneville fait partie d'un groupe d'une quarantaine d'églises dans l'Oise, qui possèdent des voûtes d'ogives romanes, antérieures à 1150. Dominique Vermand a identifié de nombreuses analogies stylistiques avec les églises voisines de Bury, Cambronne-lès-Clermont, Foulangues et Ully-Saint-Georges, qui donnent à penser que les voûtes de ces églises ont été construites par le même atelier,.
La nef n'est pas reconstruite pendant la même campagne, car la corniche visible extérieurement sur le mur occidental du croisillon sud, qui date de la précédente campagne vers 1130 / 1140, se poursuit à l'intérieur de l'église, visible depuis la nef. L'on n'aurait pas traité l'intérieur de la même façon que l'extérieur, et la corniche se trouvait donc entièrement à l'extérieur au milieu du XIIe siècle. C'est donc pendant une seconde campagne de reconstruction que l'on exhaussa la nef et édifia des bas-côtés. Pour les faire communiquer avec la nef, l'on perça des arcades brisées dans les murs gouttereaux du début du XIIe siècle. L'on perça des arcades semblables, mais plus étroites, dans les murs occidentaux des croisillons. Marcel Aubert observe à juste titre que l'appareil des murs hauts de la nef est (légèrement) différent des parties basses, ce qui prouve que les murs ne sont pas homogènes, et ont effectivement été exhaussés. Mais l'auteur n'a pas tenu compte de la petite fenêtre primitive, et pense donc que la nef a été remplacée entièrement lors de la même campagne qui vit l'édification du transept et du chœur actuels, et que les bas-côtés dateraient aussi de cette époque. L'appareil dans les angles entre nef et croisillons prouverait que ces parties sont contemporaines, et l'arcade occidentale du croisillon sud, ouvrant sur le bas-côté, n'aurait pas été percée après coup. L'exhaussement serait donc plus tardif que les bas-côtés. On peut y opposer la petite fenêtre romane, les contreforts plats romans, et surtout que les nefs sans fenêtres hautes étaient inconcevables au XIIe siècle. Eugène Müller avance quant à lui l'hypothèse que le mur méridional de la nef aurait été reporté vers le sud, car il ne conçoit pas que la nef aurait été désaxée par rapport au clocher dès l'origine. Il pense aussi que nef et bas-côtés dateraient d'une seule et unique campagne de construction. — Quoi qu'il en soit, les fenêtres de la nef au nord et au sud datent de la seconde campagne de reconstruction. Au sud, elles descendaient trop bas, de sorte que le toit du bas-côté sud les bouchait en partie. Cette erreur de conception a dû se produire dans le contexte d'une reconstruction des toits des bas-côtés ; peut-être, il était prévu que ces toits aient une pente plus faible,. La moitié inférieure des fenêtres n'a été débouchée que tardivement, au XXe siècle.
Au milieu du XIIIe siècle, débute une troisième phase de reconstructions, qui s'échelonne jusqu'à la fin du siècle, voire jusqu'au début du XIVe siècle. L'absidiole nord est démolie et remplacée par une chapelle carrée de style gothique primitif, qui communique avec le chœur grâce à la suppression de son mur septentrional. En même temps, les travaux pour la nouvelle flèche sont lancés, qui est en pierre et de plan octogonal, s'inspirant de toute évidence par la flèche sud de la cathédrale Notre-Dame de Senlis. Selon Eugène Lefèvre-Pontalis, la flèche de Mogneville est même la seule descendance directe que connaît la flèche de Senlis. Pour la supporter, les piles occidentales du clocher sont renforcées pour une seconde fois. À la fin du XIIIe siècle, ou au début du XIVe siècle, l'absidiole sud est jetée bas à son tour, et remplacée par une chapelle carrée de style gothique rayonnant, mais sinon analogue à celle au nord. L'église prend alors sa physionomie actuelle, avec les bas-côtés en plus. Plusieurs modifications interviennent encore au cours des siècles suivants. La façade aurait été reconstruite en 1381, en pleine guerre de Cent Ans, mais la date concrète n'est pas assurée. Au XVIe siècle, le chœur reçoit une nouvelle fenêtre occidentale, dotée d'un remplage Renaissance. C'est peut-être à la même époque, ou plus tardivement, qu'une petite sacristie est bâtie devant le chevet de la chapelle latérale sud. Elle est aujourd'hui ruinée. Après 1764, mais au plus tard à la Révolution, les bas-côtés sont démolis pour des raisons aujourd'hui inconnues. Seuls les murs de façade sont conservés, et les arcades reliant les bas-côtés à la nef et au transept sont obturées. En 1815, l'église voisine de Rieux est également privée de ses bas-côtés, et en 1825, l'église de Rousseloy est carrément amputée de sa nef.

### La restauration de l'église

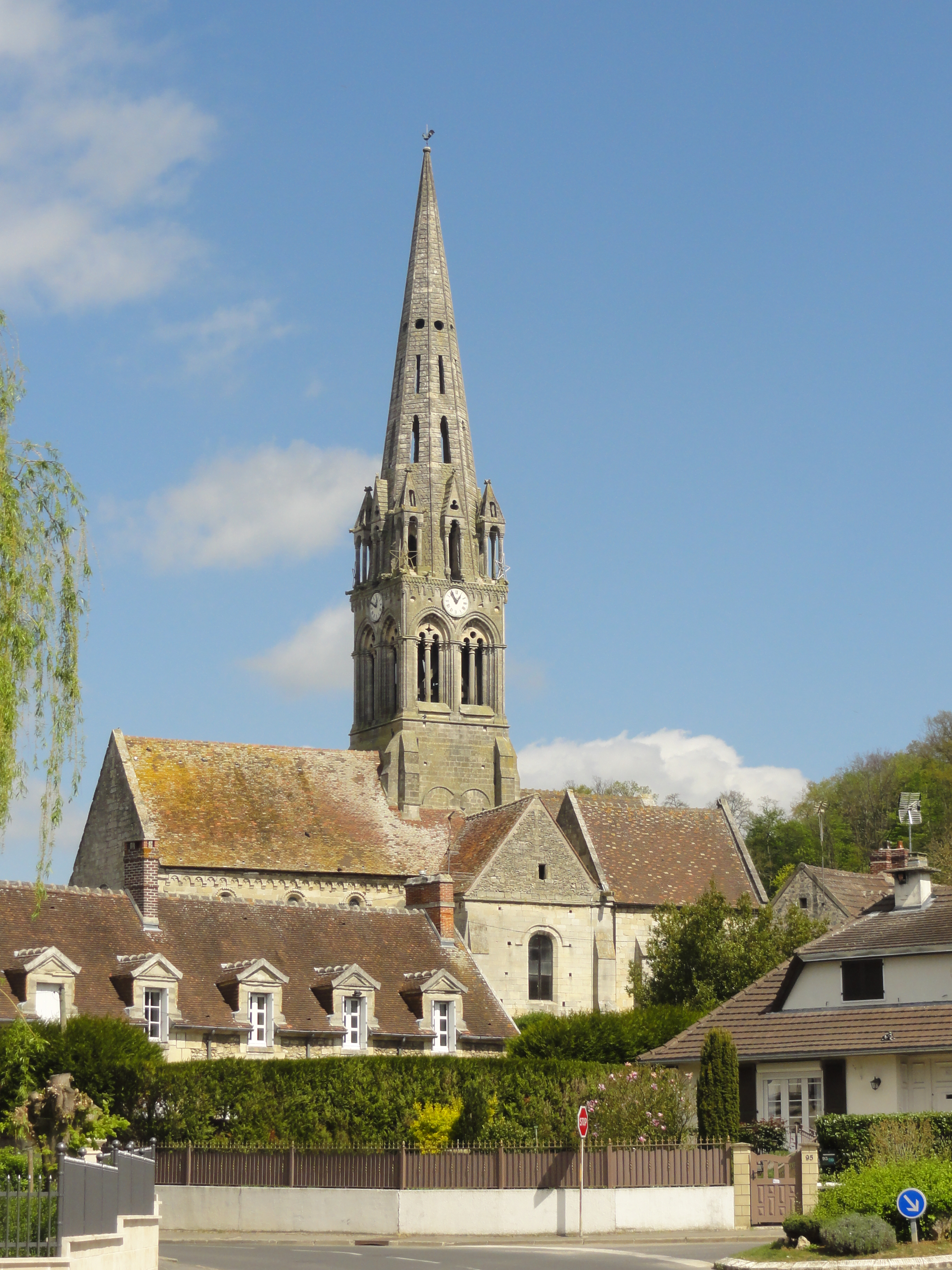
Vue depuis le sud.

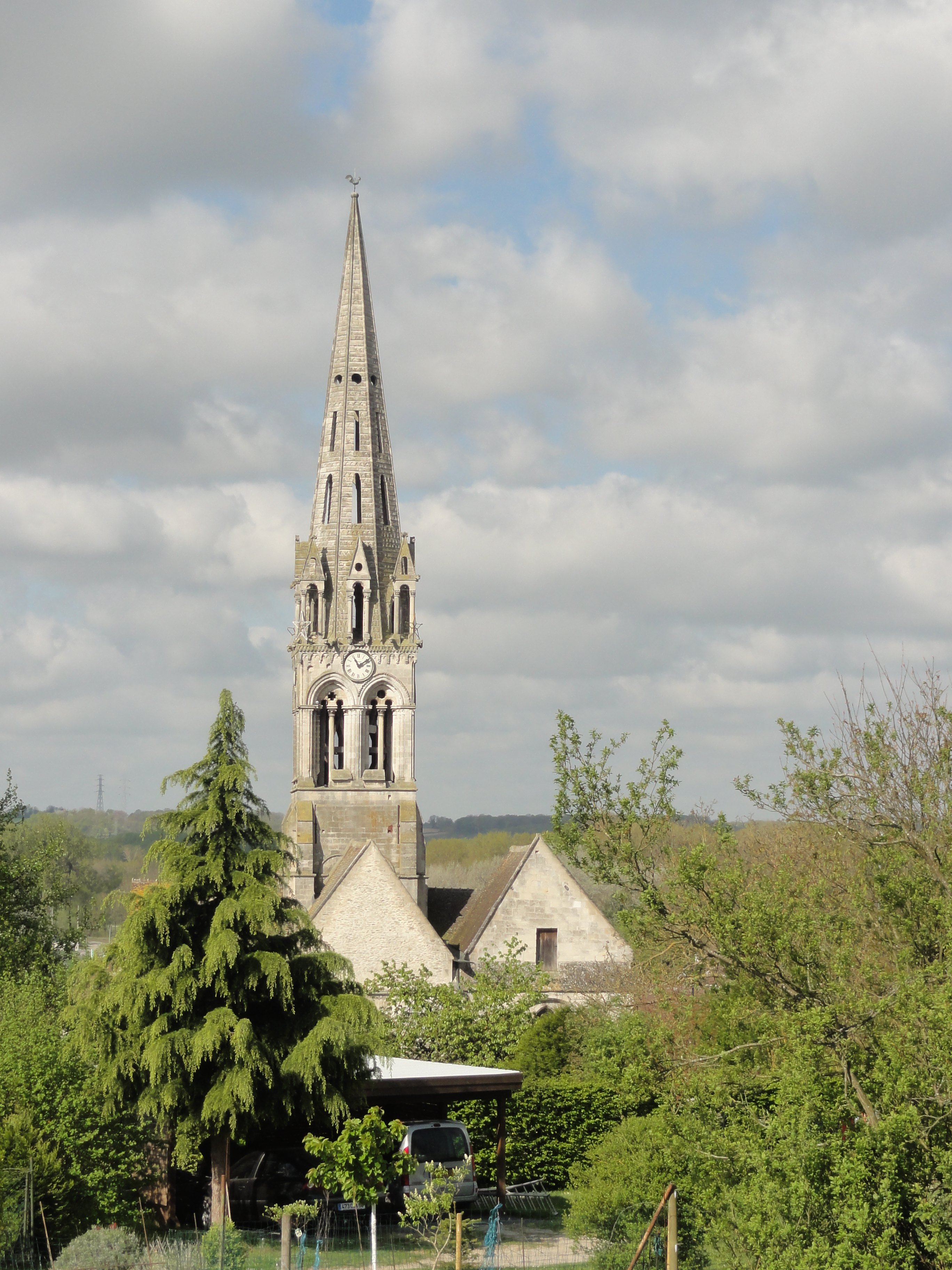
Vue depuis l'est.

Depuis le XIIe siècle et jusqu'à la Révolution française, l'entretien de l'église est à la charge des paroissiens, pour la nef, et du clergé, pour le transept, le chœur et le clocher. Au XIXe siècle, la commune participe selon ses très faibles moyens et fait appel au préfet, qui verse des aides au compte-goutte. L'église se dégrade de sorte qu'elle finit par menacer ruine. En 1840, les dix-huit premiers monuments historiques de l'Oise sont classés par la liste de 1840, portée à la connaissance du public l'année suivante. L'église Saint-Denis de Mogneville n'est pas parmi eux. Dans un rapport du 5 décembre 1841, Louis Graves critique cinq classements à tort, et suggère le classement de douze monuments supplémentaires, dont le clocher de Mogneville. Une vingtaine d'années plus tard, c'est donc seul le clocher qui est classée monument historique par liste de 1862. En 1877, un nouveau cimetière est aménagé à l'extérieur du village, et le cimetière autour de l'église cesse de servir définitivement à la fin du siècle. En 1889, le chanoine Pihan ne mentionne qu'un unique lanternon, celui à l'angle sud-est du clocher. L'on ignore si les autres ont été détruits, ou s'ils n'ont jamais été construits. Ils sont restitués à la fin du XIXe siècle. À cette époque, le clocher et la flèche sont restaurés, mais en négligeant la base et les piles. Dès le début du XXe siècle, les piles menacent déjà ruine, et l'ensemble du clocher menace de s'effondrer. Puis, en 1905, la séparation des Églises et de l'État en 1905 amène l'église dans le patrimoine communal. Entretenue seulement au coup par coup depuis, elle se dégrade davantage. Quand la cloche est sonnée vigoureusement pour l'armistice du 11 novembre 1918, l'on craint le pire pour l'église. Or, la restauration n'est pas encore à l'ordre du jour. Le reste de l'église est classé par arrêté du 24 août 1937, mais il paraît qu'aucune restauration n'est entreprise avant l'éclatement de la Seconde Guerre mondiale. En 1971, la foudre touche l'église et fait de gros dégâts. L'eau s'infiltre dans l'église, et des réparations immédiates s'imposent. Les toitures sont donc remises en état et recouvrent leur étanchéité. Ces travaux s'achèvent en 1974 par la pose du coq au sommet du clocher. La restauration des maçonneries est une fois de plus ajournée,,,.
En 1983, la restauration proprement dite commence enfin avec le croisillon nord, et se poursuit par la couverture du chœur et des chapelles latérales. En 1986, le contrefort sud-ouest est consolidé. En la même année, la restauration s'étend sur le clocher et sur le chevet. La nouvelle horloge électrique est installée en 1987, et la sonnerie de la cloche automatisée. Les toitures font l'objet de nouveaux travaux en 1988. La restauration du chevet se termine par les trois pignons orientales, en 1989-1990. D'autres travaux à l'extérieur ont encore lieu en 1991-1992. Mais jusque-là, le problème de l'humidité montant depuis le sol a été négligé. Des travaux de terrassement et de drainage sont donc effectués en 1993 pour l'assèchement des faces nord et est du chœur et des chapelles. Toute trace de l'ancien cimetière est effacé à ce moment. Les gouttières sont améliorées, et jusqu'en 1994, les assises inférieures des murs et piliers font l'objet d'importantes reprises en sous-œuvre. Le perron est refait en 1994. C'est en cette même année que l'intérieur de l'église est pour la première fois concerné. Le sol et les murs sont remis en état, mais le pavage ancien est conservé, et la restauration reste discrète, afin de respecter l'authenticité du monument. Les fenêtres côté nord, en partie condamnées, sont rouvertes, et plusieurs nouvelles vitres sont posées (il ne s'agit pas de vitraux mais de simple verre blanc). L'église étant classée monument historique, ces travaux sont pris en charge à concurrence de 72,5 % par l’État, ne laissant ainsi que 27,5 % à la charge de la commune. Deux voûtains du chœur présentent des peintures murales. Le Centre des monuments nationaux n'exclut pas que d'autres peintures se cachent sous les badigeons, et demande une campagne de sondages afin de pouvoir relever leurs traces. Très peu de décors sont décelés à l'exception des deux personnages au revers de la façade, qui sont restaurés en 1994. La conclusion est que « l’absence aussi flagrante de décors semble indiquer que l’édifice a été soigneusement brossé lors d’une campagne de badigeonnage. Les quelques traces calcifiées des décors sont inexploitables. Seuls les témoins des décors sur chapiteaux et corbeilles peuvent être préservés. ». En 1996, la croisée du transept est remise en état intérieurement, puis la restauration intérieure se poursuit par la chapelle sud et le chœur. Bien que rien ne s'oppose à une utilisation cultuelle de l'église, elle a une vie spirituelle quasiment inexistante et n'est utilisée qu'occasionnellement pour des célébrations particulières. Mogneville fait partie de la paroisse de Liancourt.

## Description

### Aperçu général

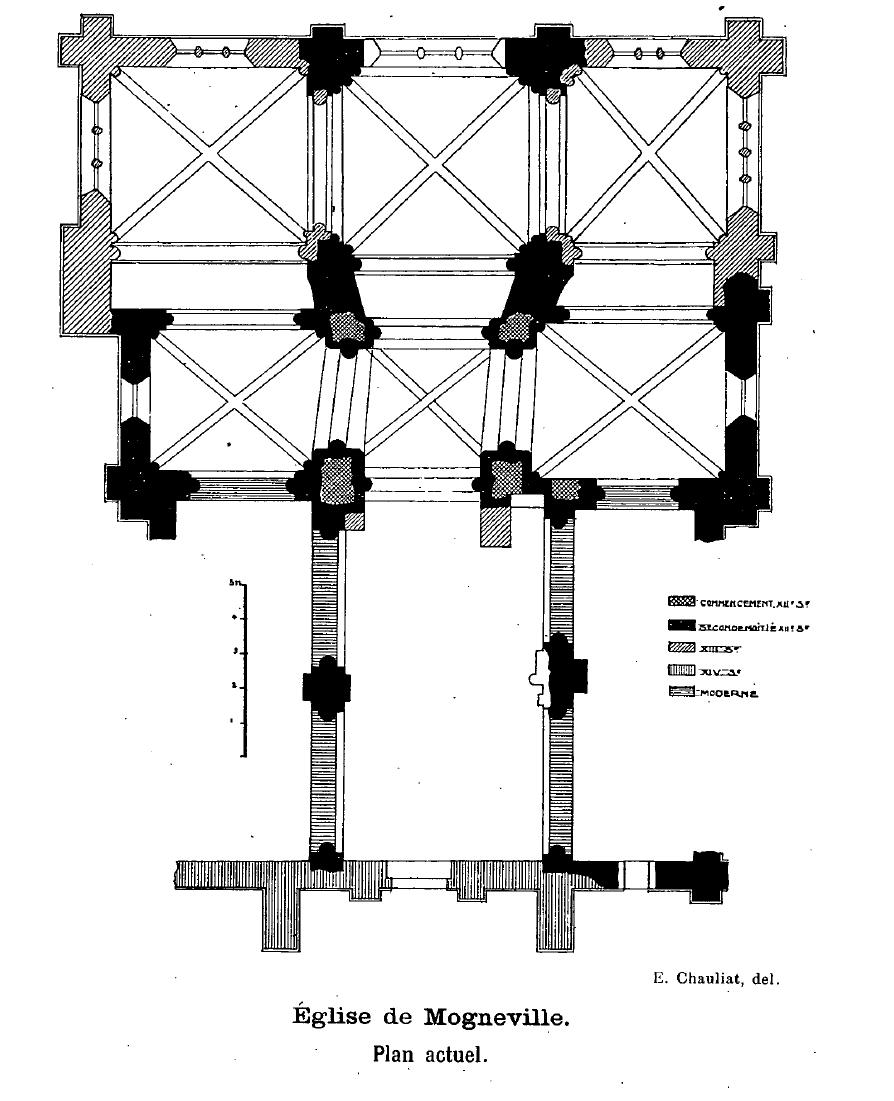
Plan actuel de l'église.

Orientée légèrement vers le nord-est du côté du chevet, l'église se compose d'une courte nef de deux travées, sans bas-côtés ; d'un transept dont la croisée correspond à la base du clocher ; d'un chœur carré à chevet plat ; et de deux chapelles latérales également carrés. La ruine de la sacristie se trouve devant le chevet de la chapelle latérale sud. — Des demi-travées voûtées en berceau précèdent le chœur et les chapelles. Sinon, le transept, le chœur et les chapelles sont voûtés d'ogives, alors que la nef est recouverte d'une charpente lambrissée en carène renversée. La nef est, de loin, la partie la plus haute de l'édifice : les murs gouttereaux atteignent une dizaine de mètres, et deux mètres de plus environ s'ajoutent jusqu'au sommet du plafond lambrissé. Les voûtes des parties orientales cumulent à moins de sept mètres, sauf celle de la base du clocher, qui se situe à un niveau supérieur, alors que les quatre arcades autour ne dépassent pas les six mètres et demi.
Les parties orientales évoquent un chœur-halle, qui est une particularité de la vallée de l'Oise et ses environs. Environ deux douzaines d'exemples existent, dont Brenouille, Neuilly-sous-Clermont, Nogent-sur-Oise, Plailly, Rieux, Rousseloy, Saint-Félix et Villers-Saint-Paul. Ils se caractérisent par un chevet plat et la fusion du chœur avec ses chapelles latérales, l'ensemble étant voûté à la même hauteur ou presque. Le transept, s'il existe, se trouve généralement intégré dans le chœur-halle. Généralement les chœurs-halle forment un vaste espace unifié, ce qui n'est pas le cas à Mogneville, car les demi-travées qui précèdent les chapelles et le chœur ne communiquent pas entre elles dans le sens nord-sud. — La structure des toitures est relativement complexe. La nef, les chapelles et le chœur possèdent des toits indépendants à deux rampants, dans l'axe de l'édifice. Ainsi, le chevet présente un alignement de trois pignons. Les croisillons ont des toits perpendiculaires à l'axe de l'édifice, avec des pignons au nord et au sud. Étant donné que la nef est désaxé vers le sud par rapport à l'axe de la croisée et du chœur, le rampant sud du toit de la nef est relié au rampant ouest du toit du croisillon sud. — L’ensemble des maçonneries est réalisé en pierres calcaires de l'Oise (type Saint-Vaast). Les joints sont exécutés au mortier de chaux de couleur ocre clair, avec des agrégats de graviers irréguliers. L’ensemble des couvertures est en tuiles plates.

### Clocher

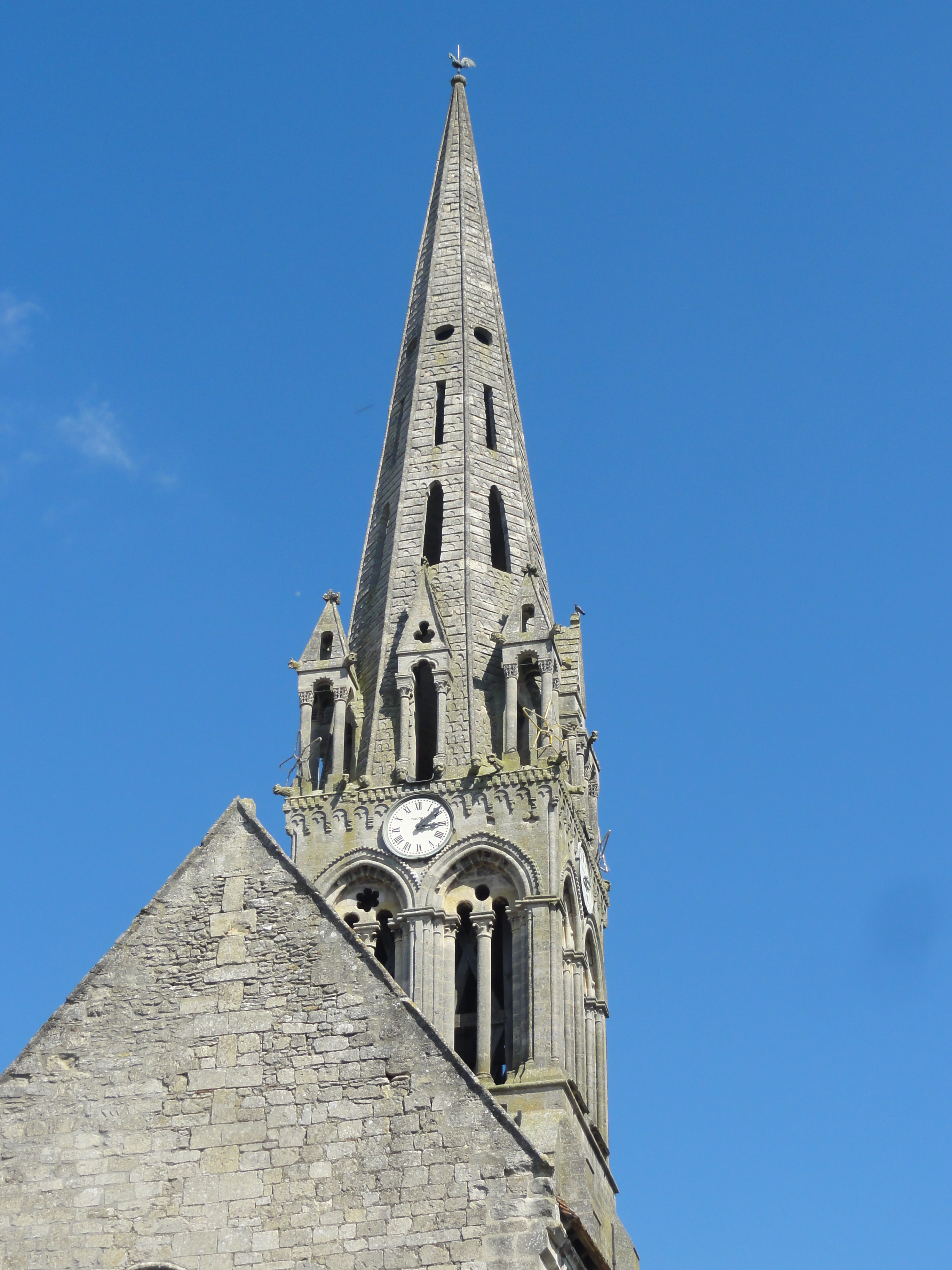
La flèche, côté ouest.

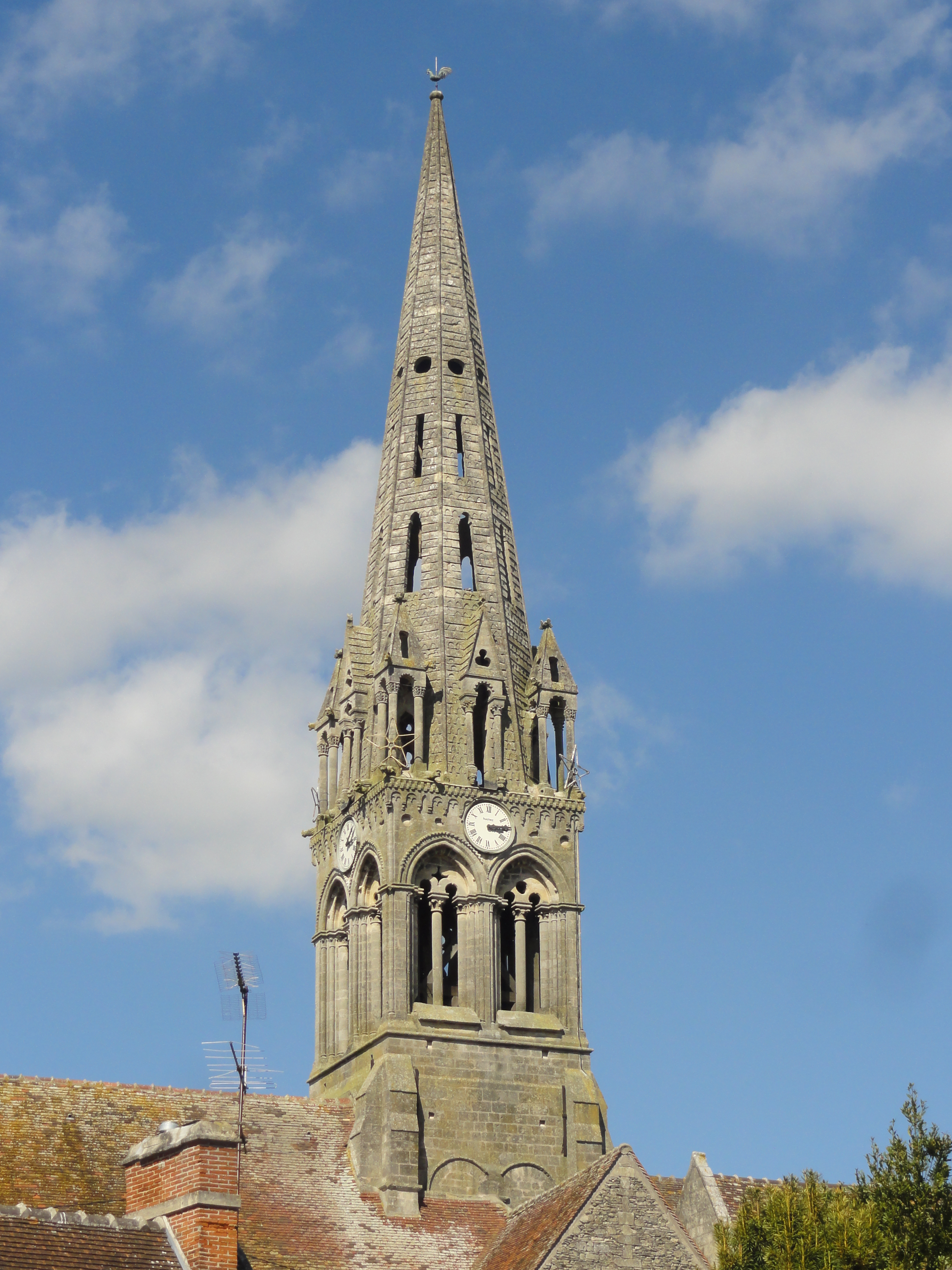
La flèche, côté sud.

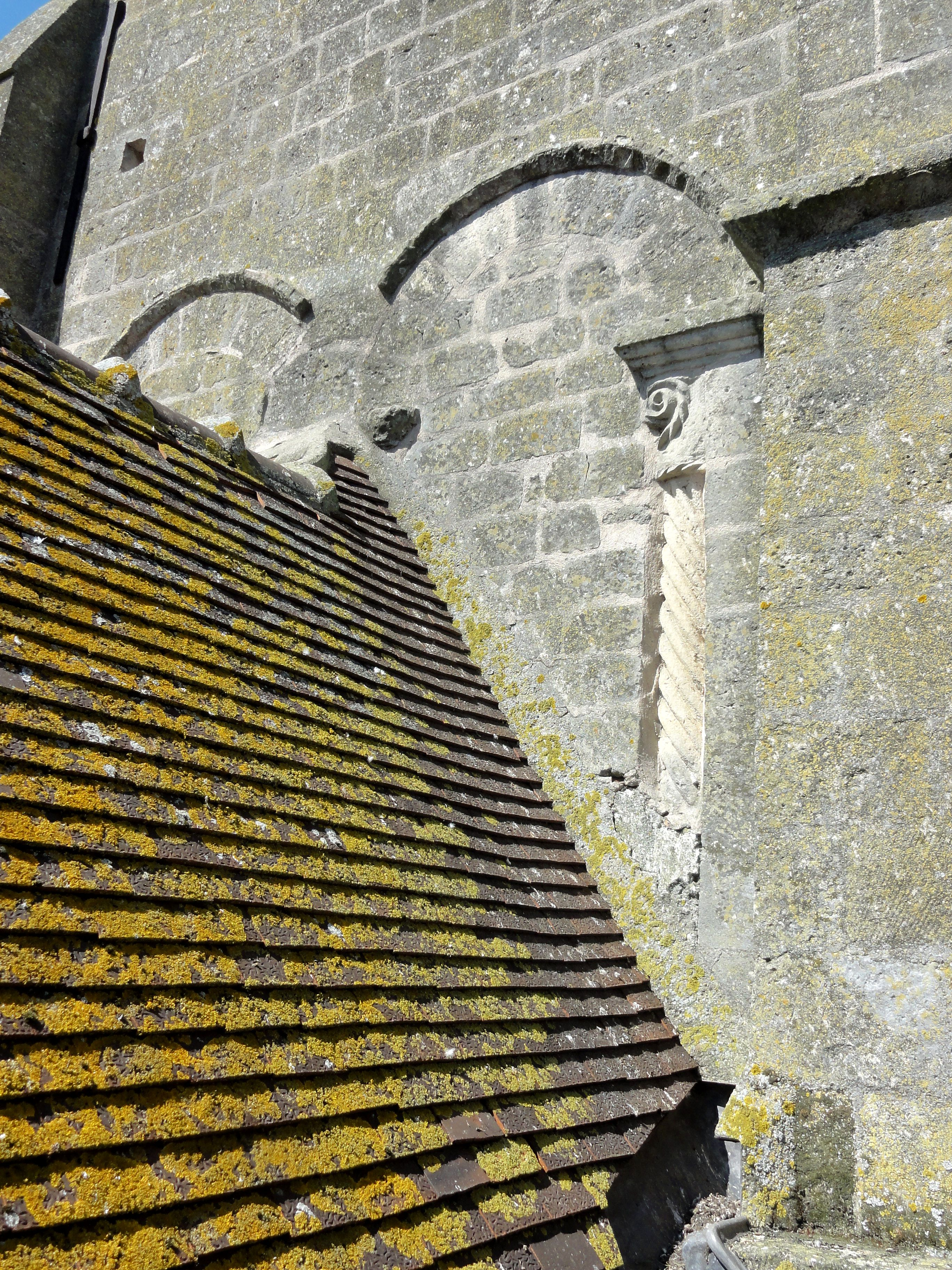
Premier étage, côté sud.

Le clocher carré est épaulé à chaque angle par deux contreforts plats, dont un a été renforcé à deux reprises et fait saillie dans la nef, à droite de l'arcade vers la croisée du transept. Il est scandé par trois glacis, qui permettent des retraites, et par deux bandeaux biseautés et une corniche de corbeaux en hauteur. L'autre contrefort n'a été renforcée qu'une seule fois ; il est différent et moins saillant, en grande partie englobée dans le mur nord de la nef. L'on n'y voit pas de bandeaux, mais la même corniche, qui court tout autour du clocher à la naissance du premier étage de baies, sauf au nord : elle y est remplacée par un rang de dents de scie en faible relief. Aujourd'hui, la corniche se situe intégralement à l'intérieur de l'édifice, dans la nef et dans les combles. — À l'instar de tous les clochers romans classiques de la région, le premier étage est percé de deux fenêtres par face, dont deux sont partiellement visibles depuis la nef. De l'extérieur, l'on n'aperçoit que les archivoltes décorées sobrement d'un bandeau biseauté avec des vestiges de dents de scie, ainsi que les chapiteaux et parfois les parties supérieures des intéressantes colonnettes qui cantonnent les baies du début du XIIe siècle. Les tailloirs sont biseautés et ornés de billettes. Certains chapiteaux sont sculptés de volutes d'angle se terminant en tresses, et leurs astragales sont pareillement tressées. La plupart des fûts sont eux aussi ornés de tresses se déroulant en torsades, ce qui est fort rare, et ne se retrouve guère que sur les arcatures plaquées du chœur de Saint-Clair-sur-Epte, et sur le clocher de Saint-Vaast-de-Longmont. D'autres fûts s'allongent en brins épars, ou présentent des combinaisons de courbes et d'étoiles. Certaines colonnes portent des chapiteaux à volutes. Les bases sont ornés de simples tores superposés, ou bien constituent une répétition du chapiteau,.
Le deuxième étage carré de la fin du XIIe siècle est plus élevé, et d'un style résolument différent, se rattachant clairement à l'architecture gothique, avec notamment de fines colonnettes appareillées portant des chapiteaux de feuilles grasses dont les extrémités s'enroulent en crochets. Seule la corniche beauvaisine qui termine l'étage rappelle que cette partie du clocher n'est pas postérieure à 1200, et donc guère plus récente que les parties hautes et grandes arcades de la nef, pourtant encore clairement romans. La corniche repose sur des mascarons ou des modillons sculptés de motifs géométriques. En haut, un rang de damiers s'ajoute à la corniche de base. Chaque angle du second étage est garni d'un tore, ou d'une colonnette sans chapiteau, interceptée par la tablette moulurée qui sert de tailloir aux chapiteaux des baies, et court tout autour. Un faible espace reste libre entre les colonnettes d'angle et les colonnettes extérieures des fenêtres, et le trumeau central est encore plus étroit. Chaque baie s'ouvre sous une double archivolte torique en tiers-point, qui repose sur deux fines colonnettes à chapiteaux, et le tympan des baies est porté par trois autres colonnettes, plus fortes que les autres, ce qui donne un total de sept colonnettes par baie. La colonnette médiane recoupe la baie en deux segments, et le tympan est entaillé d'une étroite arcature plein cintre au-dessus. Selon les cas, le centre du tympan est percé d'un œil-de-bœuf, d'une croix grecque ou d'un hexalobe. Au décor s'ajoute un cordon de billettes ou de dents de scie qui surmonte les fenêtres, et comme particularité, dans la gorge entre les deux tores de l'archivolte, un claveau sur deux est muni d'une dent de scie.
En haut du second étage, un plafond en bois permet l'entretien du mécanisme d'horloge, et forme un troisième étage très bas, sans jour et invisible depuis l'extérieur. Dans les angles, l'on aperçoit des trompes, qui rendent possible le passage du plan carré vers le plan octogonal de la flèche. Le troisième étage est recouverte par une charpente, qui supporte le toit faiblement incliné sous la flèche. En effet, la flèche n'est qu'un ornement, et ne constitue pas un toit. Pour alléger la structure, la flèche est largement ajourée par des lucarnes (derrière les clochetons) et des ouvertures longues et étroite, terminées en trilobe, puis par des oculi en hauteur. Ainsi, la flèche ne protège pas le clocher contre la pluie. Elle mesure 9 m de haut, et son épaisseur, de 60 cm à la base, n'est plus que de 20,4 cm à 4 m de hauteur. Le sommet atteint une hauteur de 39 m depuis le sol. La surface est décorée par des écailles, et les arêtes sont garnies de tores, comme sur la plupart des flèches romanes et gothiques de la région. L'élégance de la construction est due à la forme élancée de la flèche, aux quatre lanternons qui occupent les angles, et aux lucarnes qui s'insèrent entre les lanternons, au milieu de chaque face. Ces édicules reposent sur des colonnettes monolithes (contrairement à toutes les autres colonnettes de l'église), qui sont munies de chapiteaux à la sculpture très fouillée, ave ce souvent deux rangs de feuillages. Les tailloirs des chapiteaux supportent des linteaux découpés en plein cintre, dont l'intrados est garni d'une tête tréflée, de petites ou grandes dents de scie, ou des deux. Les lucarnes sont munies d'un gâble aigu ajouré d'un trèfle, et sommés d'une croix en antéfixe. Les lanternons sont coiffés de pyramidons ajourés d'ouvertures longues et étroites, flanqués de têtes de monstres largement saillants, et amortis par des fleurons. Par ailleurs, des têtes de monstres jaillissent à la base de chaque arête de la flèche ; les socles des colonnettes des lucarnes prennent appui sur des têtes grimaçantes ; et des chimères se détachent devant les socles des lanternons.

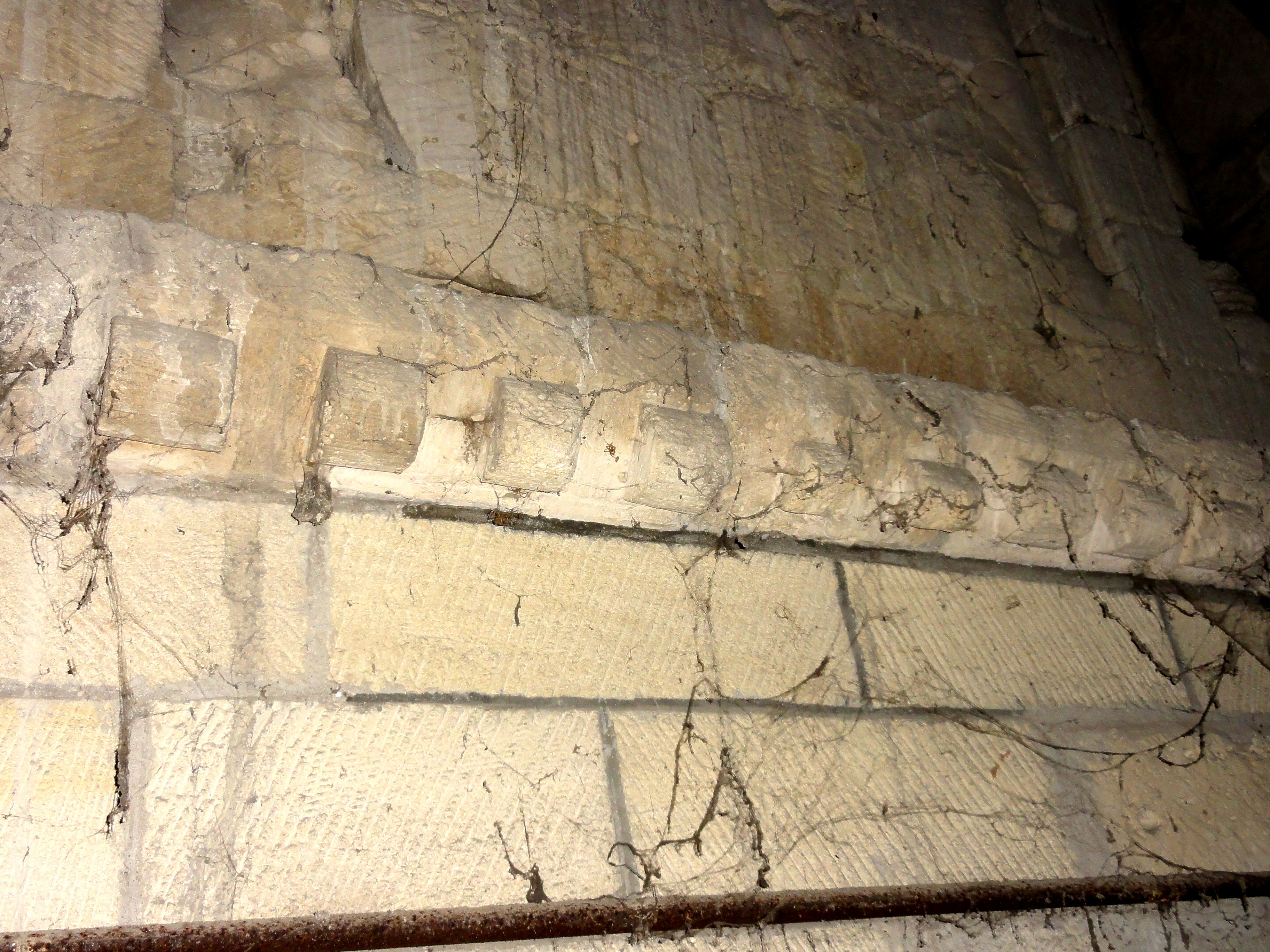
Corniche au début du premier étage.
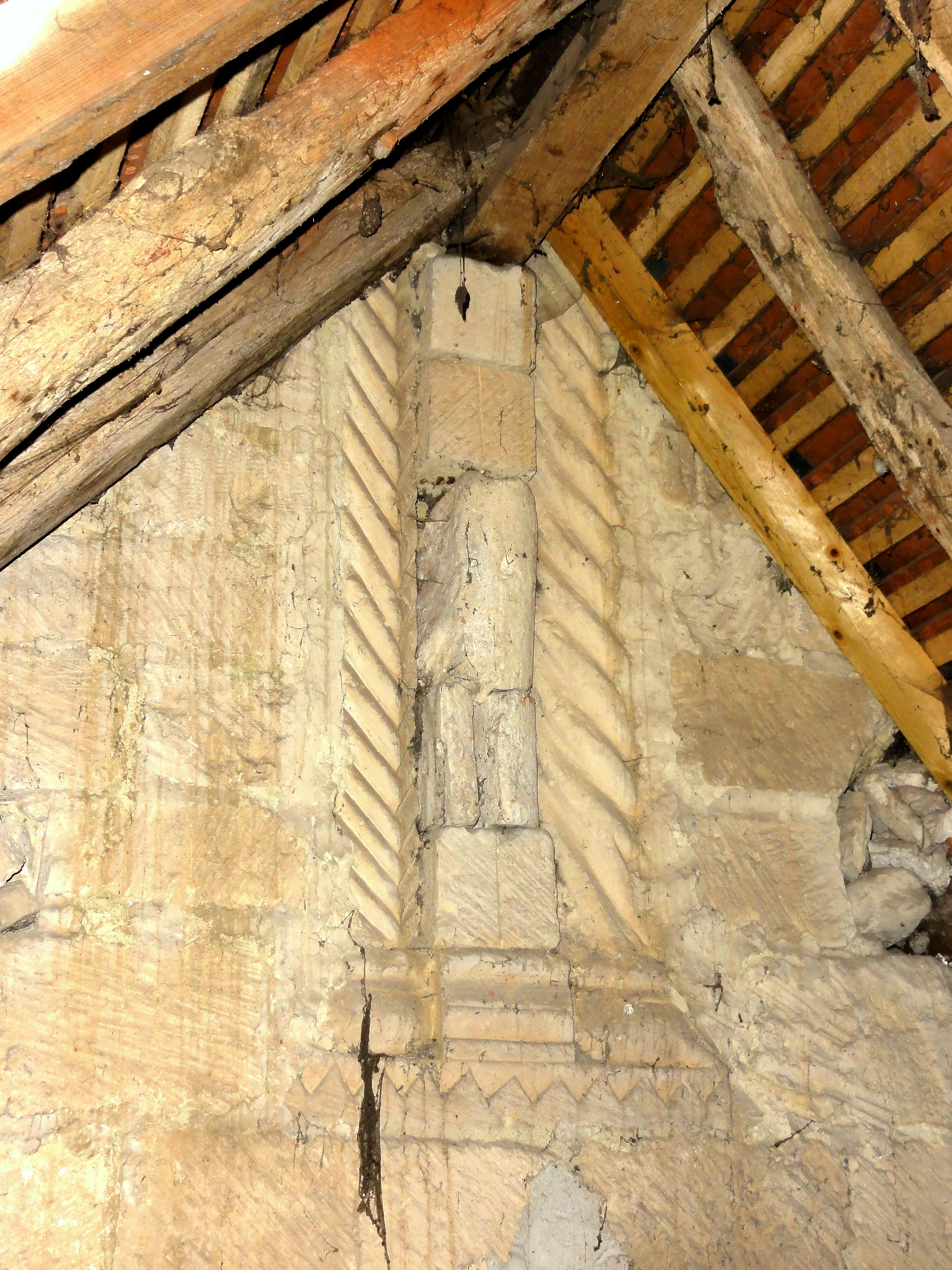
Colonnettes torsadées du premier étage, côté nord.
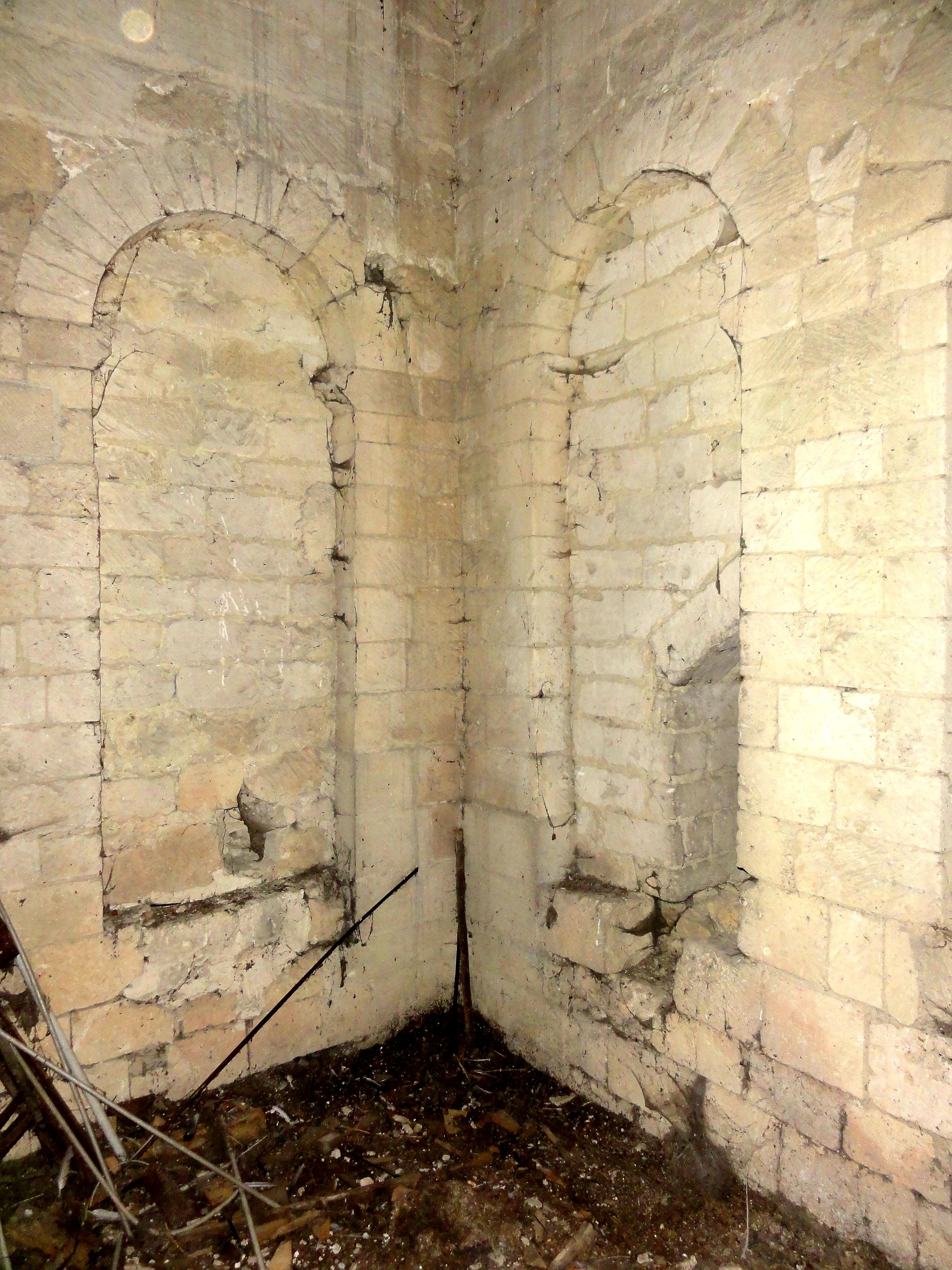
Intérieur du premier étage, angle nord-est.
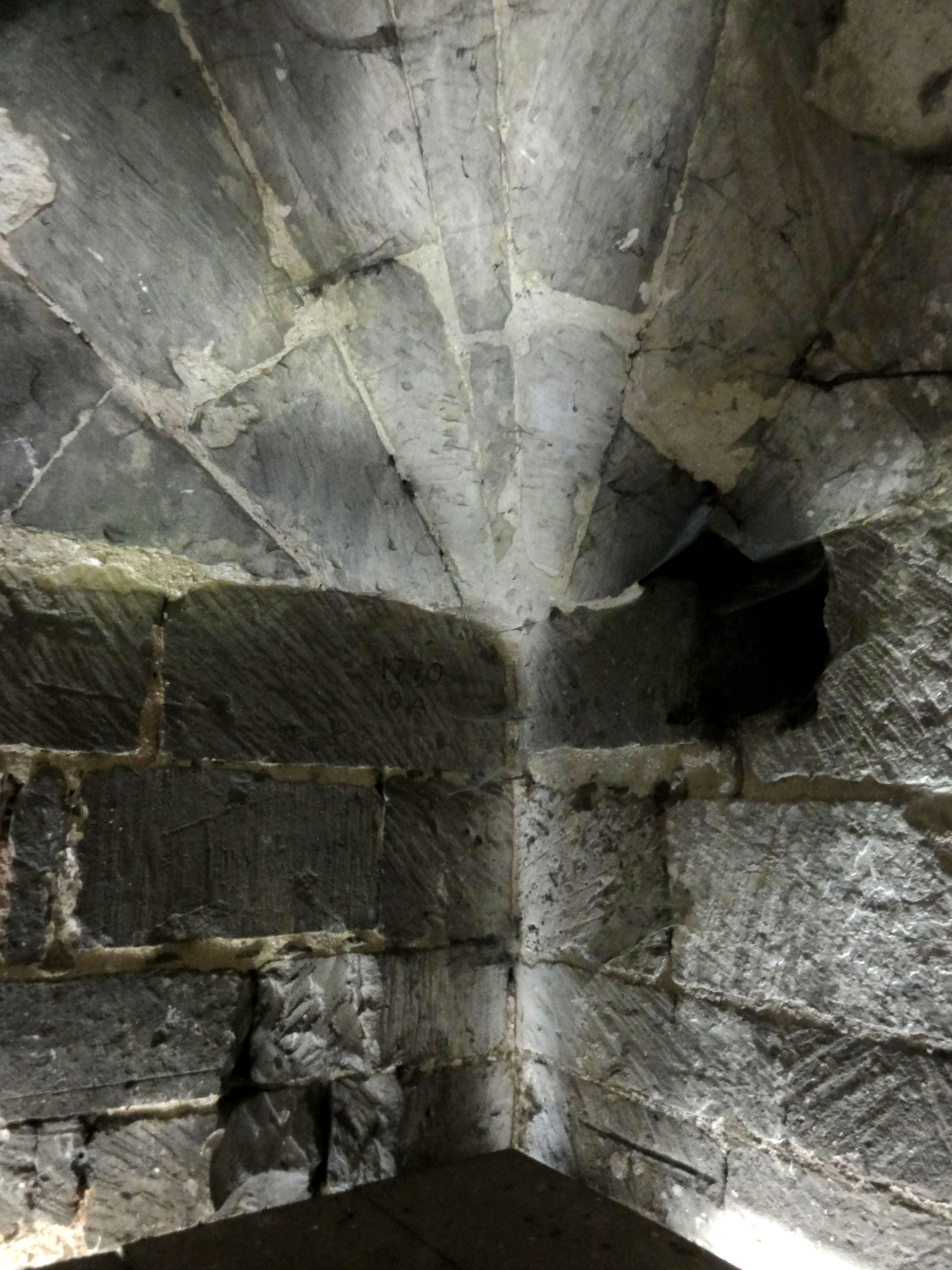
Trompe dans un angle du troisième étage.
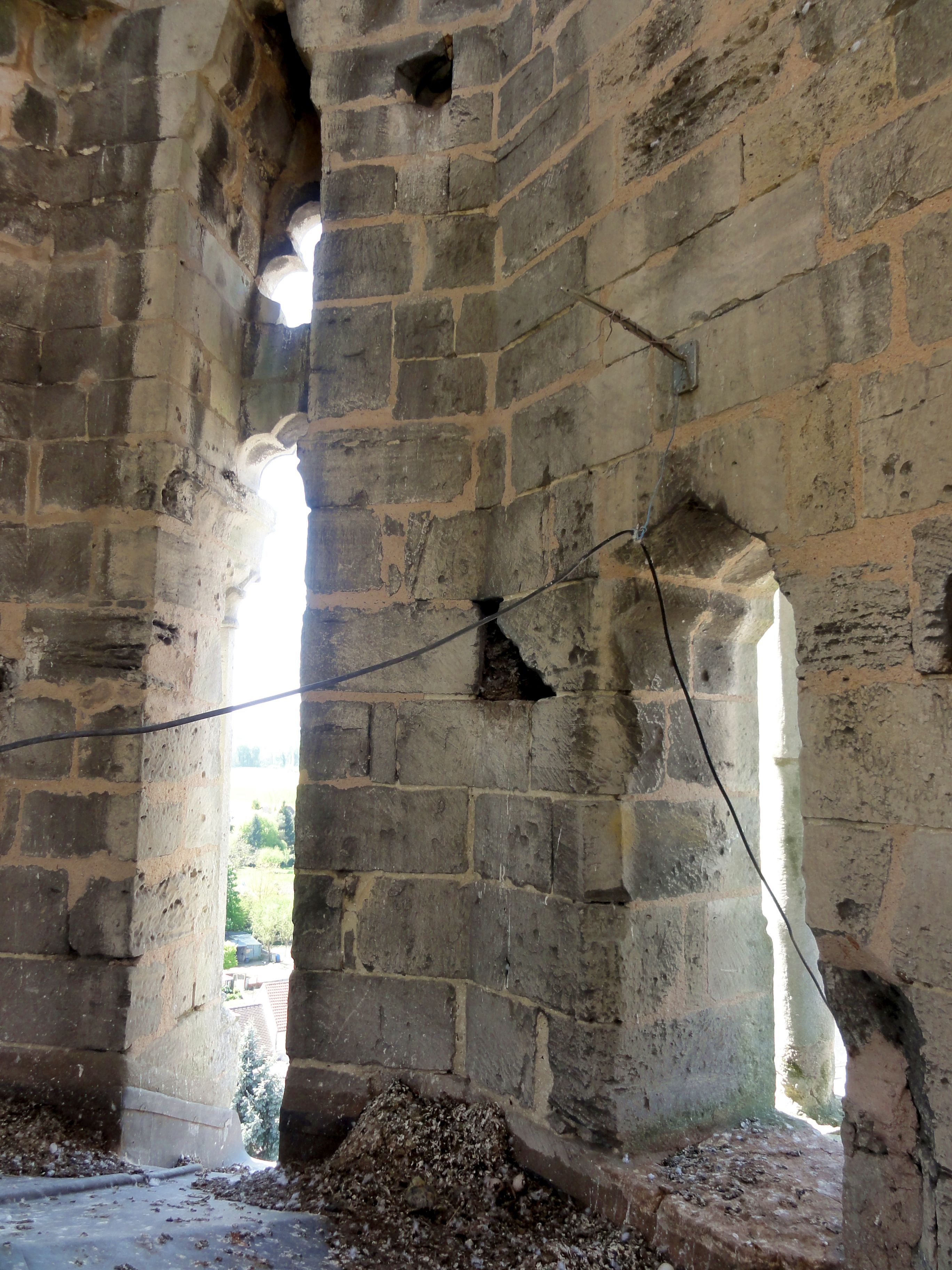
Intérieur de la flèche, élévation latérale.
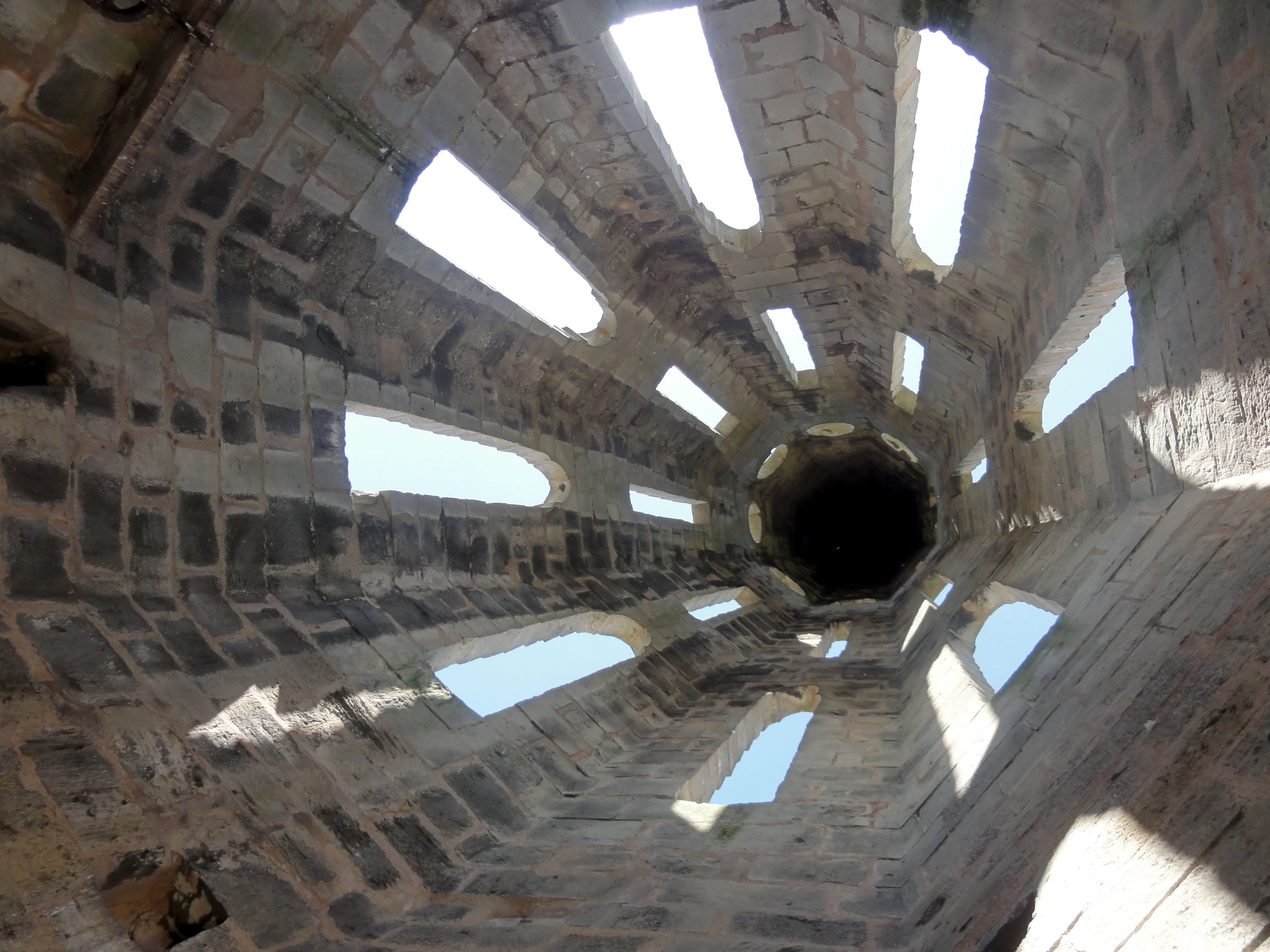
Intérieur de la flèche, vue vers le sommet.

### Extérieur

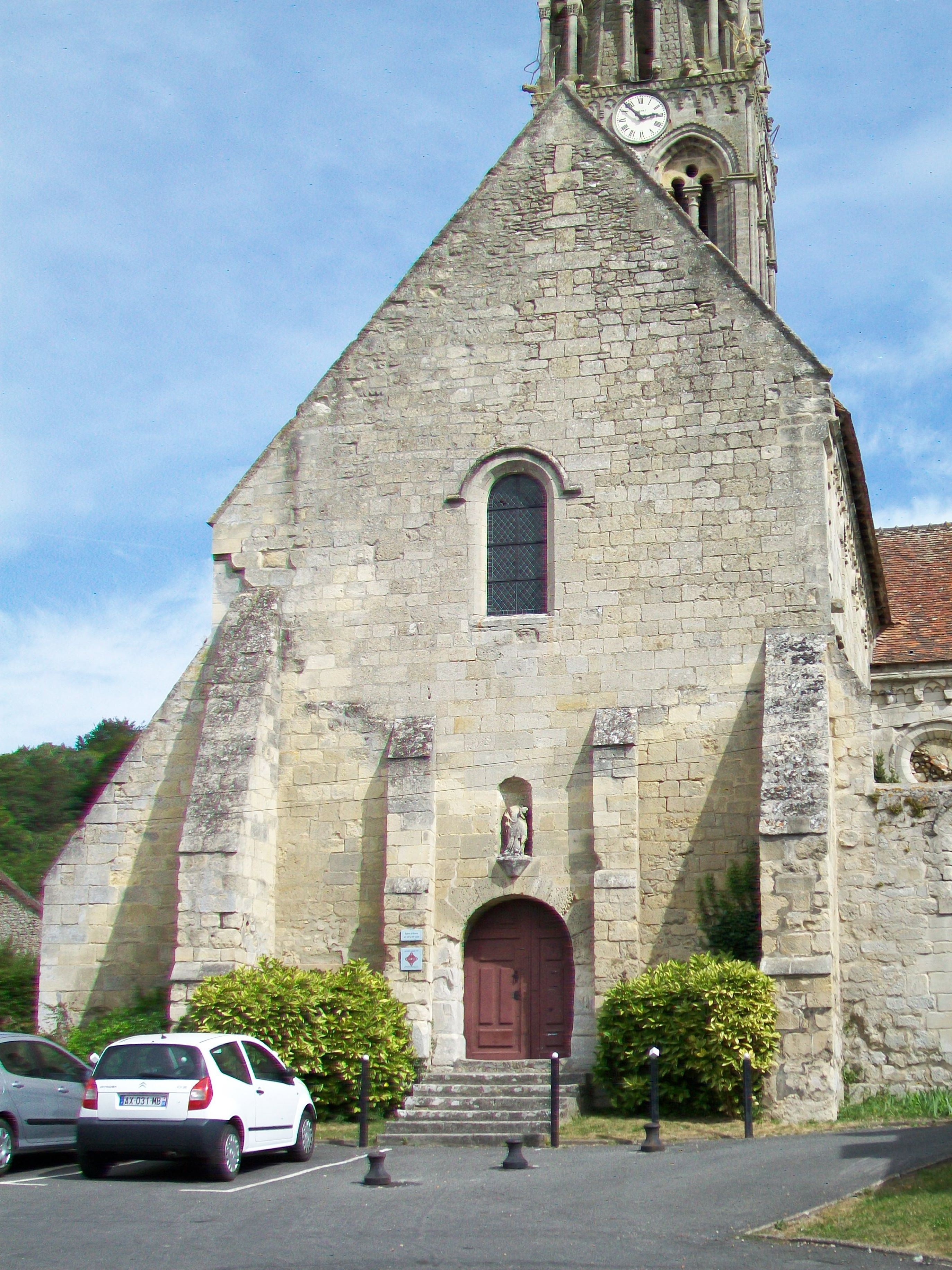
Façade occidentale.

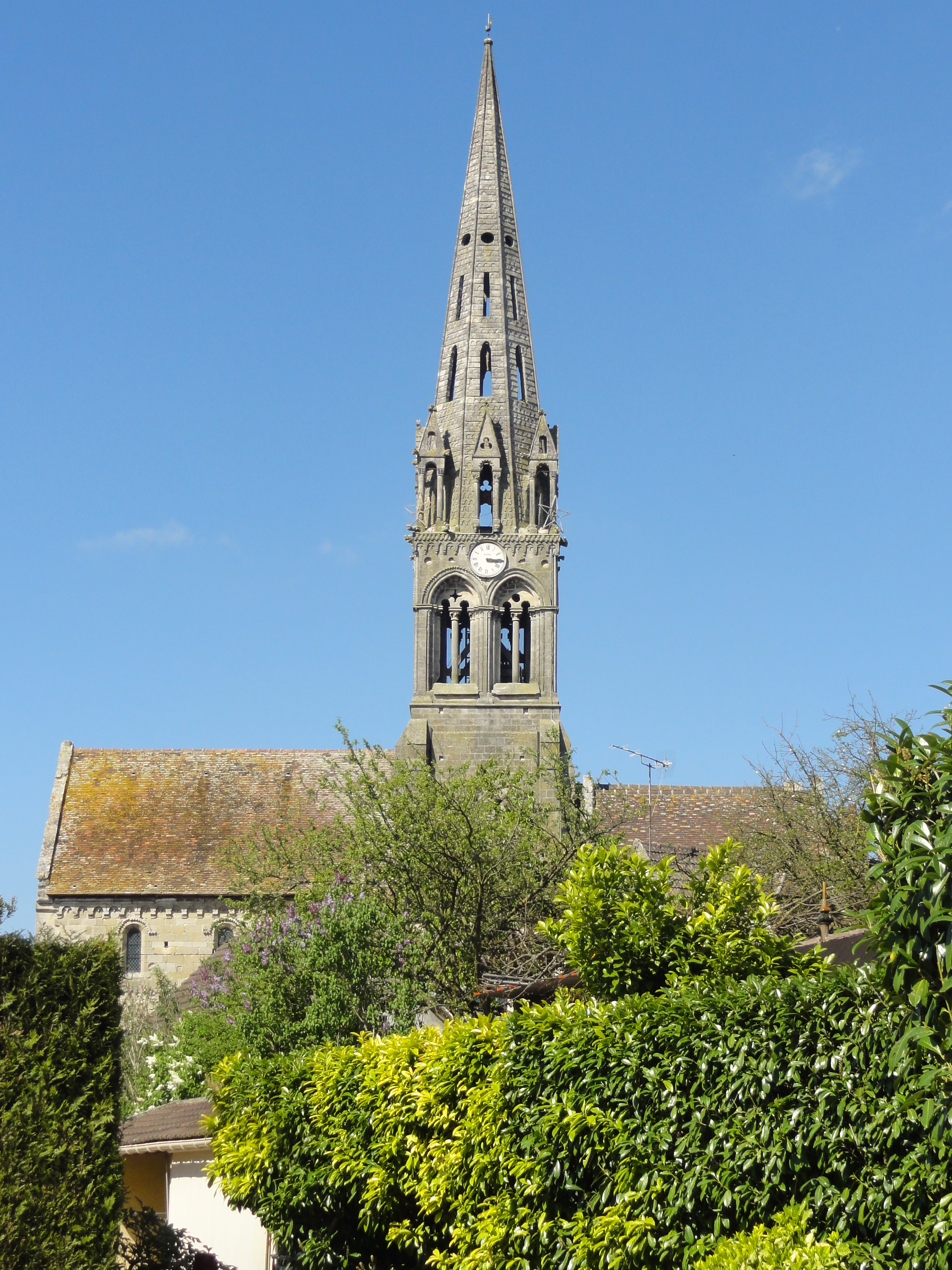
Vue depuis le sud.

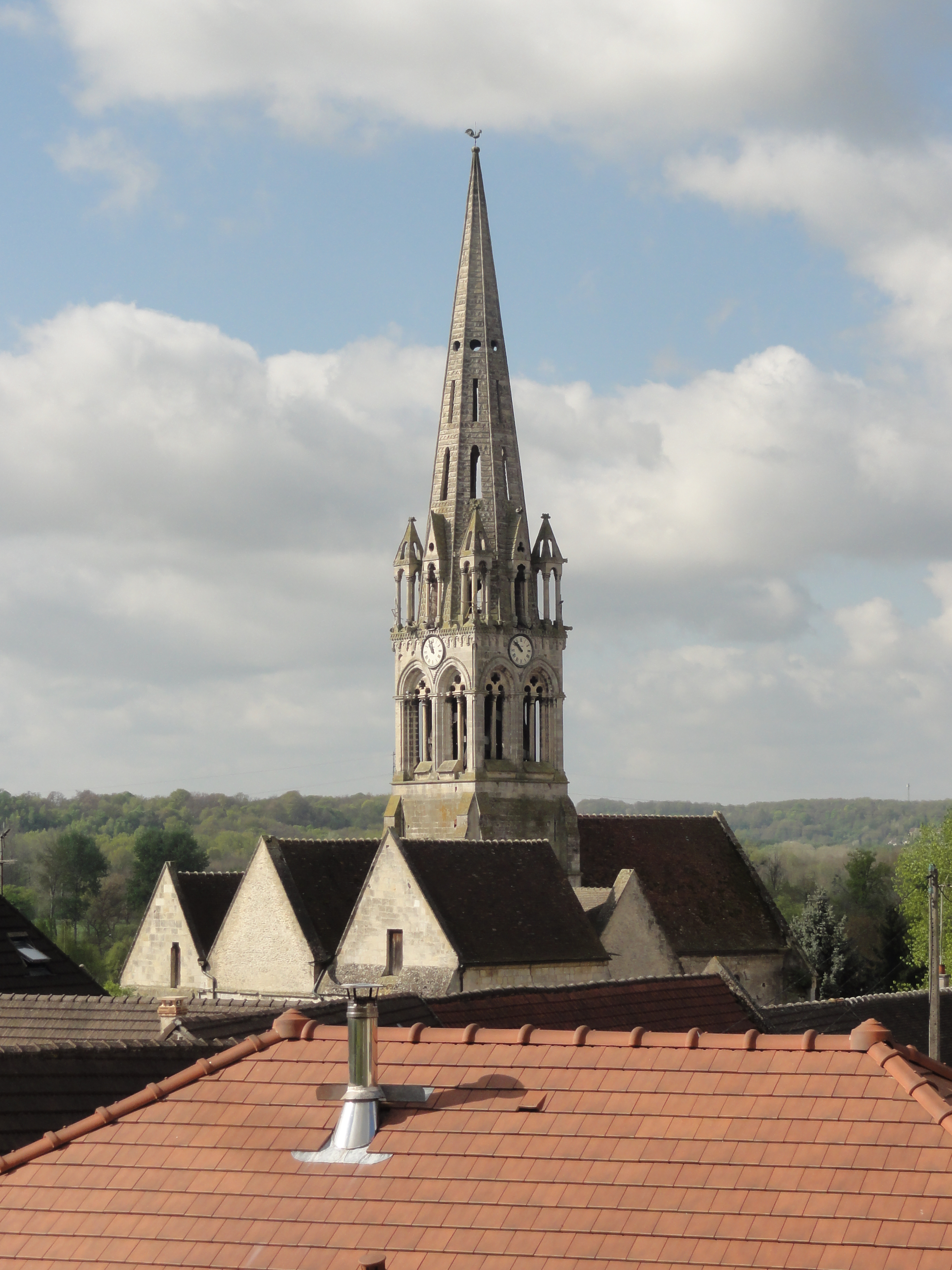
Vue depuis le nord-est.

La façade occidentale de la nef du XIVe siècle est très sobre et sans style particulier. Elle est dominée par un pignon dissymétrique, et épaulé par deux contreforts de hauteur inégale, l'un à gauche et l'autre à droite. Le pan de mur prolongeant la façade au-delà du contrefort de gauche n'est pas un contrefort proprement dit, mais un vestige du mur occidental du bas-côté nord, dont la fonction actuelle est bien celle d'un contrefort. Le pan de mur à droite (soit au sud) est plus facilement reconnaissable comme vestige de l'ancien bas-côté. Le pignon manque. Le mur est ajouré d'une porte étroite, que le linteau séparé d'une fenêtre en plein cintre décorée d'un bandeau biseauté en forme de sourcil. L'on retrouve le même décor sobre au-dessus de la fenêtre en plein cintre en haut de la façade. Il renvoie à la période romane et à la période gothique primitive, et la fenêtre est donc susceptible de provenir de la façade de la seconde moitié du XIIe siècle, quand la nef fut exhaussée. Les deux petits contreforts supplémentaires qui flanquent le portail ne vont pas aussi haut que la fenêtre, et sont assez rapprochés de la porte. Ils se retraitent à mi-hauteur grâce à un fruit, et s'amortissent par un glacis. Ce sont des contreforts plats romans, qui sont également susceptibles de remonter au XIIe siècle, et subsistent peut-être de la nef primitive. Déjà mentionnés, deux contreforts analogues se trouvent au sud de la nef. Si l'appareil n'y est pas analogue avec le reste des parties basses du mur, ils doivent néanmoins être antérieurs à la construction des bas-côtés et l'exhaussement de la nef, car ils se trouvaient à l'intérieur du bas-côté, et ne dépassaient pas sa hauteur. En dépit de la survivance d'éléments antérieurs à la façade actuelle, le portail actuel n'est pas roman. Son arc en plein cintre ne s'y opposerait pas, mais l'architecture romane de la région se caractérise par des portails richement décorés, comme à Ansacq, Bury, Catenoy, Rieux ou Villers-Saint-Paul. Ici, la niche au-dessus du portail constitue la seule fantaisie que le maître d'œuvre s'est permis. La niche abrite une statue de la Vierge à l'Enfant mutilée, qui date probablement du XIVe siècle.
Les murs de la nef présentent, au nord et au sud, deux arcades en tiers-point bouchées. Elles sont à double rouleau. Le rouleau supérieur est chanfreiné et retombe sur des impostes moulurés. Le rouleau inférieur est également chanfreiné, et retombe sur des tailloirs moulurés de la même façon, portés par des chapiteaux engagés à grandes volutes d'angle ou à godrons, qui sont noyés en grande partie dans les murs condamnant les arcades. Les demi-colonnes des chapiteaux ne sont plus visibles qu'à de rares endroits. C'est dans la nef de Villers-Saint-Paul et dans le transept de Rieux que les arcades brisées à l'intérieur des églises font leur apparition dans la région, vers 1135, mais en l'occurrence, il ne fait pas de doute qu'elles sont postérieures à la nef et donc au milieu du XIIe siècle. Les contreforts plats à gauche et à droite de la première arcade du sud ont déjà été mentionnés. — Nettement au-dessus des arcades, une assise fait légèrement saillie et est partiellement endommagée. Elle indique la hauteur initiale de la nef. L'appareil est légèrement différent en bas et en haut de cette assise. À ce propos, il est à signaler que dans aucun cas, les assises de la nef et des croisillons se situent au même niveau, contrairement à ce que suggère le constat de Marcel Aubert, que l'appareil serait homogène dans les angles entre nef et transept. L'appareil des murs hauts de la nef et du transept est du même type, alors que Marcel Aubert pense que les parties basses de la nef sont contemporaines du transept. — Au nord et au sud, les murs hauts de la nef sont percés de trois petites fenêtres en plein cintre à double ébrasement, surmontées de cordons à têtes de clou. Elles ne sont pas alignées sur les arcades, et pas réparties à équidistance. Sous le toit, court une corniche formée par de petites arcature plein cintre reposant sur des corbeaux moulurés, ou dans certains cas, sur des modillons sculptés en masques. Chaque arcature est réséquée en deux arcatures plus petites. Ce type de corniche correspond à un type très répandu dans l'Oise et dans le nord de l'Île-de-France, dite la corniche beauvaisine. Elle est utilisée au cours de tout le XIIe siècle, et s'aplatit successivement. Jean Vergnet-Ruiz, qui a étudié la plupart des occurrences et effectué une analyse stylistique, propose pour Mogneville une date au dernier tiers du XIIe siècle. La nef aurait donc été exhaussée vers 1170 au plus tôt,.
Les parties orientales sont bâties en moyen appareil, mais l'on note que les pignons des croisillons et du chœur sont constitués de petits moellons irréguliers. Les murs occidentaux des croisillons sont moins élevés que les murs gouttereaux de la nef, mais du fait du voûtement des parties orientales, la différence est moins importante qu'à l'intérieur. Sinon, les croisillons présentent à l'ouest la même corniche beauvaisine que la nef, et les mascarons se concentrent ici. Les grandes arcades sont également analogues à celles de la nef. En haut de l'arcade occidentale du croisillon sud, l'on voit un ancien oculus, qui a dû être bouché au moment de l'adjonction des bas-côtés. Au nord et au sud, le transept est éclairé par une fenêtre en plein cintre décorée d'un bandeau en forme de sourcil, telle la fenêtre occidentale de la nef. Les angles des croisillons sont flanqués de deux contreforts orthogonaux, qui sont plus larges que celles à l'ouest et au sud de la nef, mais sinon du même type. Les contreforts côté est sont noyés dans les murs des chapelles latérales. La chapelle nord fait par ailleurs légèrement saillie devant l'extrémité du transept, ce qui n'est pas le cas de son homologue au sud. Le premier contrefort de chacune des chapelles suit à une certaine distance du point de contact avec les croisillons, ce qui met en exergue l'existence des demi-travées. Au nord, le mur de la demi-travée présente un fort glacis à mi-hauteur, qui s'explique par un enfeu ménagé dans l'épaisseur du mur. Les fenêtres de la chapelle nord sont des triplets de trois lancettes en tiers-point, dont celle au centre est à la fois plus large et plus haute que les autres. Chaque triplet s'inscrit dans un arc de décharge, qui est également en tiers-point. Ces fenêtres sont caractéristiques des chevets de la première période gothique. Le chœur lui-même est roman, mais à l'extérieur, rien ne l'indique. La baie du chevet est munie d'un remplage Renaissance, qui est constitué de trois formes en plein cintre, dont celle au milieu plus haute que les autres. Quant aux deux fenêtres de la chapelle sud, elles affichent un réseau rayonnant d'un certain raffinement. La fenêtre méridionale, très large, présente un réseau primaire de deux lancettes surmontées d'une rosace hexalobe. Le réseau secondaire comporte, pour chacune des deux larges lancettes, deux lancettes à têtes tréflées surmontées d'un petit hexalobe. La fenêtre du chevet est à trois lancettes. Celle au centre est moins haute que les autres, à tête tréflée, et surmontée d'une rosace hexalobe. Les deux autres lancettes possèdent un réseau secondaire, formée par une tête tréflée et un trèfle, qui occupe le sommet. Les meneaux verticaux du réseau primaire sont précédés d'un tore, et garnis de petits chapiteaux ronds décorés seulement d'anneaux.

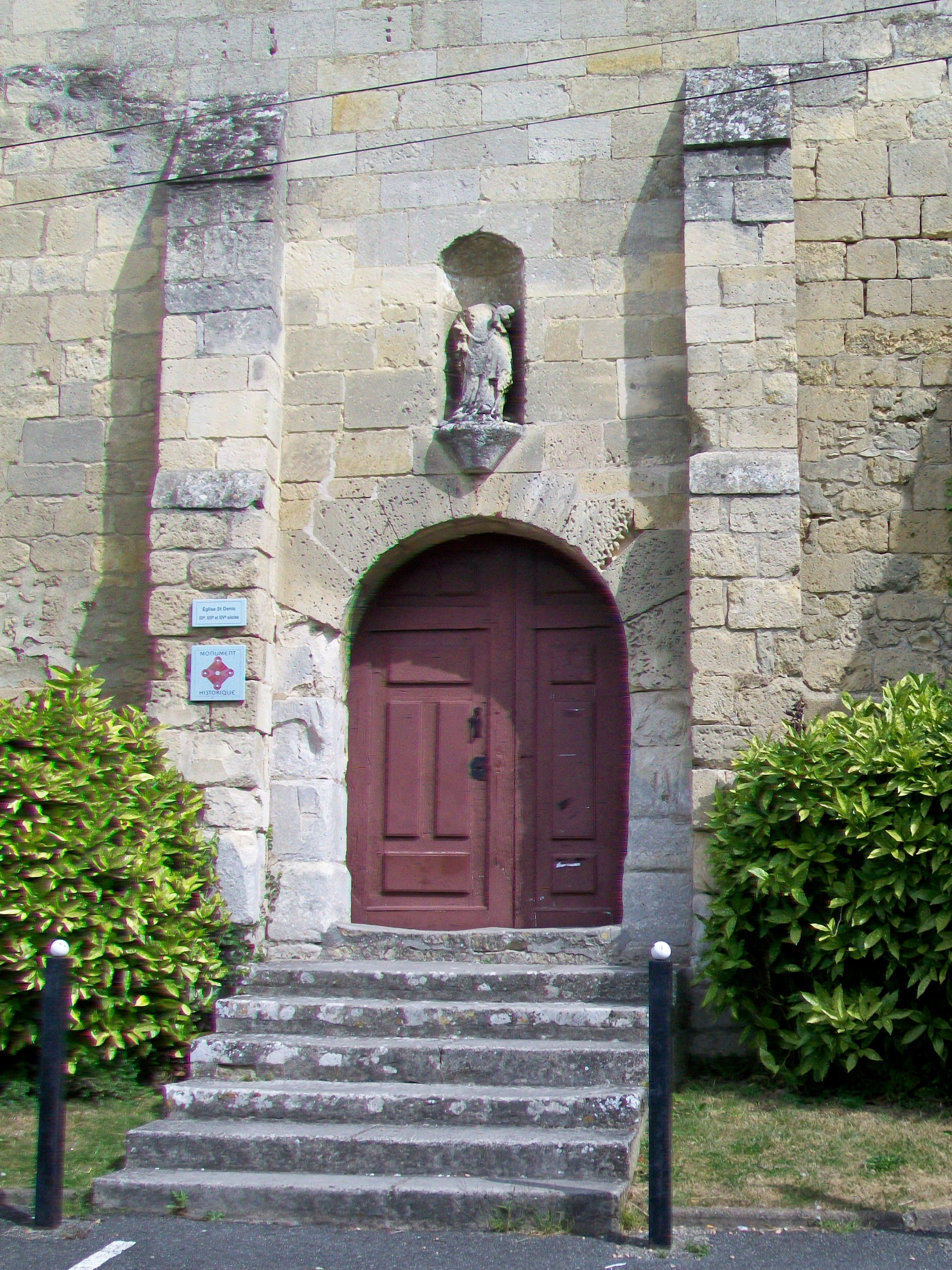
Portail occidental et niche avec la Vierge à l'Enfant.
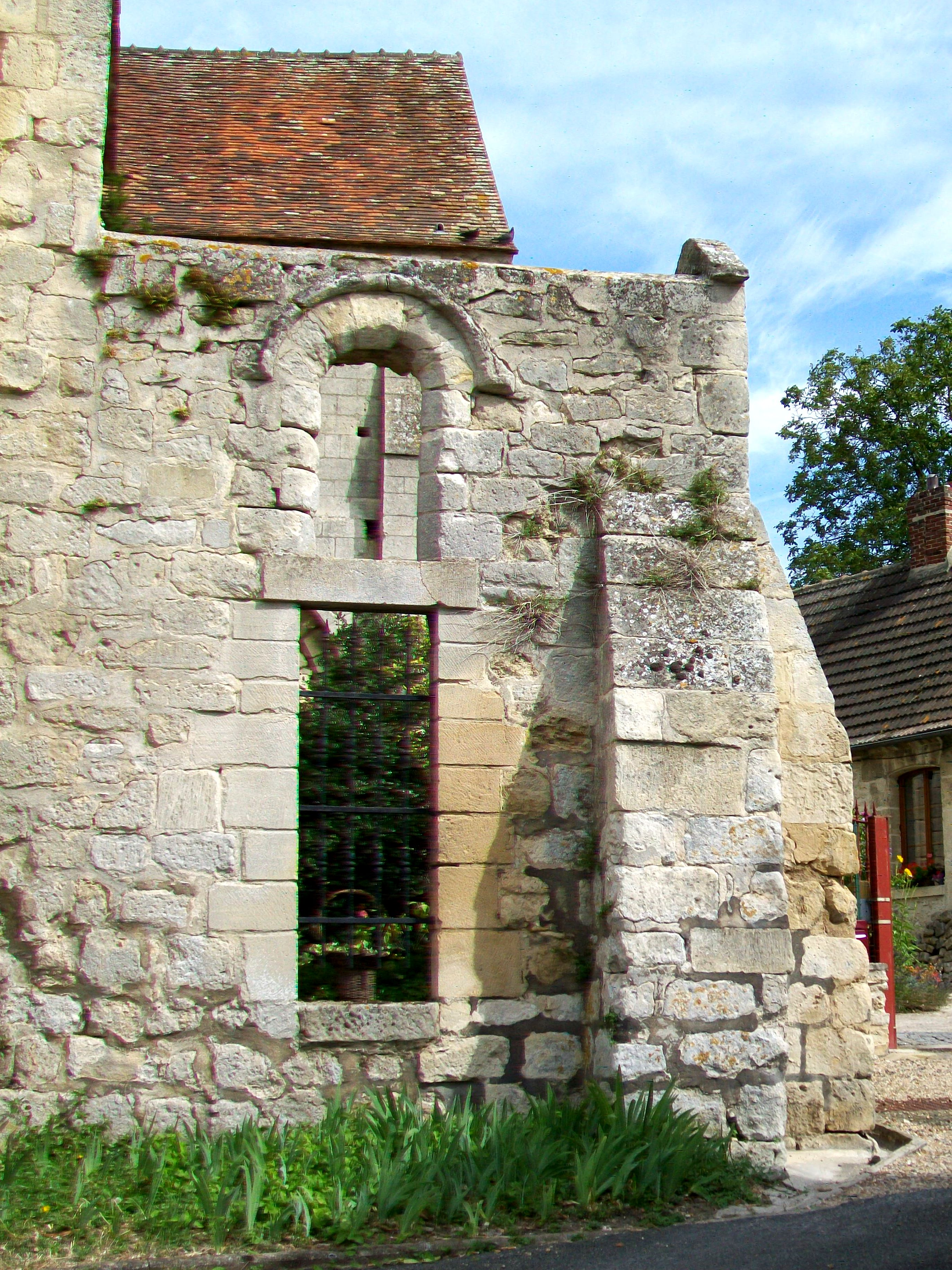
Façade ouest du bas-côté sud démoli.
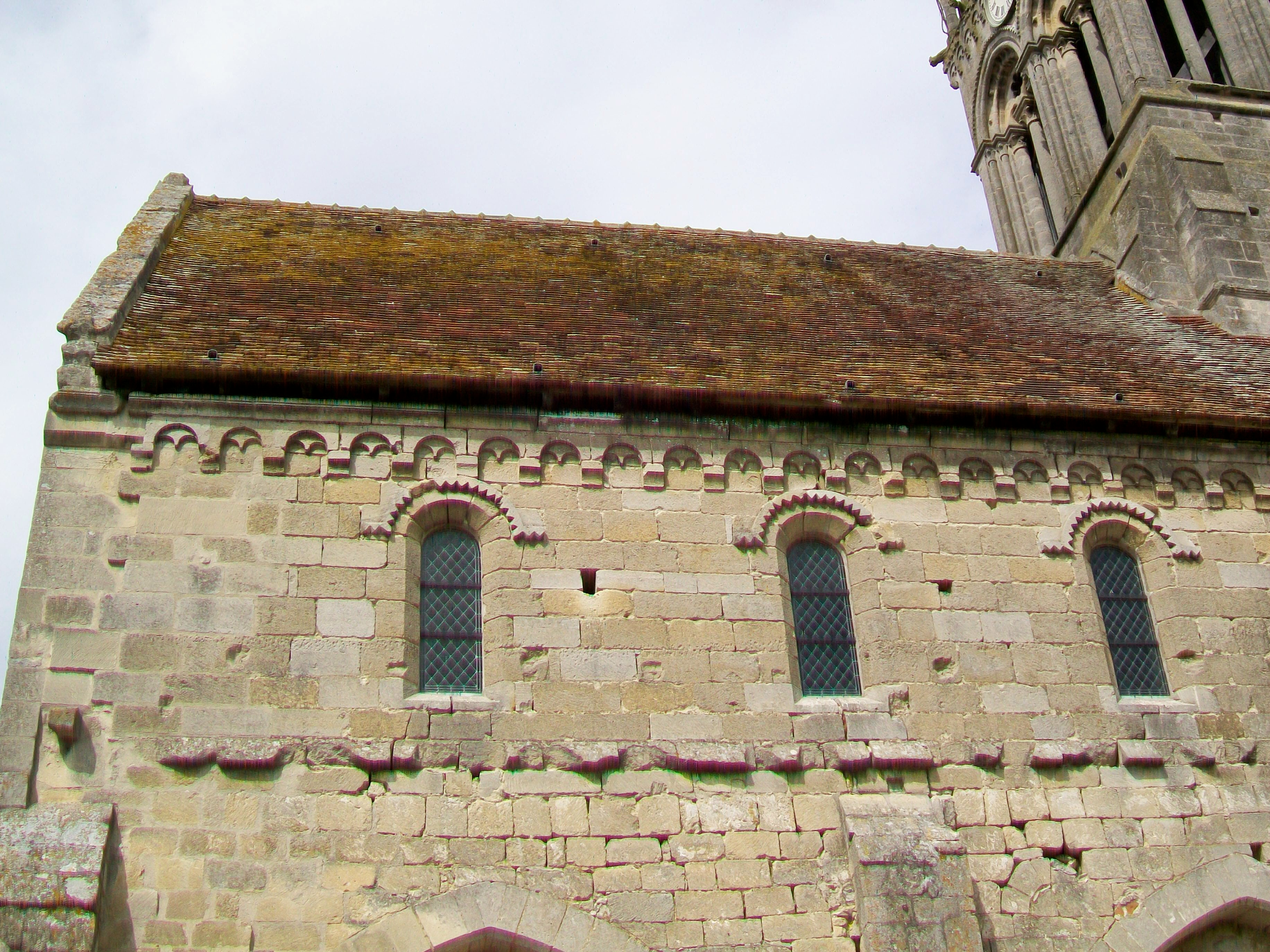
Mur sud de la nef et corniche beauvaisine.
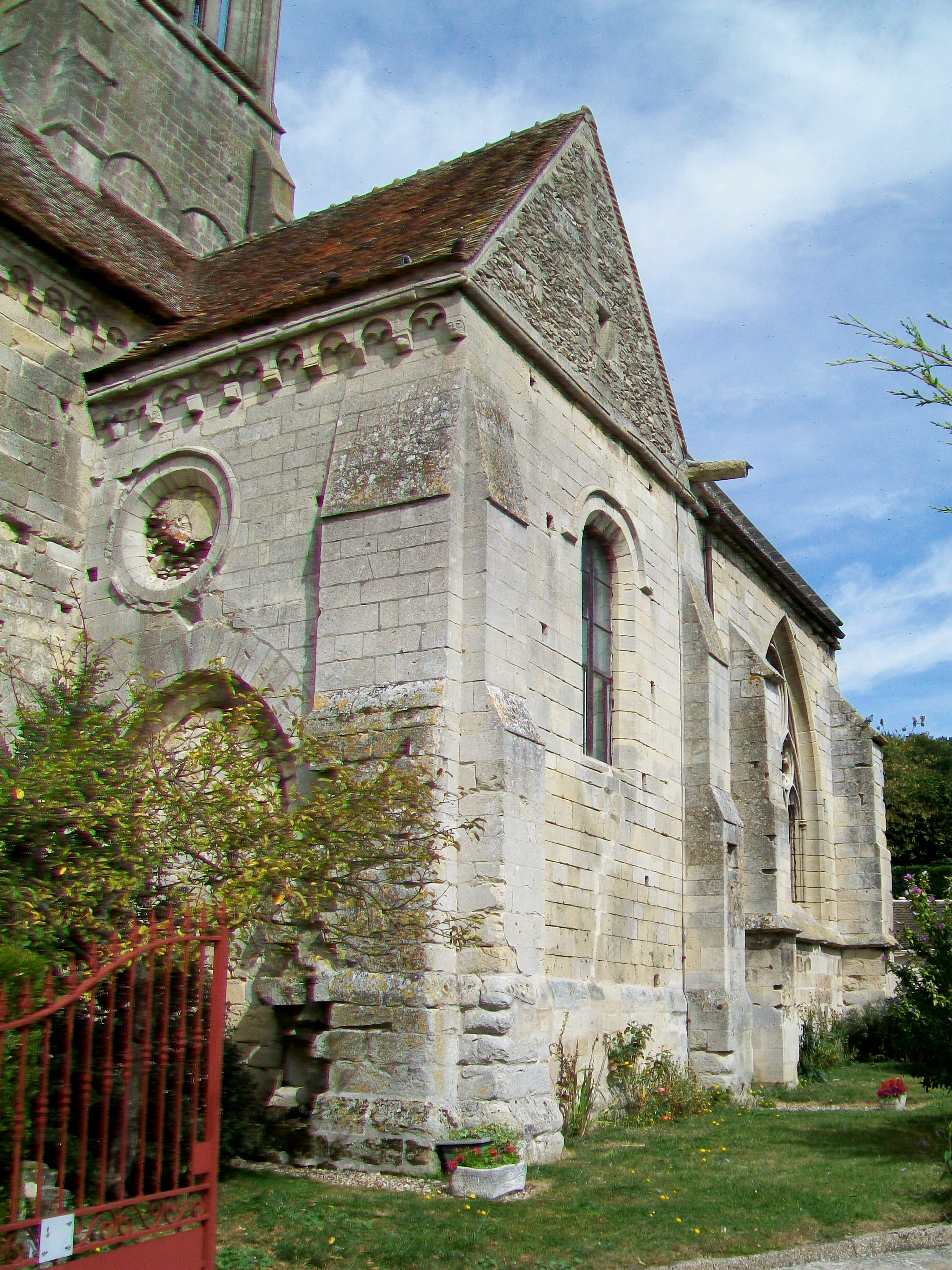
Croisillon sud du transept, vue depuis l'ouest.
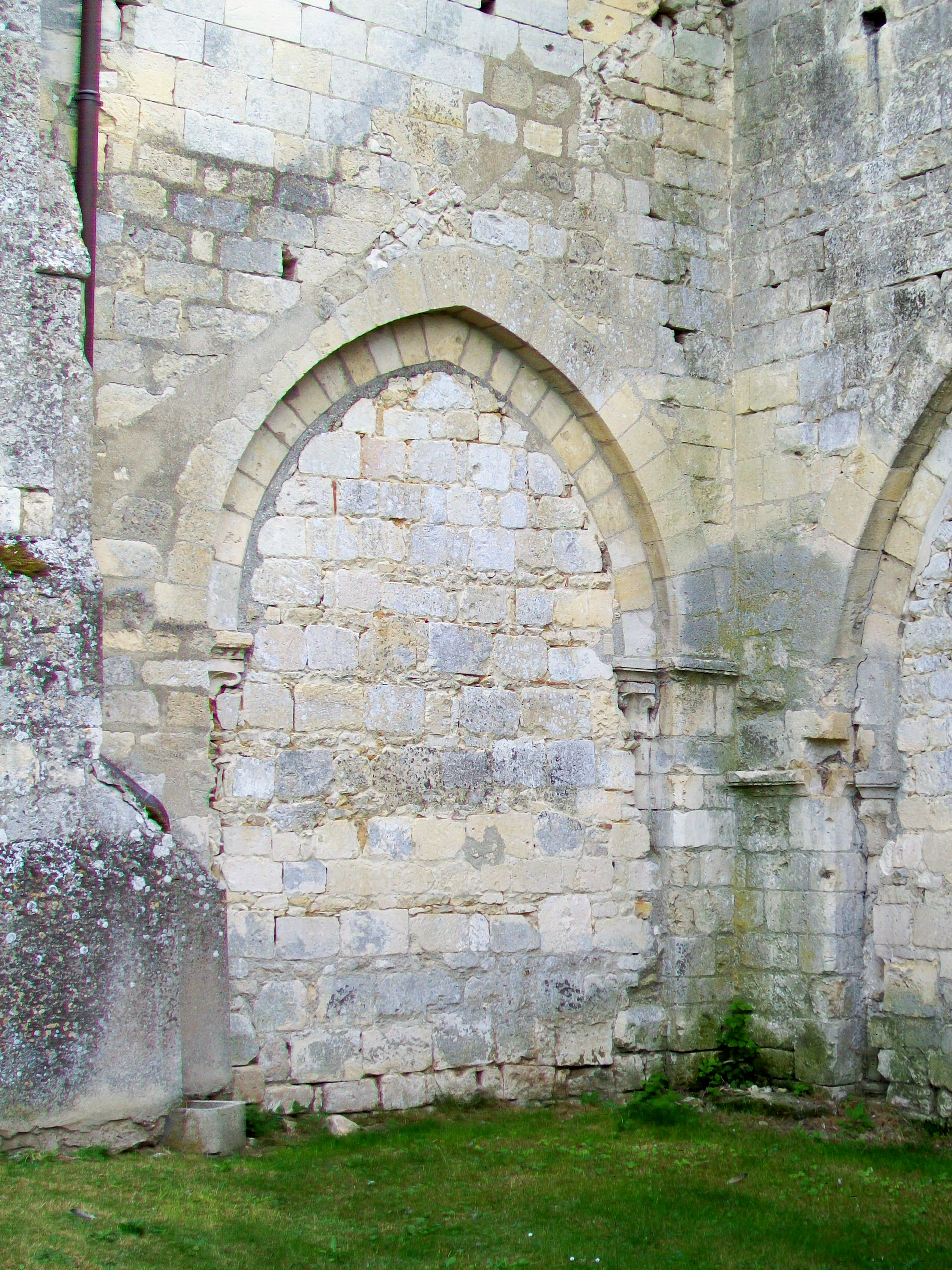
Arcade bouchée du croisillon nord.
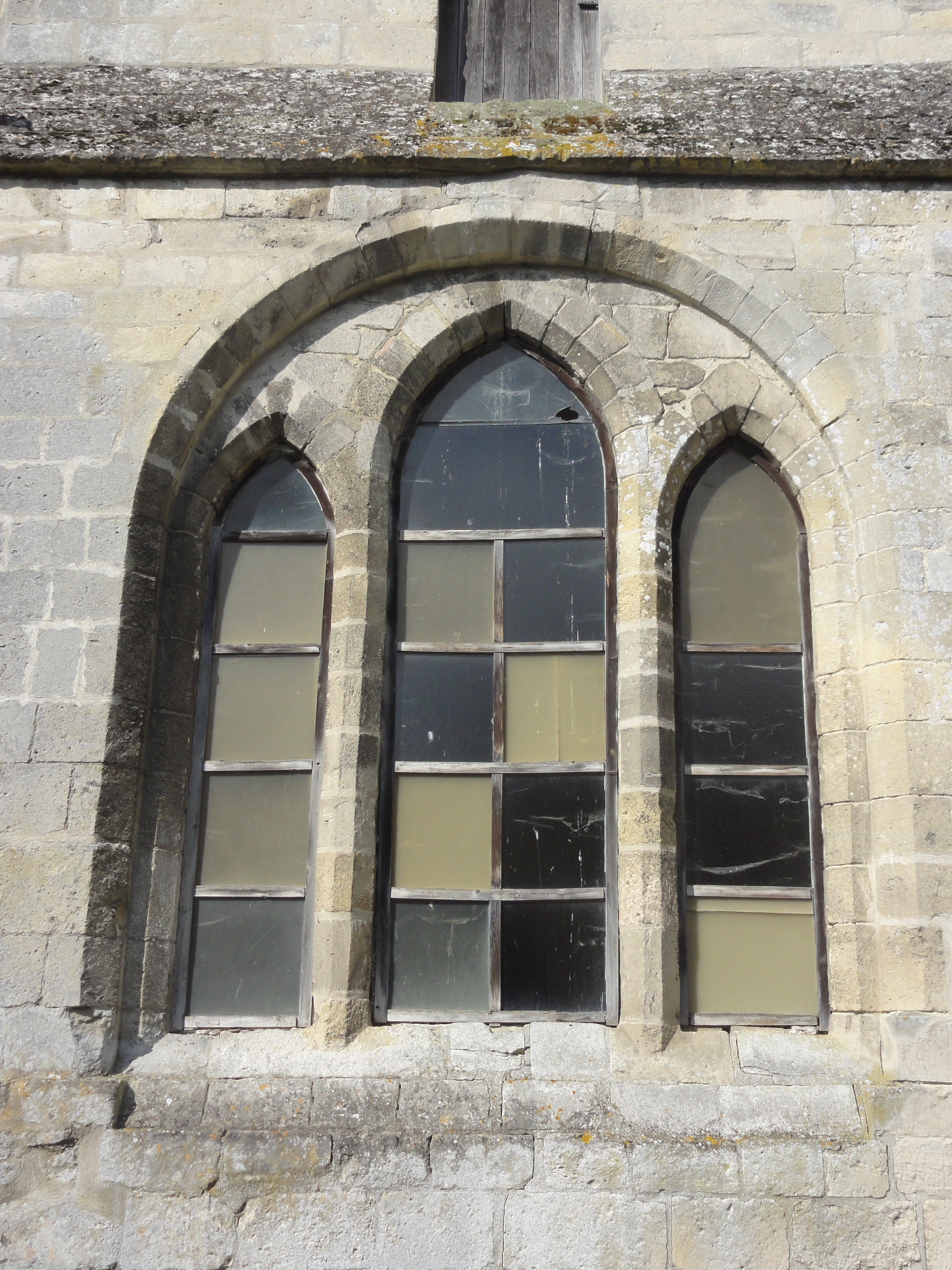
Triplet de la chapelle nord.

### Intérieur

#### Nef

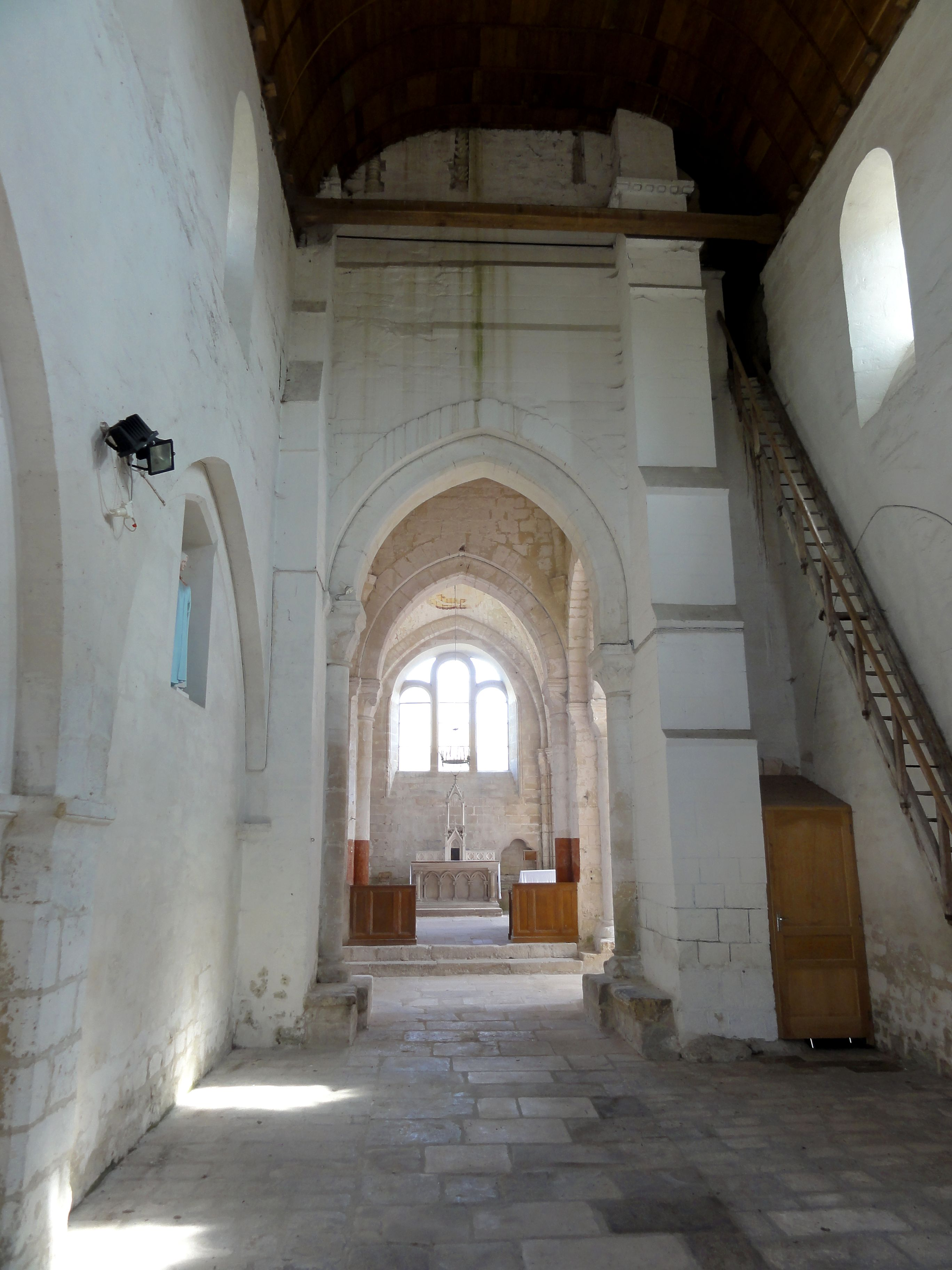
Nef, vue vers l'est.

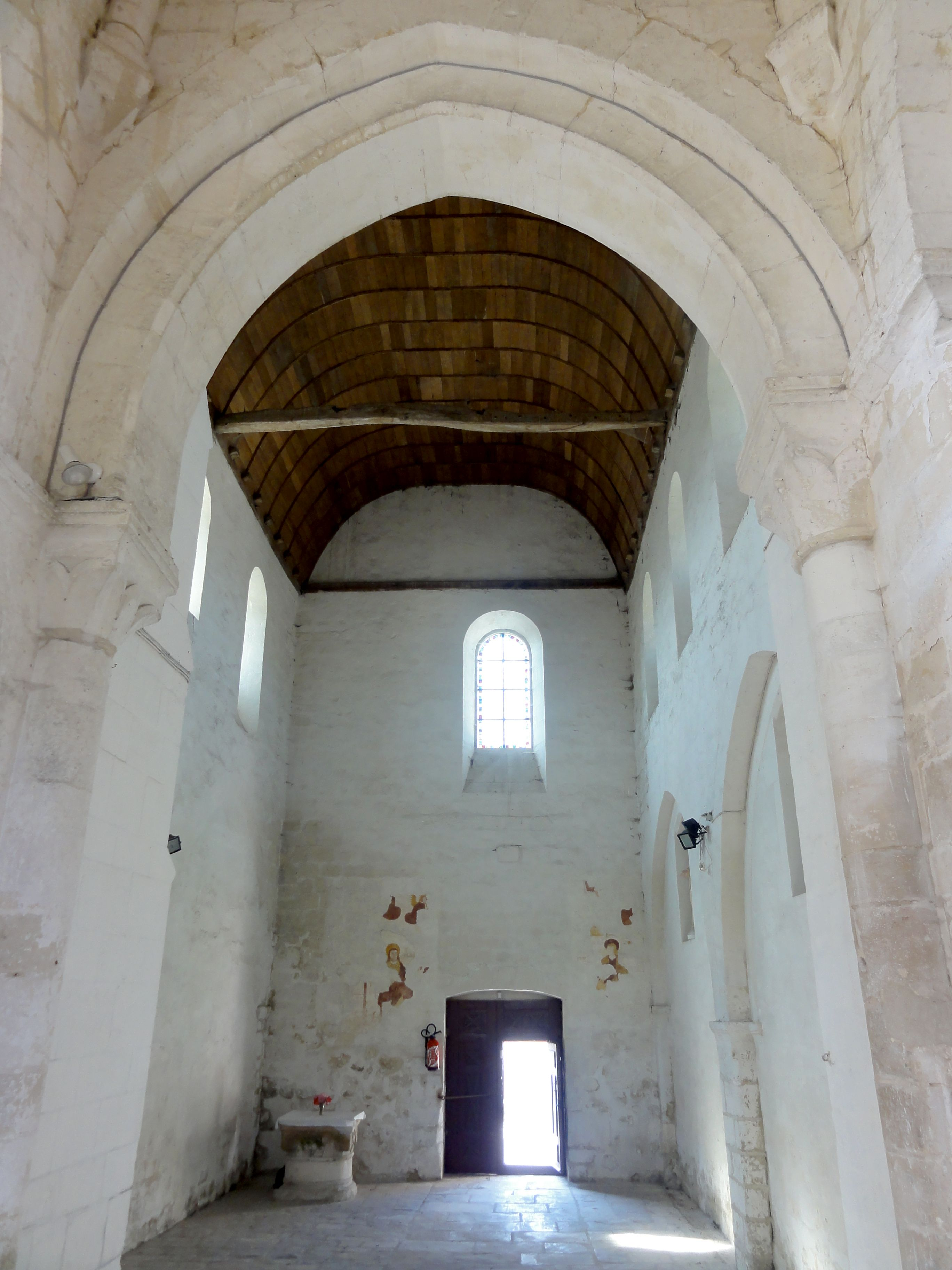
Vue depuis la croisée.

Comme à la période romane, la pierre n'est pas apparente dans la nef, et les murs sont recouverts d'un lait de chaux, qui a permis l'application des peintures murales au revers de la façade. Comme à Cambronne, Cormeilles-en-Vexin, Rieux et les autres églises de la région, elles sont réalisées en ocre marron, rouge et jaune. Ultérieurement, les murs ont été brossés et badigeonnés intégralement, sans respecter les peintures murales. Elles subsistent donc à l'état de fragments, mais à gauche du portail, l'on devine l'Ascension ou le Jugement dernier : le Christ, apparemment assis, regarde sereinement le spectateur, et sa tête est entourée d'une auréole. Un ange musicien vole au-dessus, accompagné d'un second ange dont l'on ne voit plus que la robe. Grâce au teint clair des murs qui reflètent la lumière, l'éclairage naturel par les sept fenêtres hautes est largement suffisant. Le dallage du sol en pierre calcaire est ancienne. La nef surprend par sa hauteur, qui dépasse le niveau habituel pour une petite église rurale, surtout à la période romane. L'effet de hauteur est, bien entendu, exagéré par la largeur modeste, et par le contraste avec l'arcade nettement plus basse qui s'ouvre sur les parties orientales. En même temps, la nef est assez courte, et du temps de l'existence des bas-côtés, l'ensemble était plus large que profonde. Il n'y a pas d'effet de majestuosité, car le désaxement de l'arcade de la base du clocher vers la gauche, ainsi que la forte saillie du contrefort occidental de droite du clocher, nuisent à l'esthétique de l'ensemble. Au pied des deux contreforts occidentaux, des bancs de pierre longitudinaux flanquent les murs, et tiennent lieu de socles aux colonnes de l'arcade de la base du clocher. Un renfoncement est créé entre le contrefort de droite et le mur méridional de la nef, et tout en haut, une porte est desservie par une longue échelle fixement installée. Habituellement, des escaliers en colimaçon assurent l'accès aux combles, mais à Mogneville, il n'y en a pas. La porte donne accès aux combles du croisillon sud, depuis où l'on peut atteindre les combles du chœur par un étroit passage, ou le premier étage du clocher par une ancienne baie, ou bien la gouttière face au pignon occidental de la chapelle sud, par une lucarne,.
Hormis ces particularités qui façonnent considérablement l'impression que laisse l'espace intérieur, la nef est d'une grande banalité depuis que les arcades vers les bas-côtés sont bouchées. Au sud, elles sont bouchées à ras le mur ; au nord, elles forment comme des arcatures plaquées, qui, avec des dimensions bien moindres, animent les murs des nefs de Cambronne, Villers-Saint-Paul et bien d'autres églises. Les motifs des chapiteaux sont méconnaissables depuis l'intérieur de la nef. Au sud, un détail insoupçonné saute aux yeux. Marcel Aubert le mentionne, mais ne fournit aucun commentaire. En effet, une demi-colonne avec une corbeille de chapiteau incomplet est engagé dans le pilier entre les deux arcades, et regarde vers le nord. L'on y voit une gerbe entre deux têtes d'angle frustes. Il pourrait s'agir des vestiges d'un arc diaphragme, qui subdivisait la nef en deux parties et fournissait un appui supplémentaire à la charpente, comme anciennement à Villers-Saint-Paul. Le niveau très bas du chapiteau, au même niveau que les tailloirs des grandes arcades, indique que l'arc diaphragme existait avant l'exhaussement de la nef. Curieusement, le fût, ainsi que le pilier à droit du fût, sont scandés par un tailloir un peu en dessous du chapiteau. On peine à trouver une explication pour la présence du tailloir. Comme déjà mentionné, la nef est recouverte par une charpente lambrissée en carène renversée. Elle menaçait ruine au début du XXe siècle, mais a été rénovée depuis. De la charpente, l'on ne voit que les trois entraits, les autres éléments étant cachés entre le lambris et les rampants du toit.

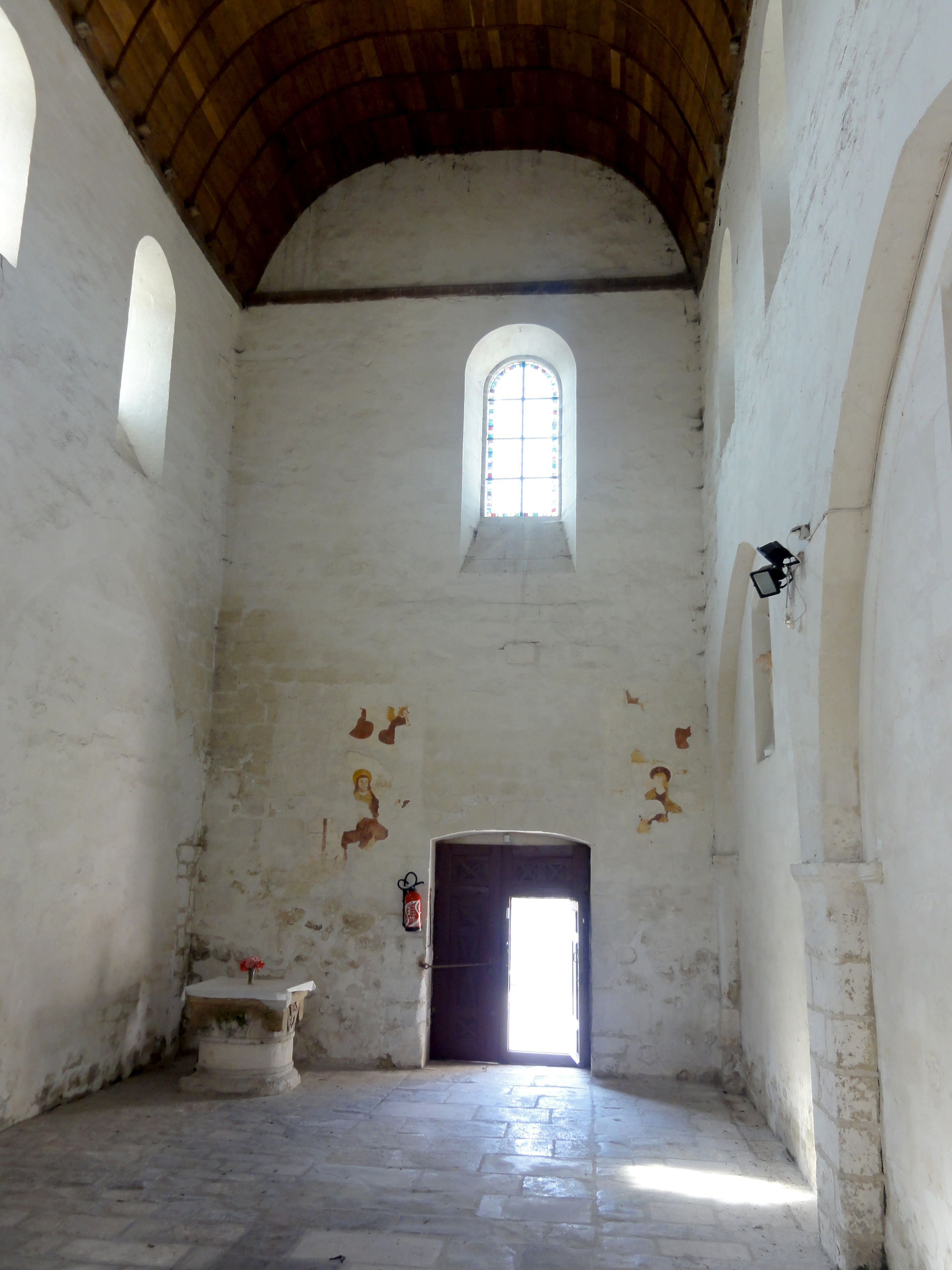
Nef, vue vers l'ouest.
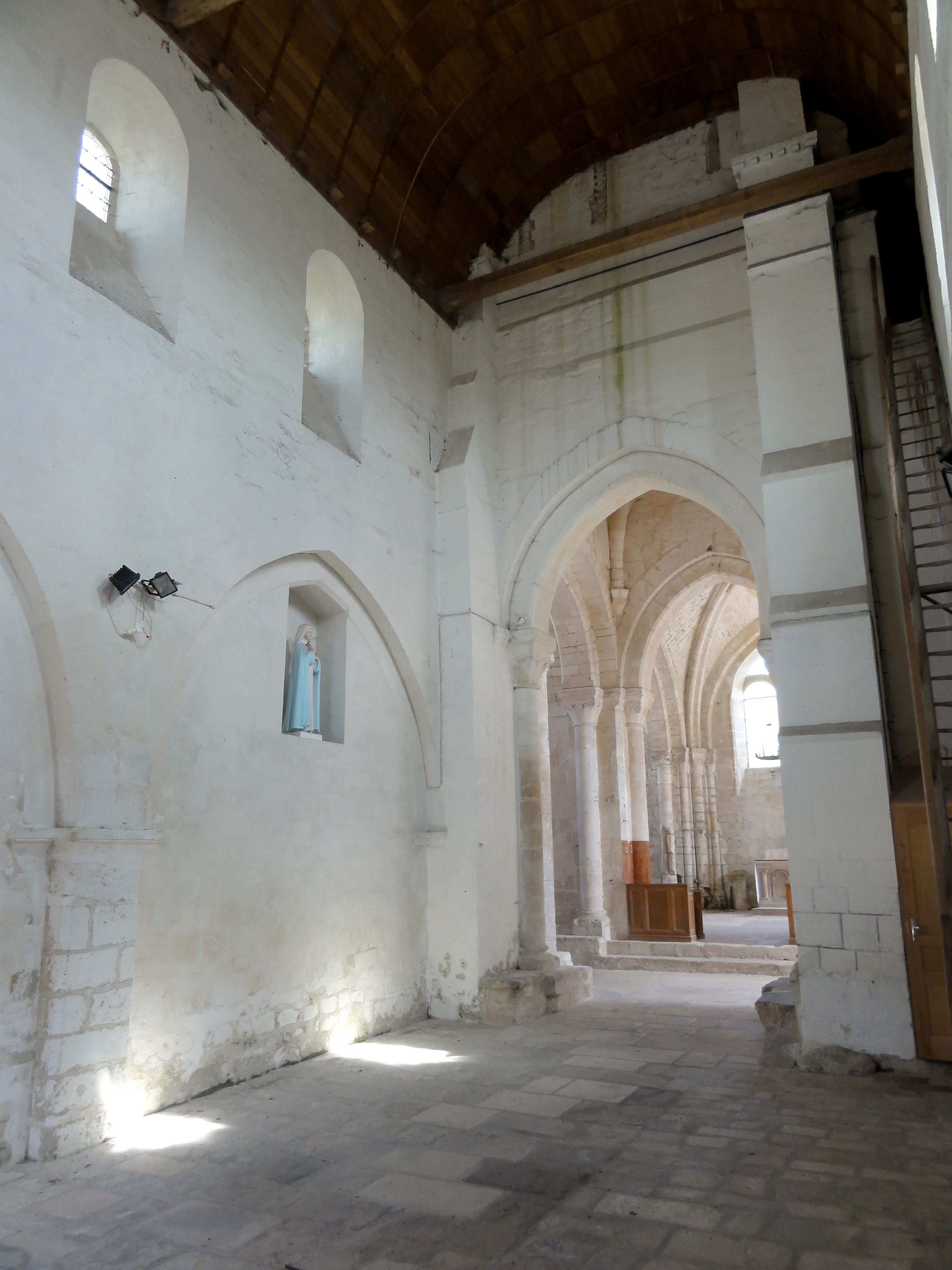
Nef, vue vers l'est.
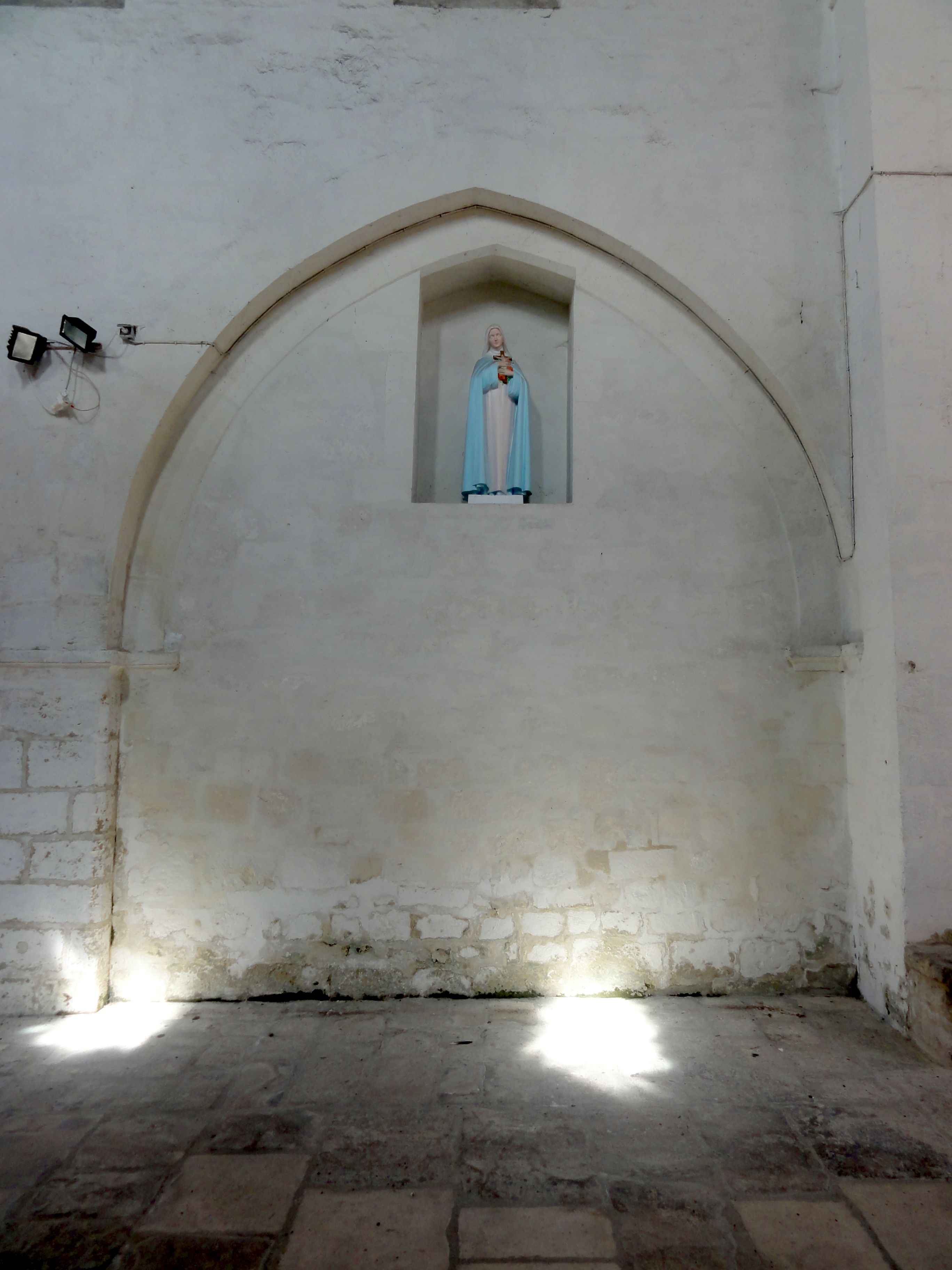
2e grande arcade du nord.
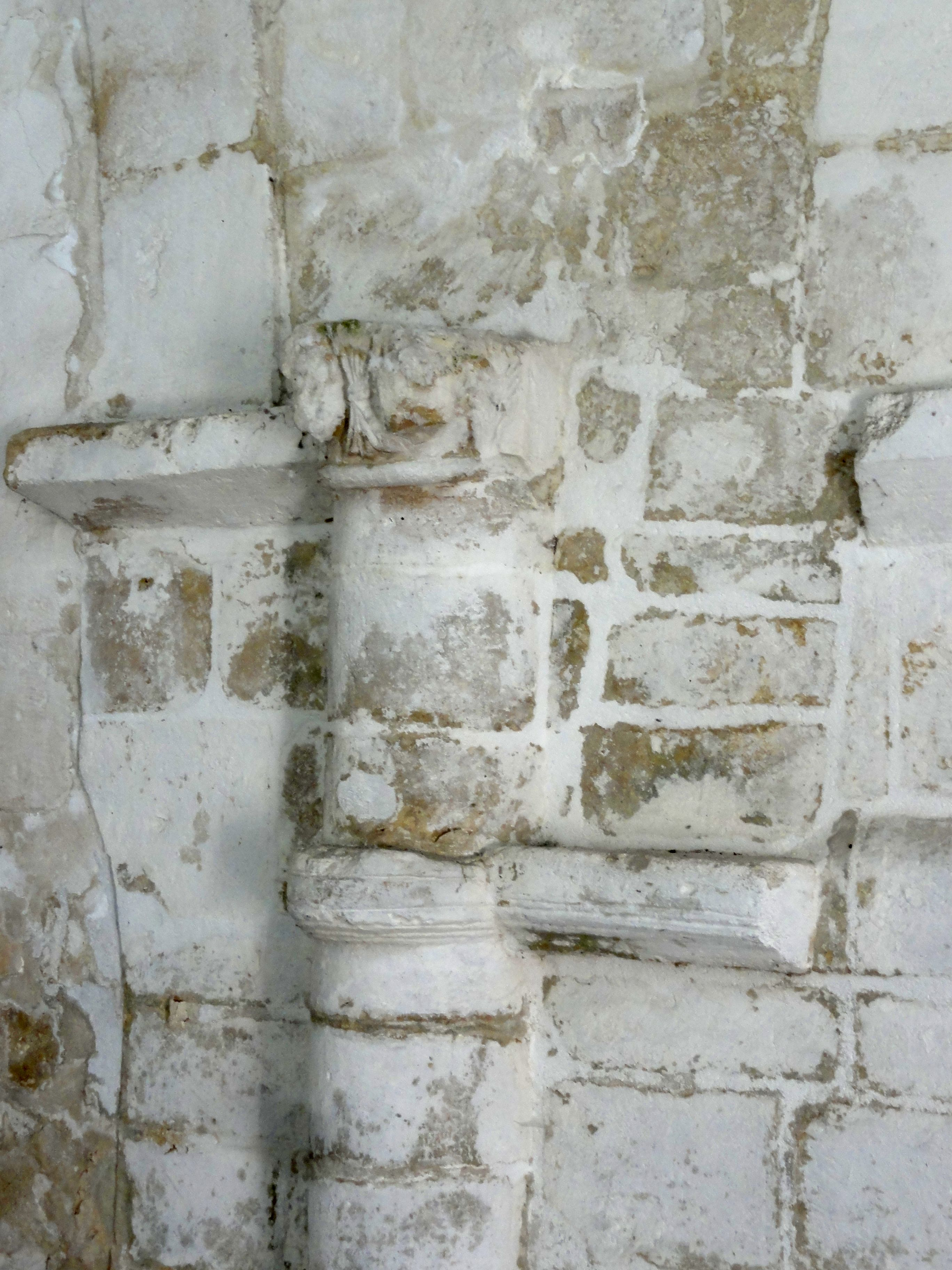
Vestige de l'arc diaphragme.
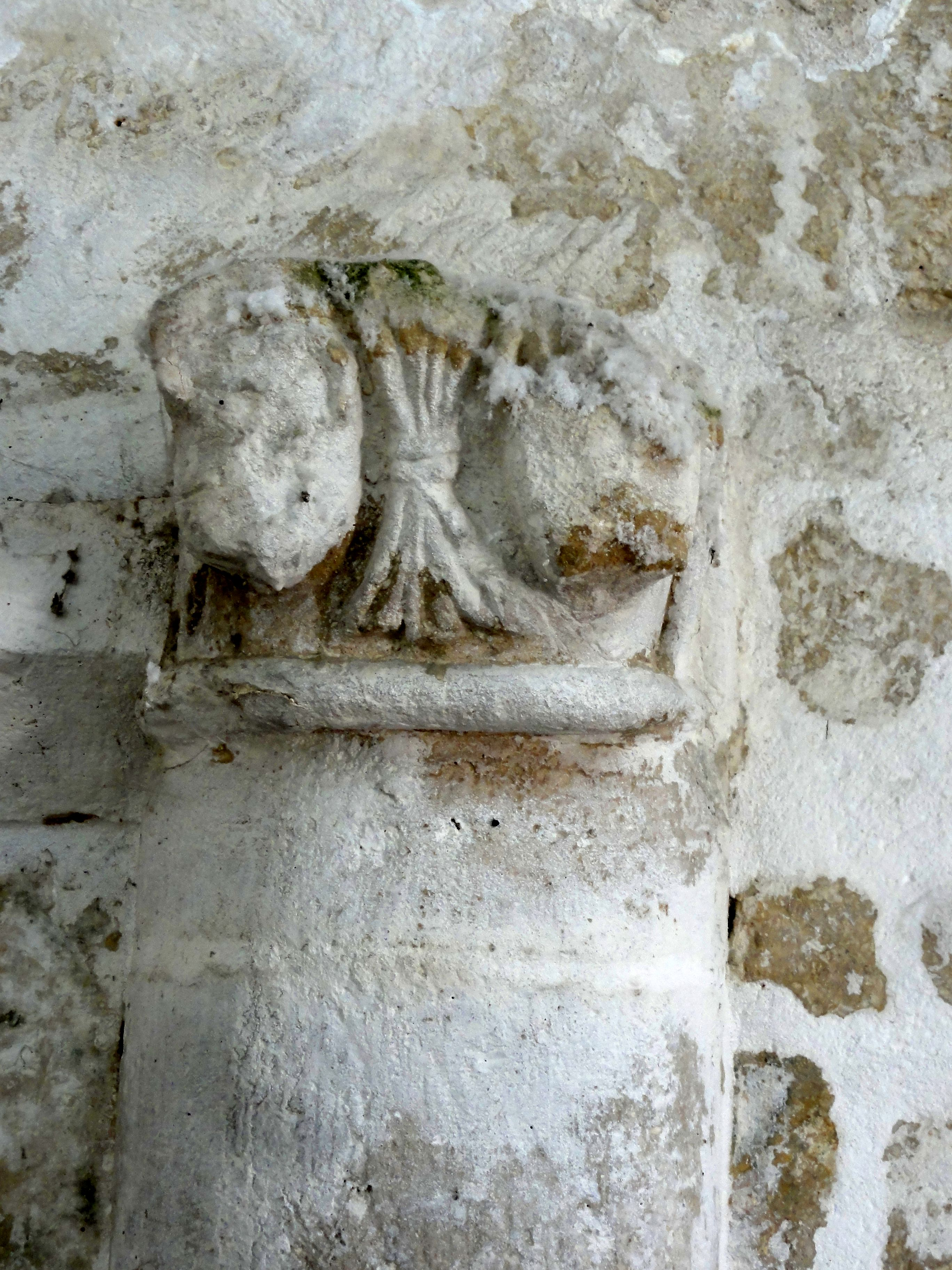
Chapiteau.
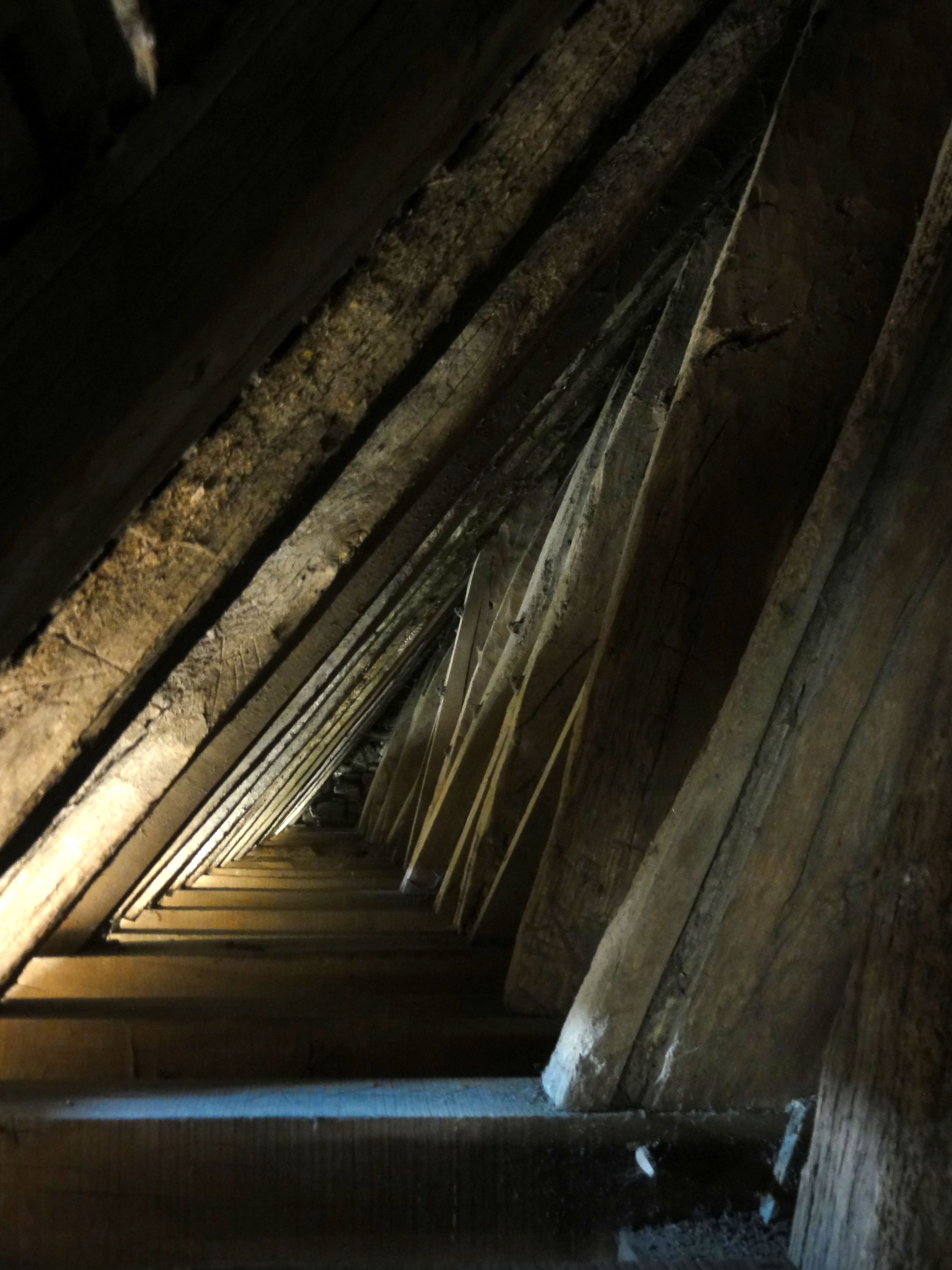
Combles de la nef, côté sud, vue vers l'ouest.

#### Croisée du transept

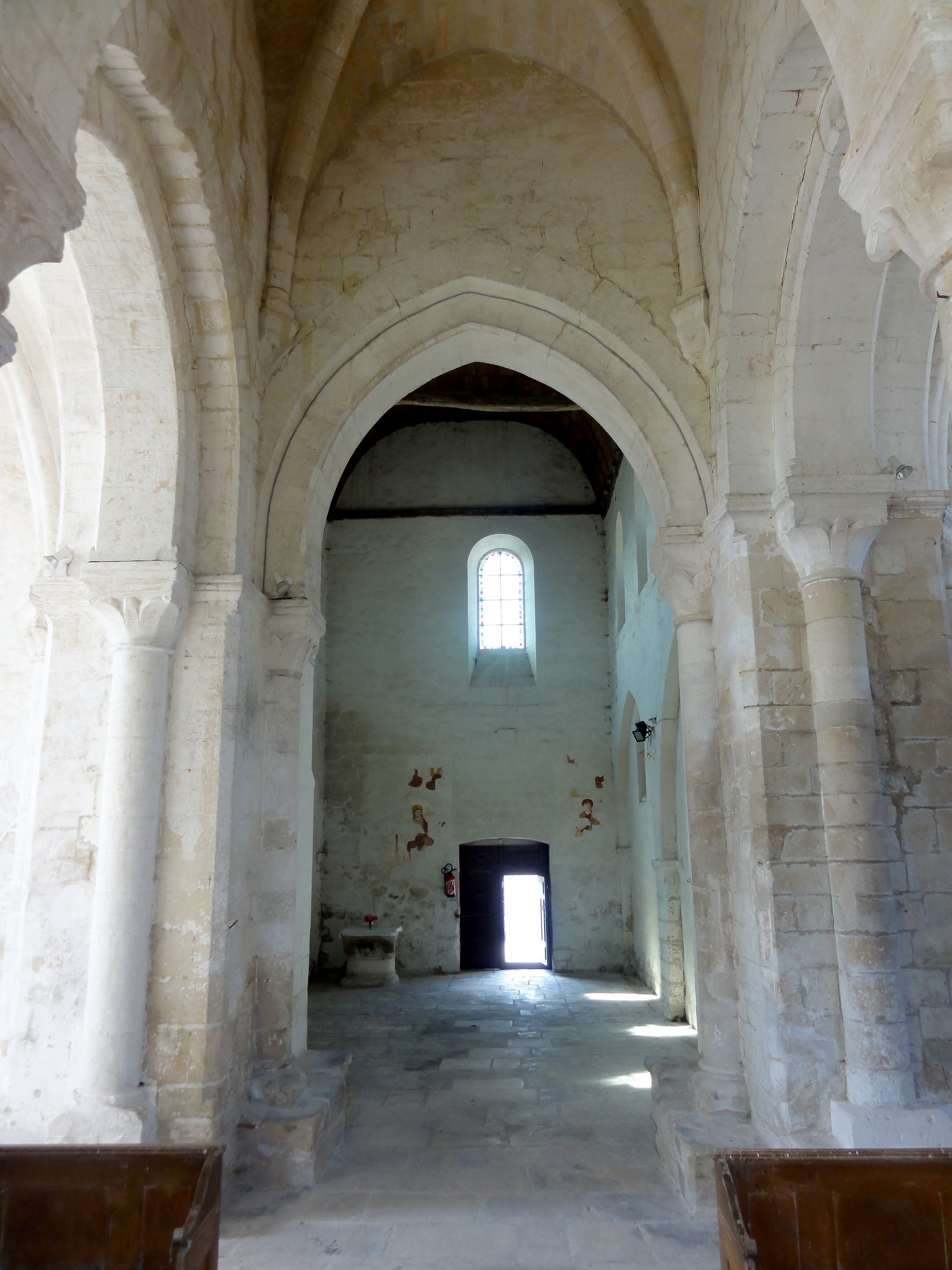
Croisée, vue vers l'ouest.

Le carré du transept, en dessous du clocher, affecte la forme d'un parallélogramme, et représente la travée la plus petite des parties orientales. C'est en même temps la travée la plus ancienne de l'église, mais ce ne vaut que pour les noyaux des piles du clocher. En effet, les quatre arcades autour de la croisée sont en tiers-point, ce qui parle en faveur d'une date postérieure à 1130. Elles ont donc été reprises lors de la reconstruction des croisillons et du chœur. La voûte d'ogives est considérée comme secondaire, sans doute parce que ses ogives retombent sur des culs-de-lampe dans les angles, ce qui traduit très souvent une absence de supports pour la voûte dans le parti d'origine. Nonobstant, si la base du clocher a été reprise au cours des années 1130, la voûte peut remonter à cette campagne de travaux. Sa construction aurait été décidée après le début du chantier, comme ce fut le cas des voûtes de la nef de Saint-Vaast-lès-Mello. Il n'y a pas de formerets. Les voûtains sont appareillés soigneusement, perpendiculairement aux arcs d'encadrement, ce qui est la règle à partir des années 1130. Trois trous pour passer les cordes des cloches ont été percés à une date reculée, car il n'y a plus qu'une seule cloche au moins depuis la Révolution. Les arcs d'encadrement et le tracé des ogives sont en tiers-point, et puisque largeur et profondeur de la travée sont identiques, il en résulte une voûte plate, aux lignes faîtières horizontales. C'est une caractéristique propre à la quasi-totalité des voûtes d'ogives à la période gothique, mais à la période romane, les voûtes sont fréquemment très bombées, comme on peut le voir dans le chœur. Les ogives sont au profil d'un gros tore, comme vers 1140 dans les bas-côtés de Béthisy-Saint-Pierre, où les voûtes sont également secondaires. La clé de voûte n'est décorée que d'une croix à peine perceptible.
Comme déjà signalé, la voûte est située nettement plus haut que les quatre arcades en tiers-point qui ouvrent sur la nef, les croisillons et le chœur. Les arcades ne peuvent donc pas être considérées comme des arc-doubleaux. Elles sont très larges, à double rouleau et simplement chanfreinées. Les quatre piles carrées du clocher sont fort épaisses et agrémentés de tailloirs, sur lesquels retombent les rouleaux supérieurs des arcades. De part et d'autre de l'arcade méridionale, les tailloirs sont situés à un niveau plus bas. Près des angles nord-est et sud-est, les arcades sont directement contigües, alors que du côté opposé, des portions plus importantes des piles sont visibles au nord et au sud. Le rouleau inférieur des arcades retombe sur les tailloirs carrés de gros chapiteaux, portés par de demi-colonnes engagées dans les piles. La sculpture des chapiteaux est dénuée de qualité artistique. Les corbeilles sont enveloppées de grosses feuilles plates, à raison d'une par face et d'une par angle, avec des minuscules volutes d'angle. Ce n'est que sous l'arcade orientale que les volutes sont plus développées, sans atteindre la plasticité des chapiteaux des arcades des bas-côtés. Partout, les socles sont plus grands que nécessaires, et ceux à l'est des arcades vers les croisillons encadrent deux marches d'escalier montant vers le chœur,.

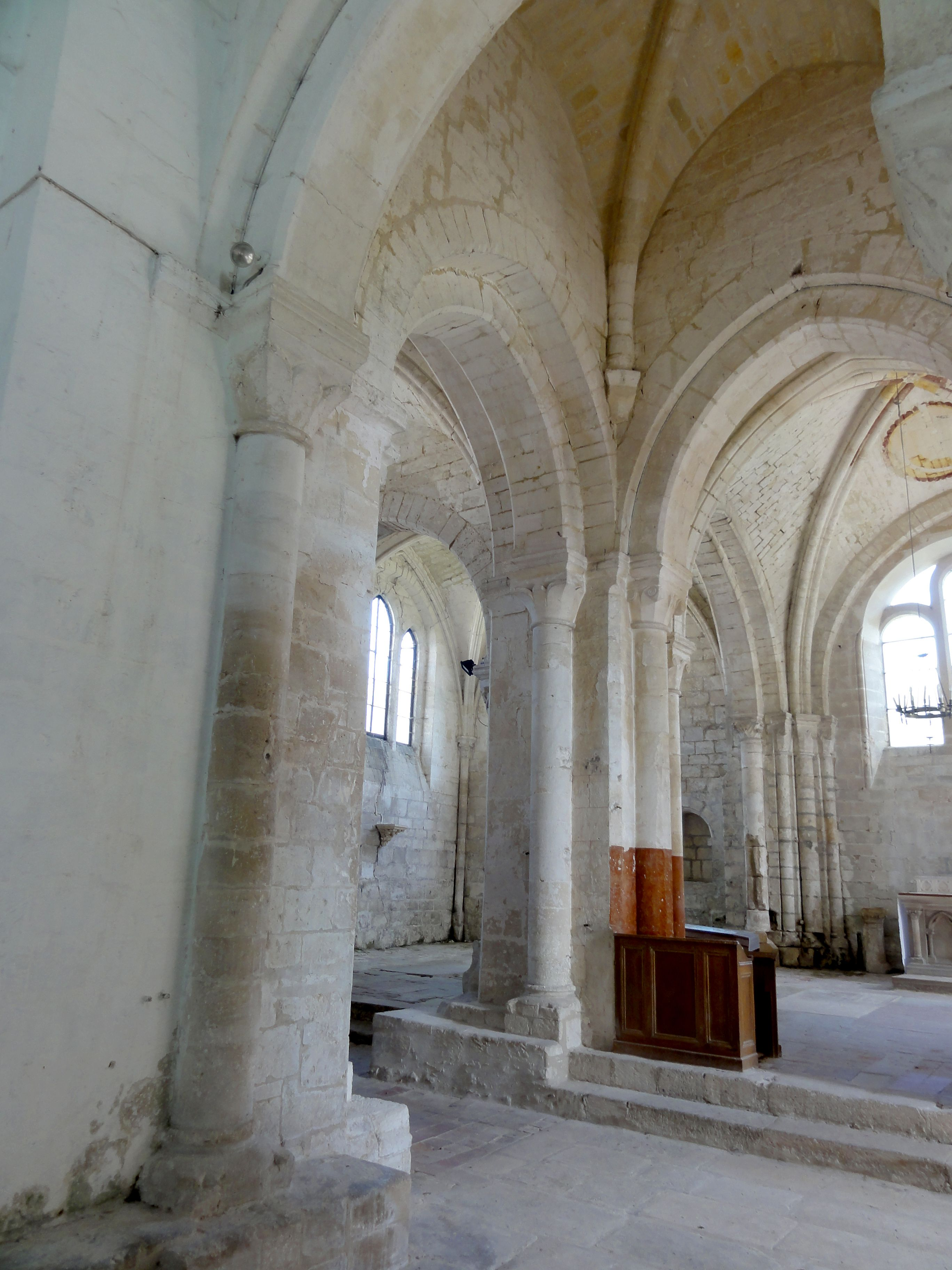
Vue sur la pile nord-est du clocher.
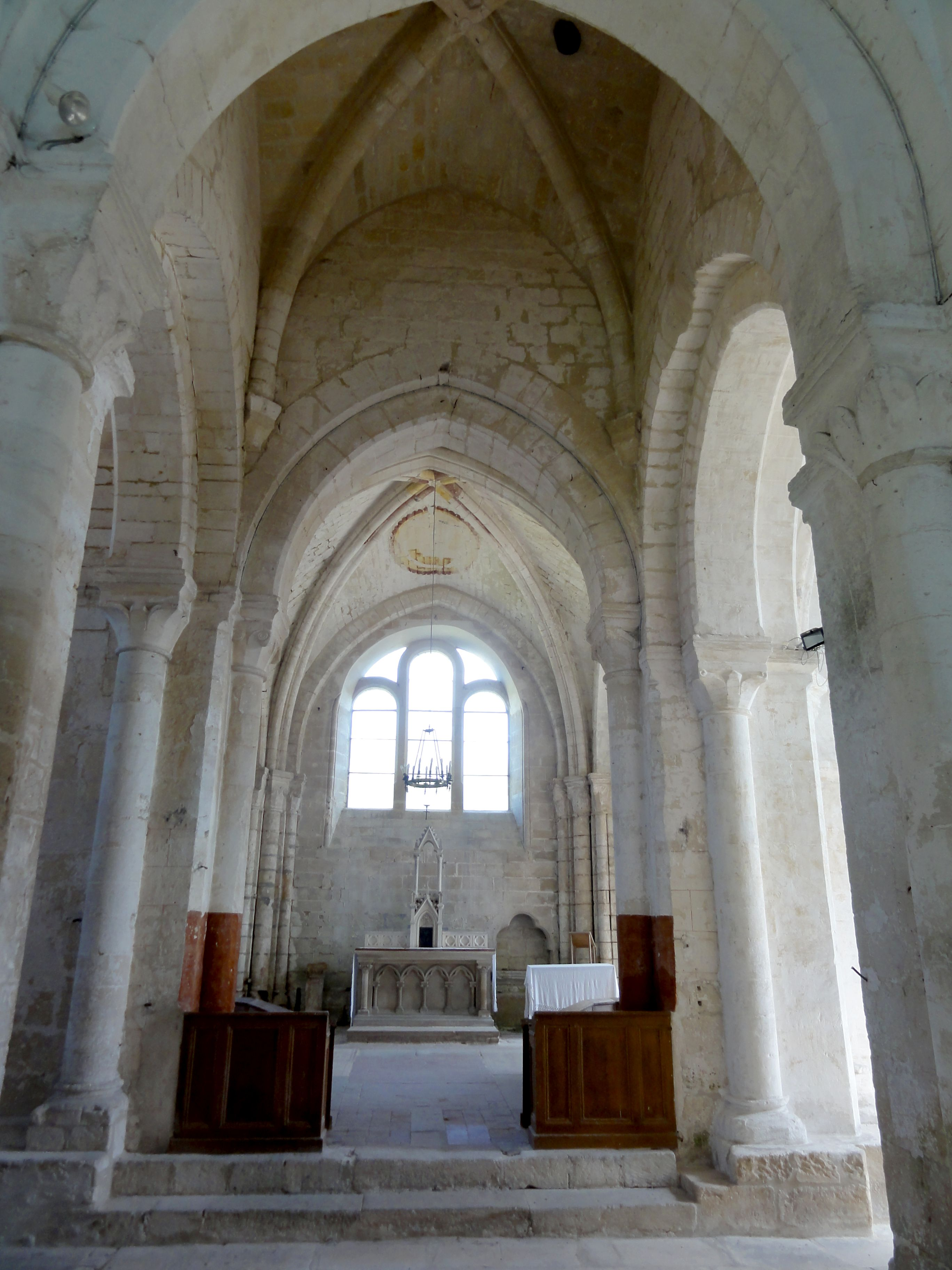
Vue vers l'est.
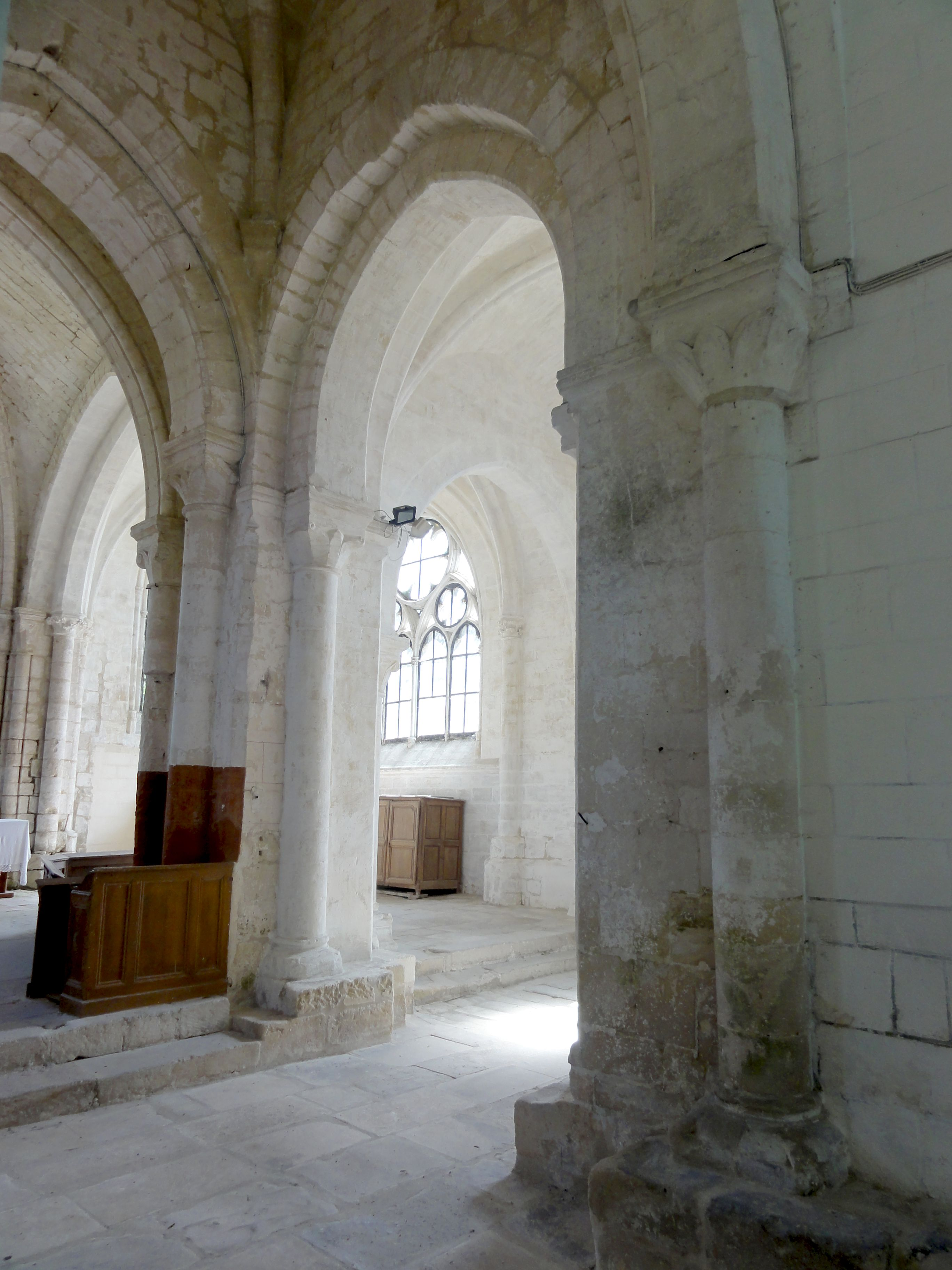
Vue sur la pile sud-est du clocher.
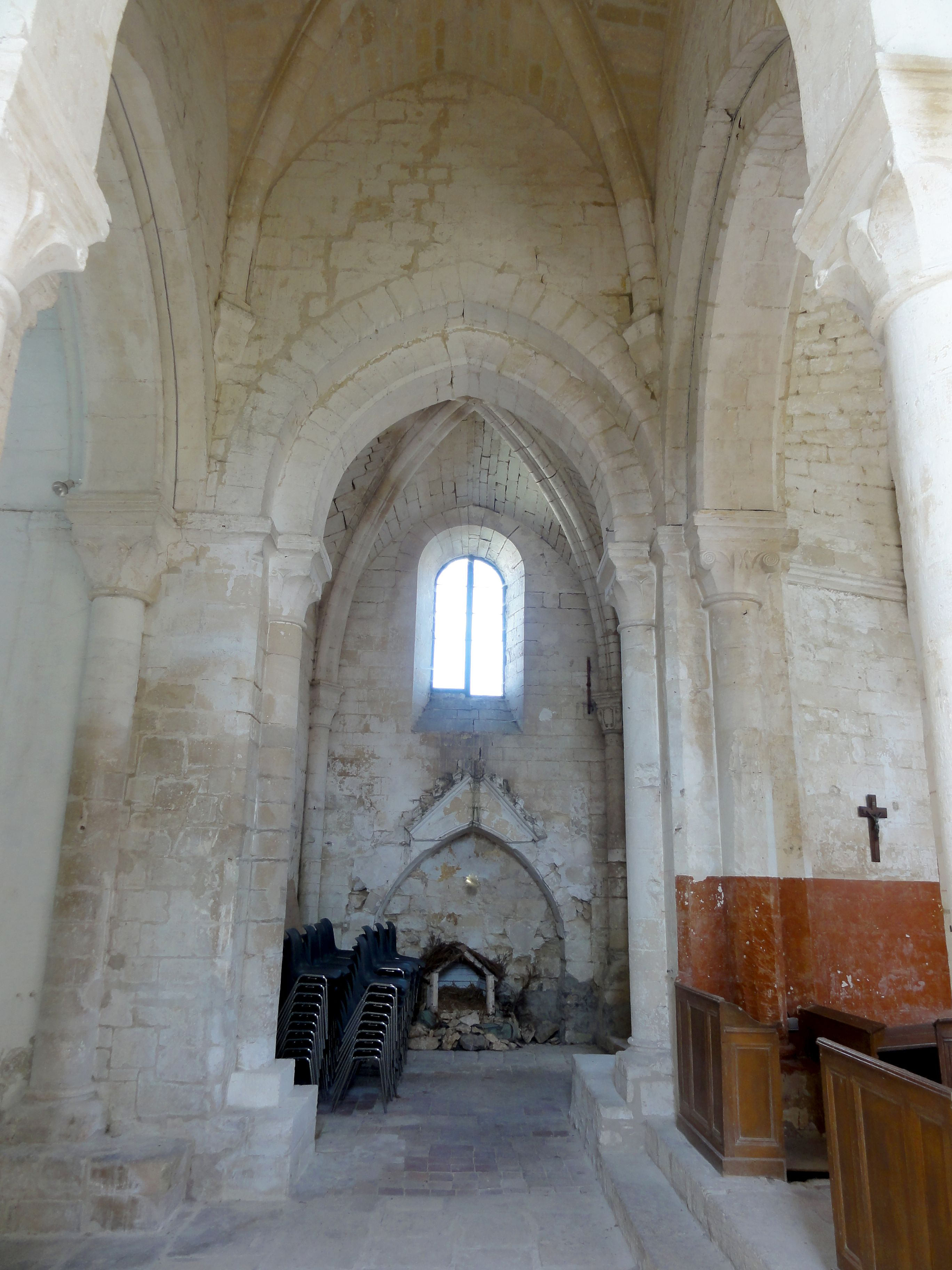
Vue vers le nord.
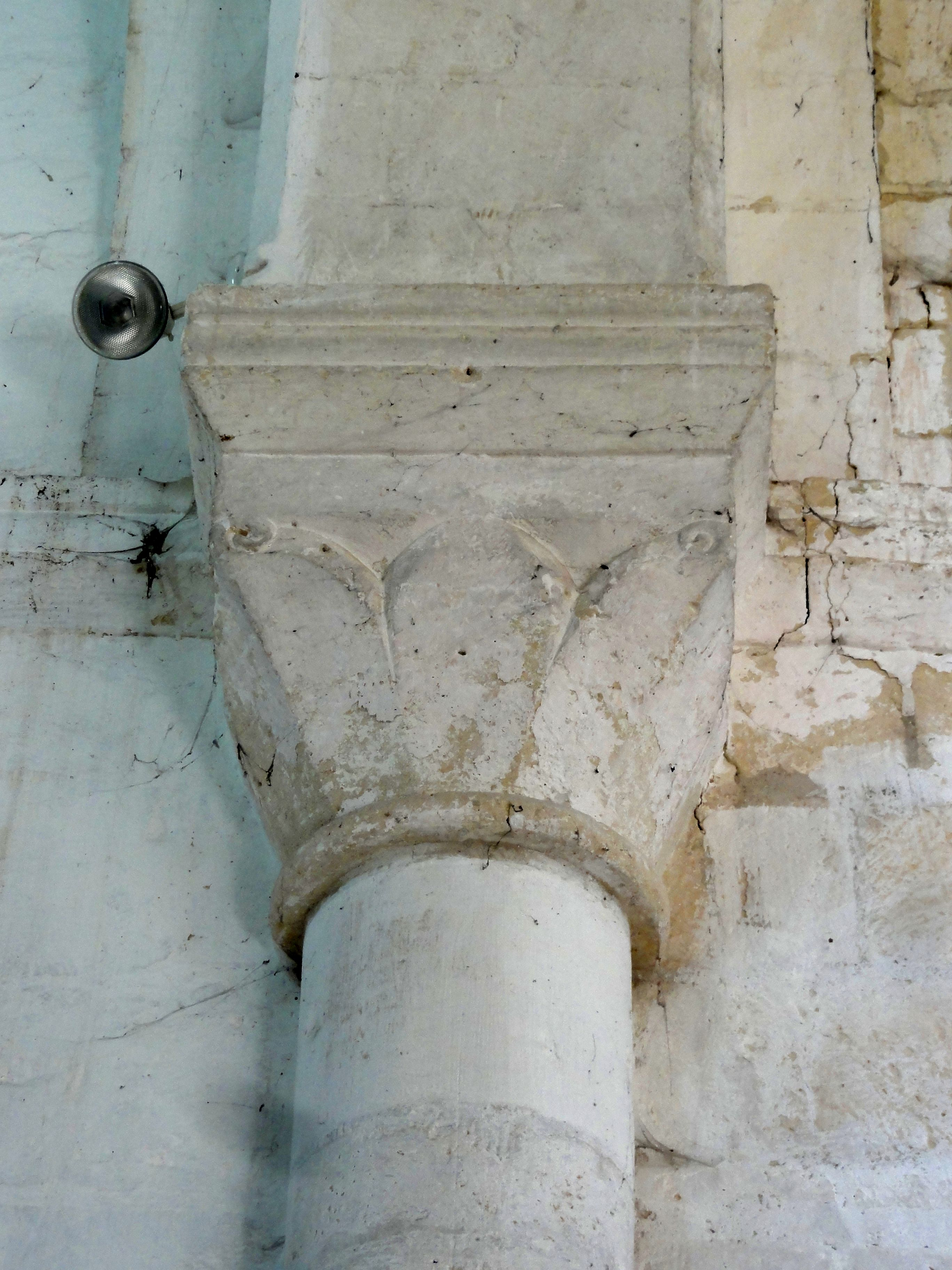
Arc triomphal, chapiteau côté nord.
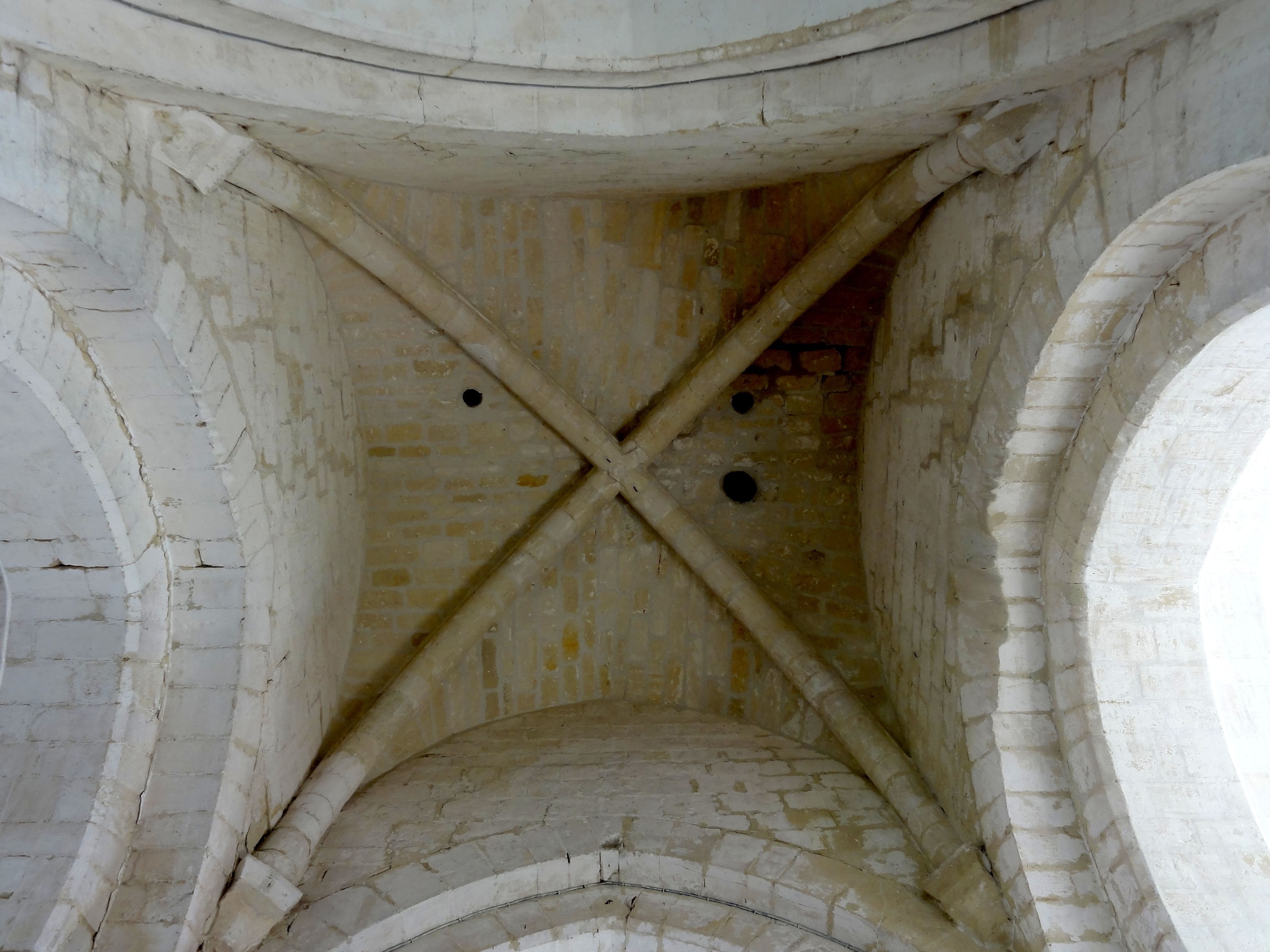
Voûte sous le clocher.

#### Croisillons et vestiges des absidioles

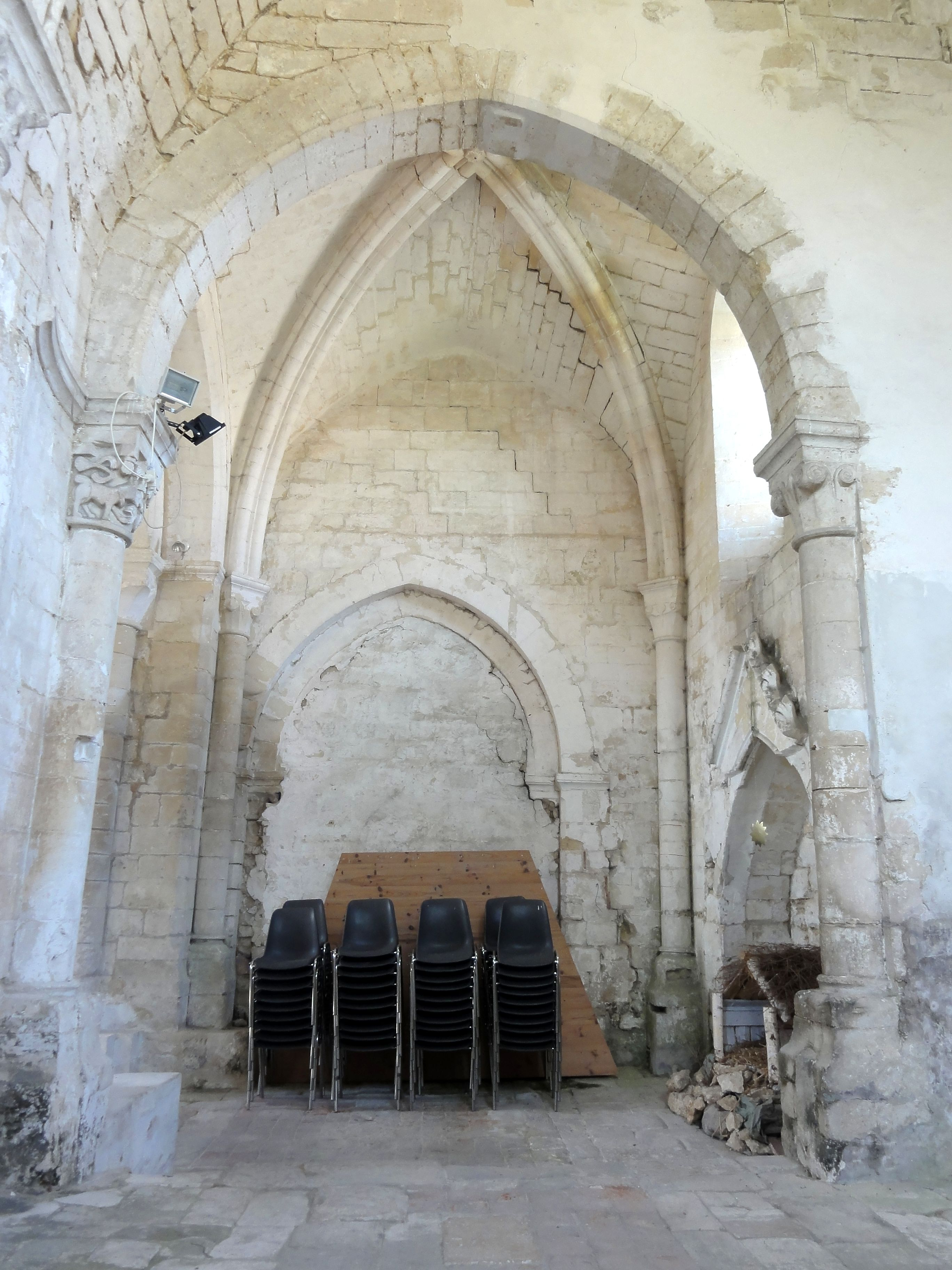
Chapelle nord, vue vers l'ouest dans le croisillon nord.

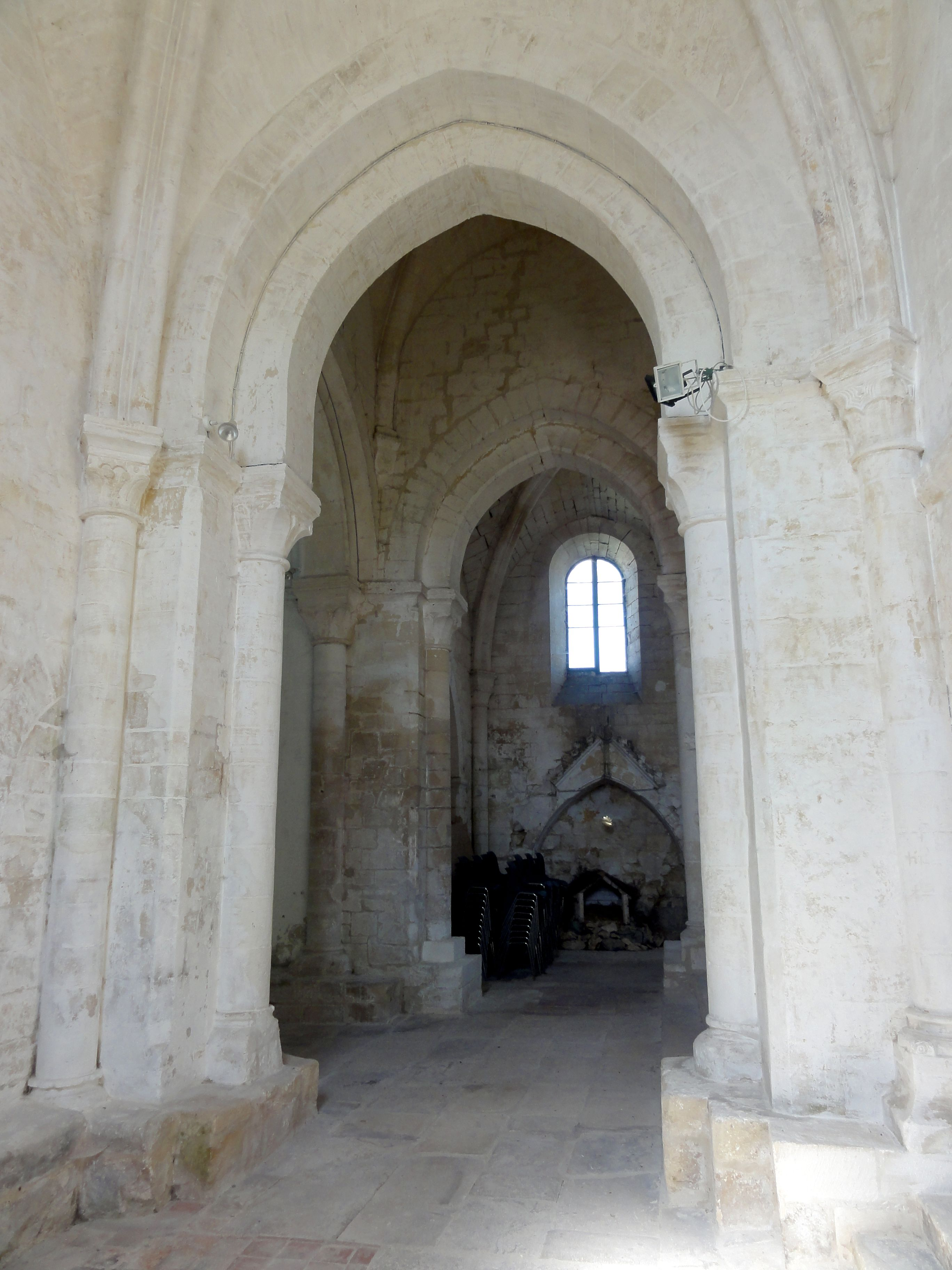
Croisillon sud, vue vers le nord dans la croisée.

Dans les croisillons, pas plus que dans le chœur par ailleurs, rien ne trahit la présence du clocher au-dessus d'une travée voisine, et le maître d'œuvre a su habilement dissimuler les piles et éventuels contreforts. Ce n'est pas le cas dans toutes les églises à clocher central, comme on peut s'en convaincre dans le chœur de Neuilly-sur-Clermont, pourtant plus récent. La datation des croisillons proposée par Marcel Aubert a été révisée par Dominique Vermand, qui a étudié l'ensemble des églises romanes du département. Plutôt que de la seconde moitié du XIIe siècle, quand l'architecture romane ne persiste dans la région que sur le niveau des clochers, le transept daterait des années 1130 / 1140. Les ogives et arcs d'encadrement des voûtes des croisillons sont en tiers-point, et les voûtes sont presque plates, mais toujours dépourvues de formerets. Le profil des ogives est si largement répandu pendant une longue période, qu'il ne suffit pas à lui seul pour établir une datation. Il apparaît dans l'abbatiale de Morienval pendant les années 1120, et consiste d'une fine arête entre deux tores. Les chapiteaux des ogives sont implantés selon un angle de 45° par rapport aux murs afin de s'orienter face aux ogives, ce qui est la règle dans la région au XIIe siècle. Dans le croisillon nord, trois sur les quatre chapiteaux des ogives présentent des variations du motif des feuilles plates aux volutes d'angle, avec des tiges perlées dans l'angle sud-ouest, mais le chapiteau dans l'angle nord-est est décorée de pommes de pin aux angles, reliées par des tiges retombant à gauche et à droite à des feuilles polylobées, qui occupent le milieu de la corbeille. Dans le croisillon sud, la variété est plus grande, et l'on voit deux fruits d'arum entre des feuilles d'angle plates ; des godrons seulement ébauchés, surmontées d'une forme géométrique quadrilobée ; de multiples feuilles plates superposées, seulement ébauchées ; et deux rangs de petites feuilles simples.
À l'est, les chapiteaux des ogives jouxtent ceux des arcades vers les anciennes absidioles. Sur ces chapiteaux, l'on retrouve les volutes d'angle, combinées à une petite tête de diable au nord de l'arcade vers l'absidiole sud, côté est. Un chapiteau forme exception. Il se situe au sud de l'arcade vers l'absidiole nord, et représente deux quadrupèdes affrontés. De leurs gueules sortent deux tiges de palmettes qui se redressent à l'angle droit. Les bases sont mieux conservées au sud, et présentent un petit tore, une plate-bande, un filet, un grand torer et une plinthe carrée flanquée de griffes ou de volutes d'angle, ce qui est assez rare. Ce décor assez élaboré n'empêche pas que les arcades vers les absidioles ne sont toujours pas moulurées, mais simplement chanfreinées. Cet usage reste fréquent dans la région jusqu'au milieu du XIIe siècle, voire nettement au-delà au sud de Paris, comme dans la collégiale de Champeaux. Mais dès les années 1120, à Morienval, ou 1130, à Noël-Saint-Martin (commune de Villeneuve-sur-Verberie), les doubleaux comportent plusieurs tores accolés. En ce qui concerne l'emploi anachronique du voûtement en cul-de-four pour les absidioles, Dominique Vermand remarque que « preuve que les traditions ont parfois la vie longue, Mogneville associait à l'origine deux chapelles couvertes d'un cul-de-four à son chœur voûté d'ogives ». Les demi-travées qui précèdent les actuelles chapelles gothiques conservent encore le début du cul-de-four sur un mètre environ, près de l'avant-chœur, mais pas du côté des murs extérieurs. Les doubleaux à l'entrée des chapelles gothiques sont, évidemment, contemporaines des chapelles. — Les fenêtres, les arcades vers les anciennes bas-côtés et la porte bouchée qui remonte au croisillon sud primitif ont déjà été évoquées. Reste à revenir sur l'enfeu dans le mur septentrional du croisillon nord, malheureusement mutilé, et vidé de son tombeau. Peu profond, il se compose d'une niche en tiers-point, surmontée d'un gâble garni de crochets, que Marcel Aubert date du XIVe siècle,.

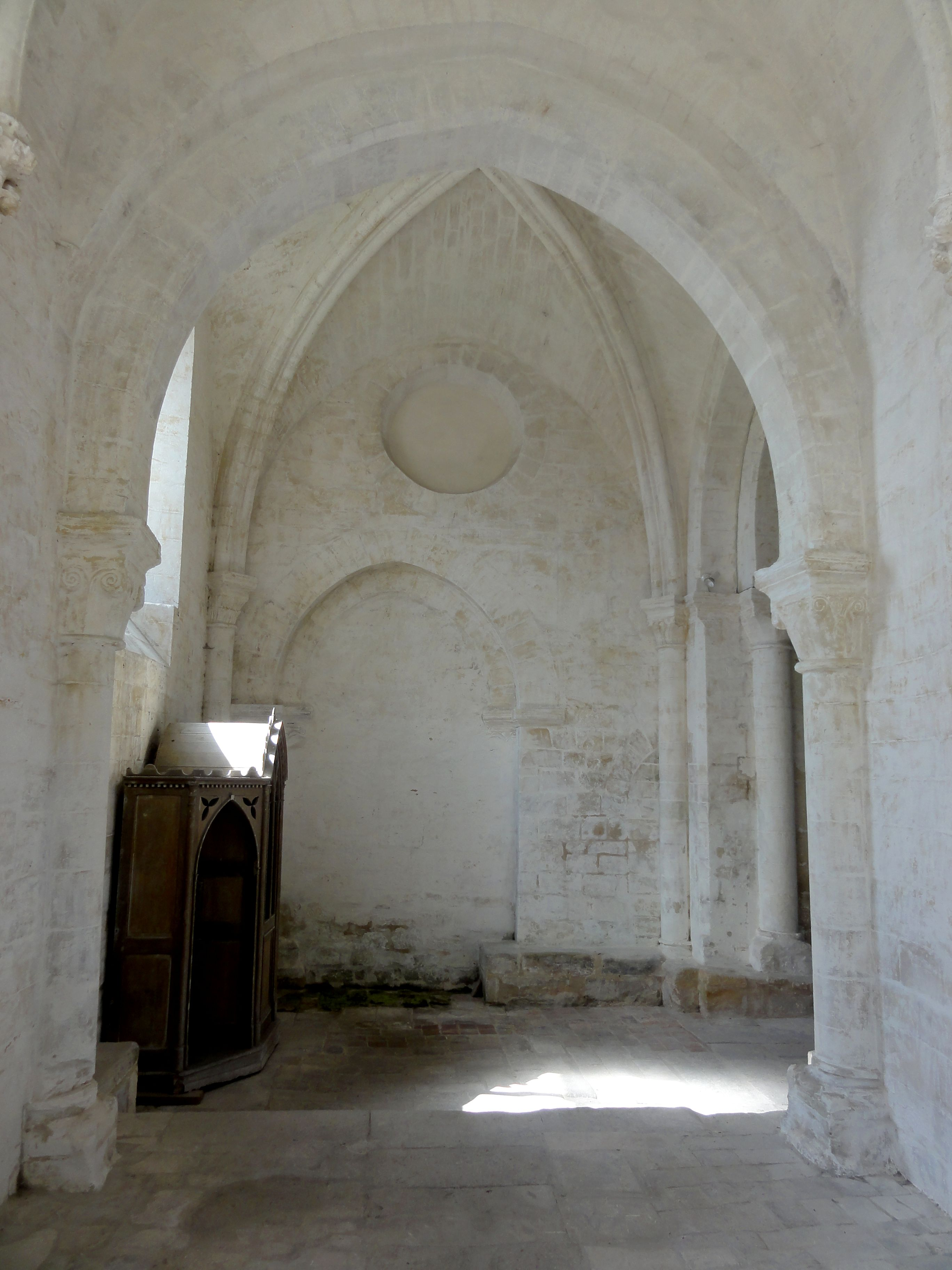
Chapelle sud, vue vers l'ouest dans le croisillon.
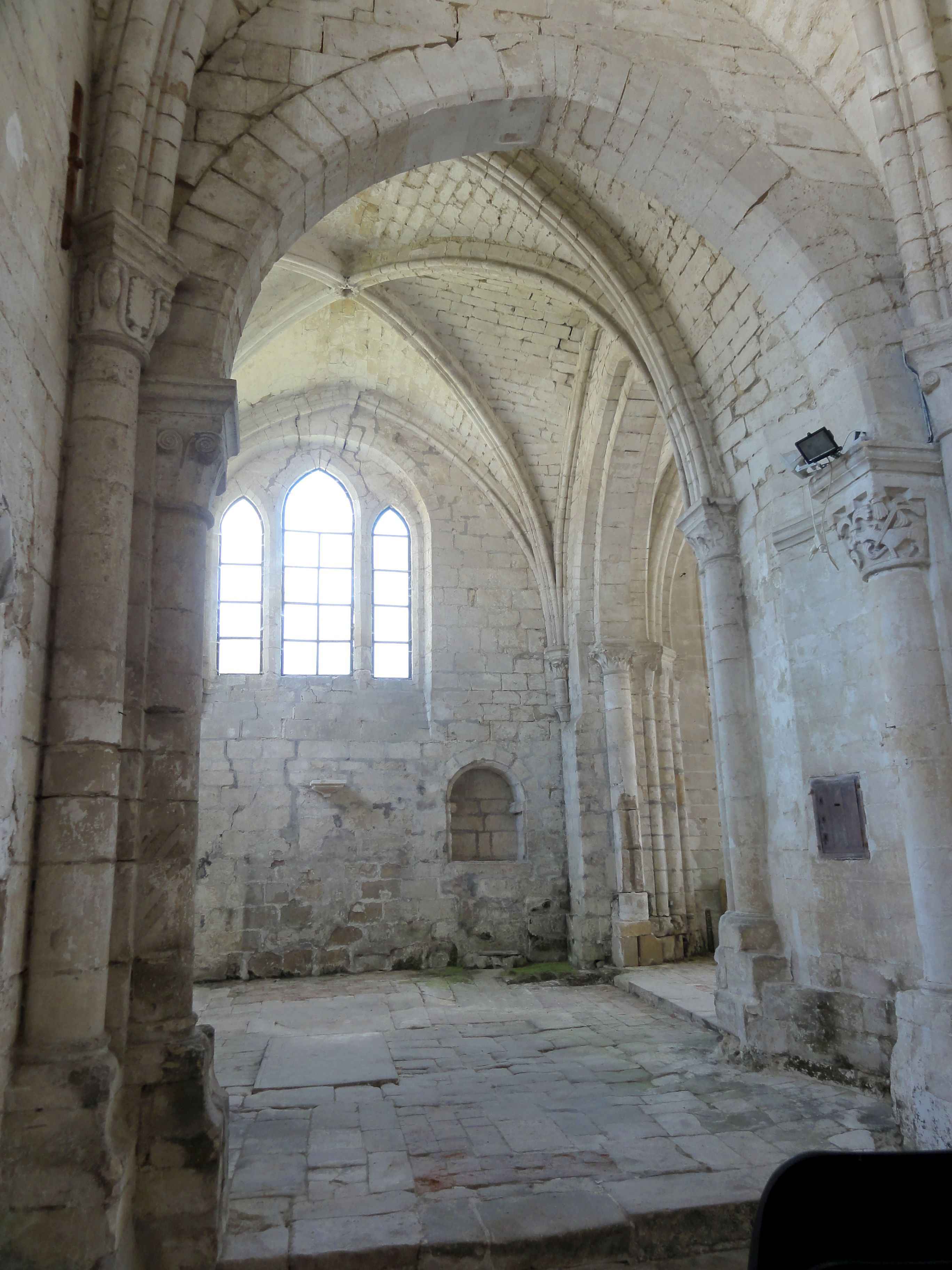
Croisillon nord, vue vers l'est dans la chapelle.
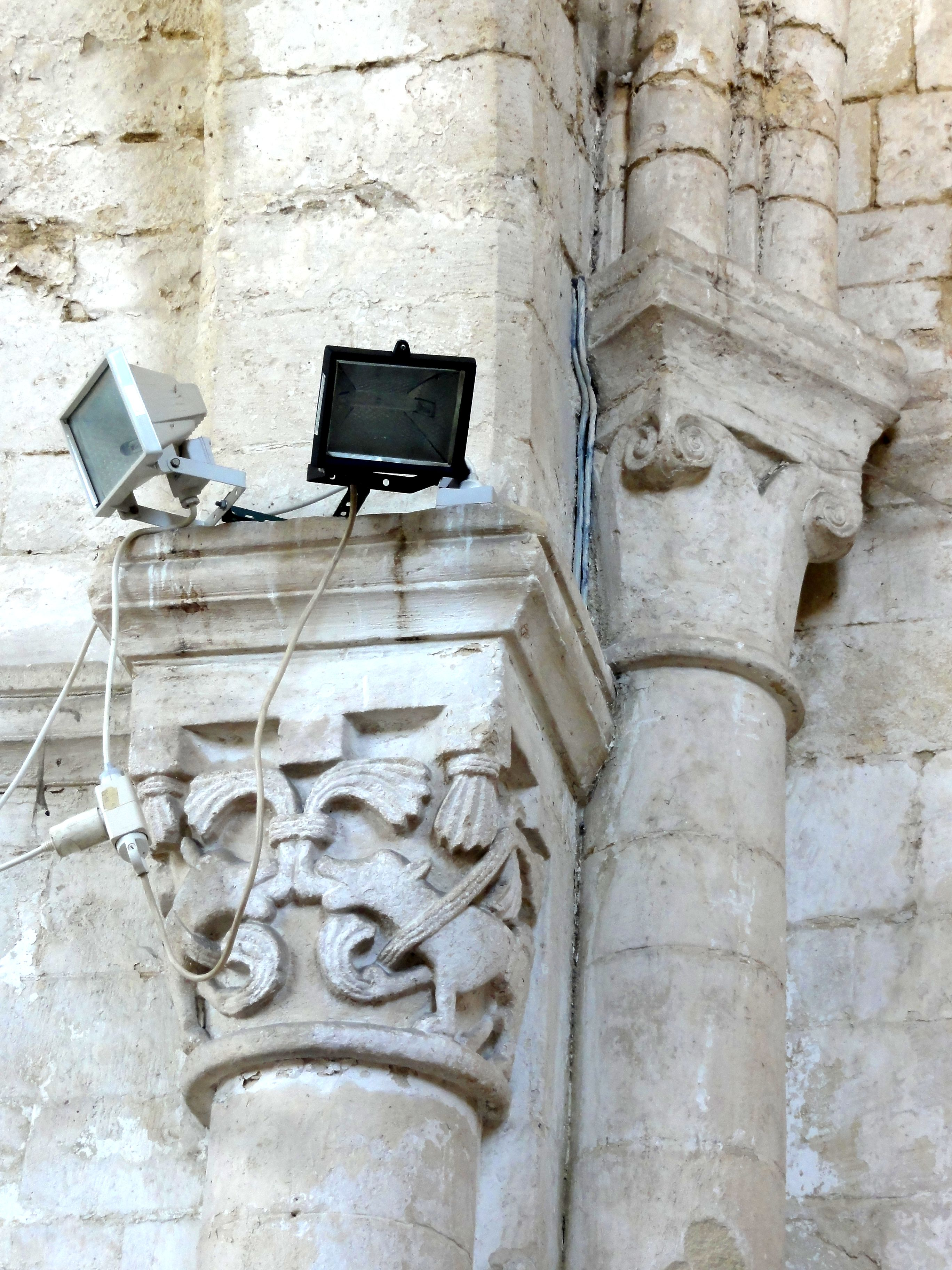
Chapiteau à deux quadrupèdes affrontés.
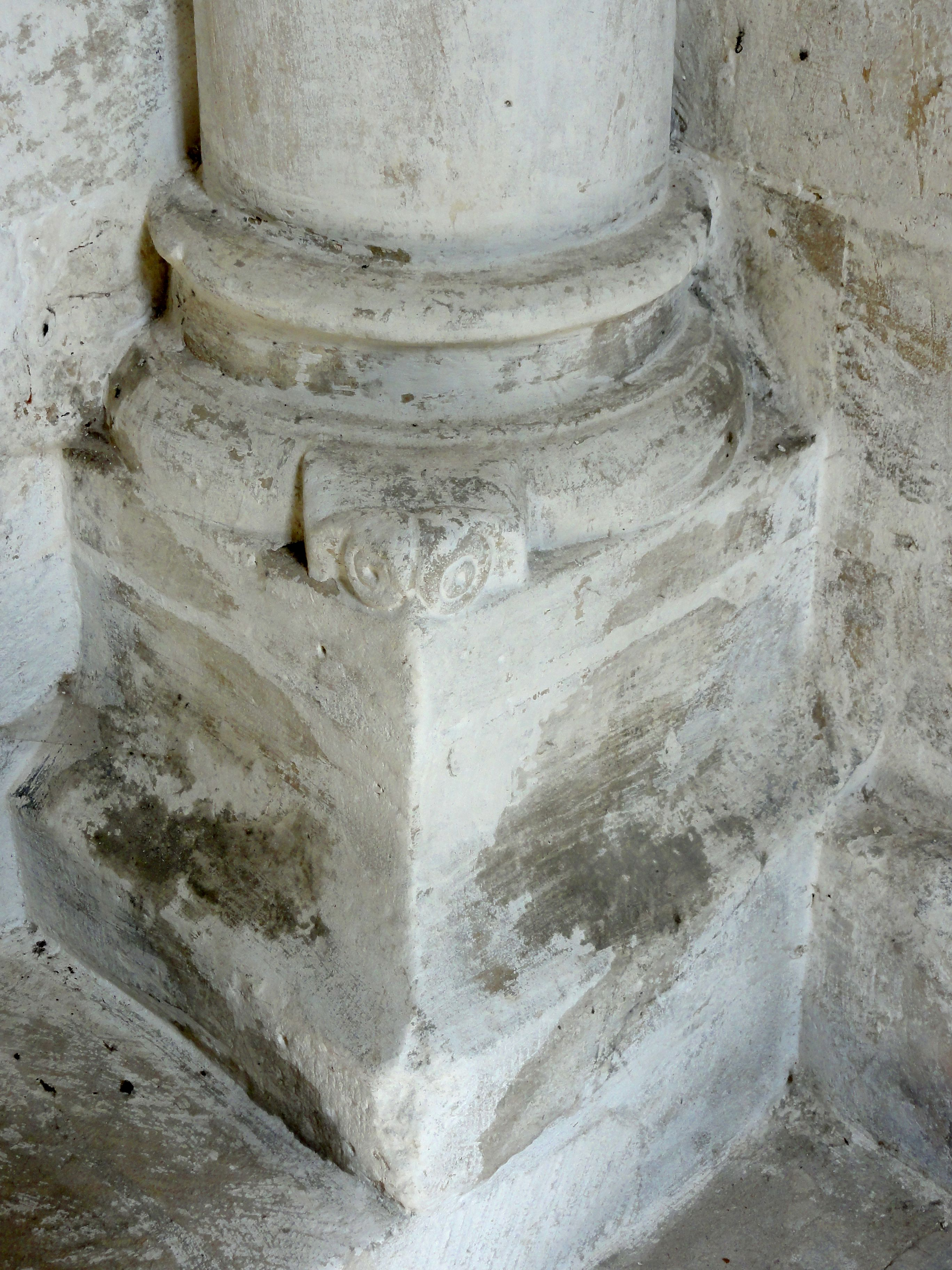
Base à volutes d'angle.
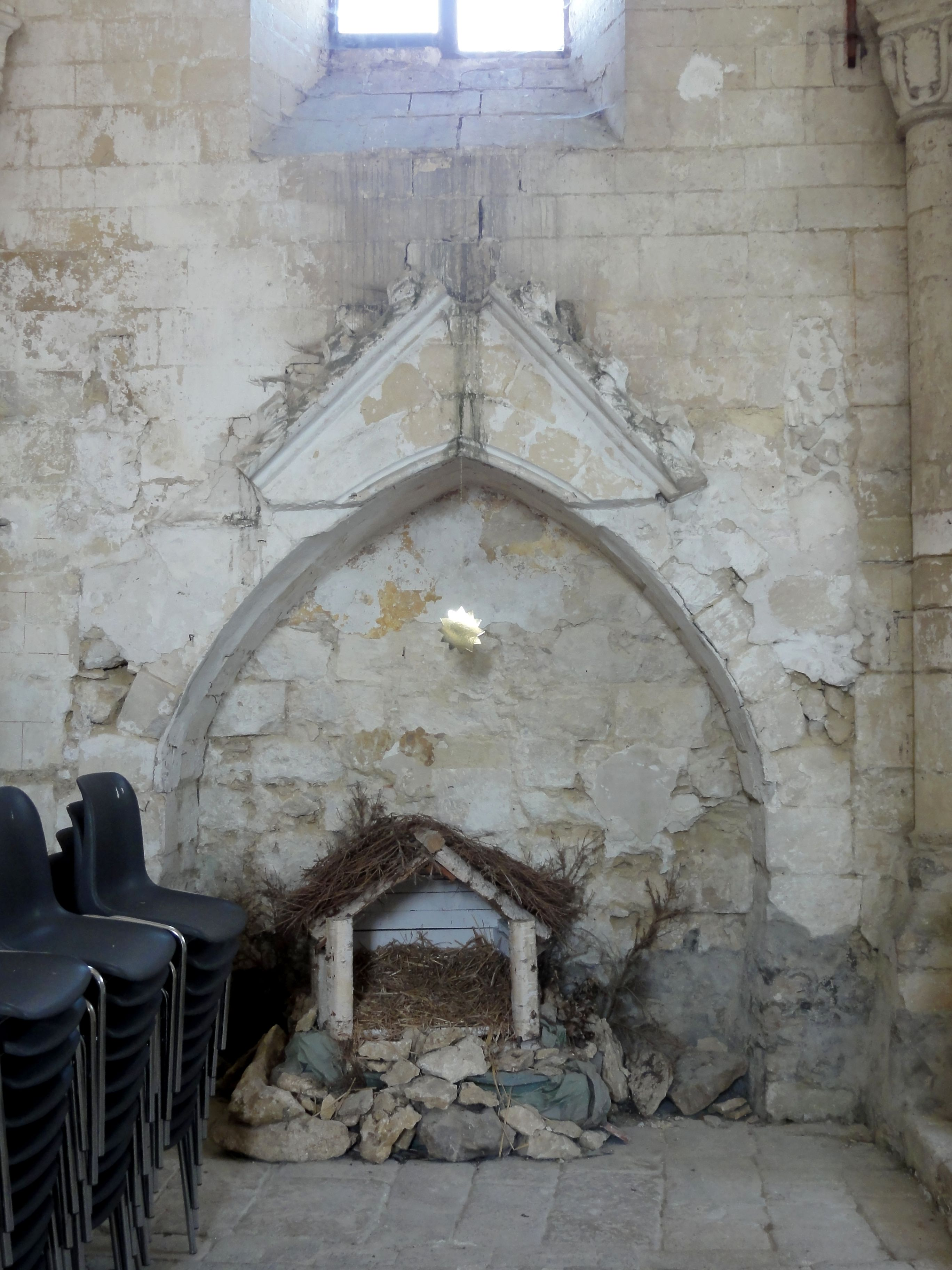
Croisillon nord, enfeu.
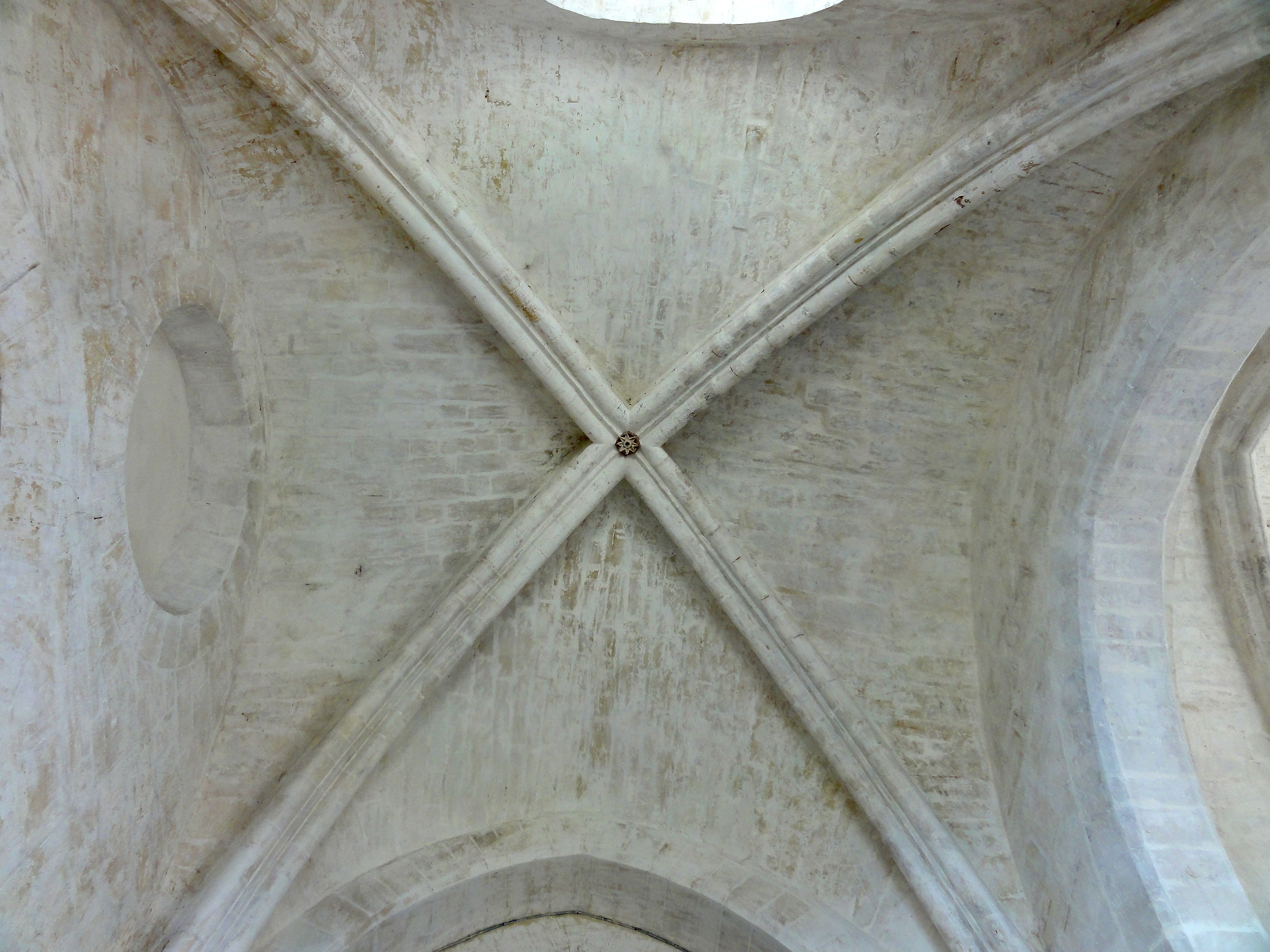
Voûte du croisillon sud.

#### Chœur

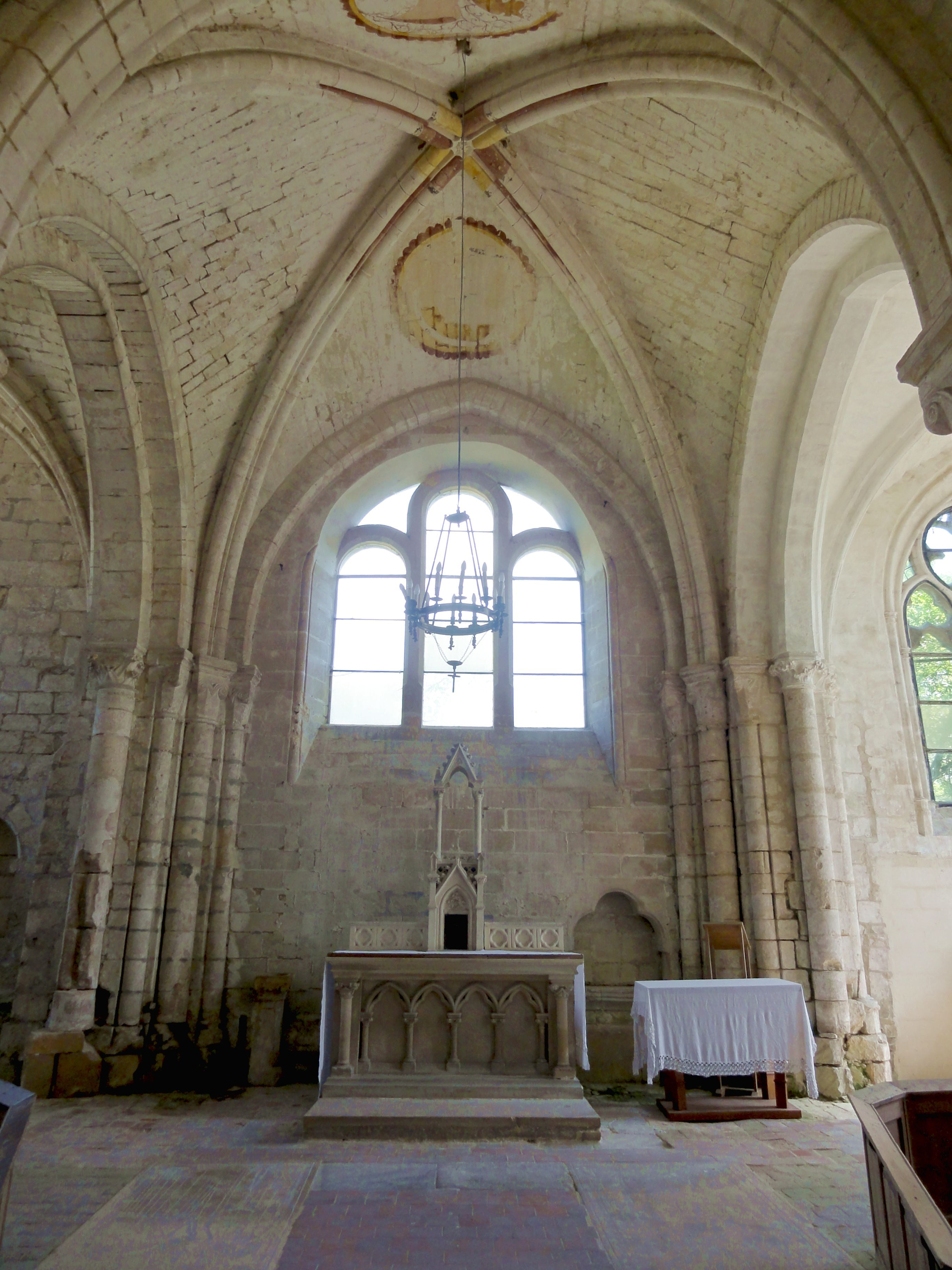
Chœur, vue vers l'est.

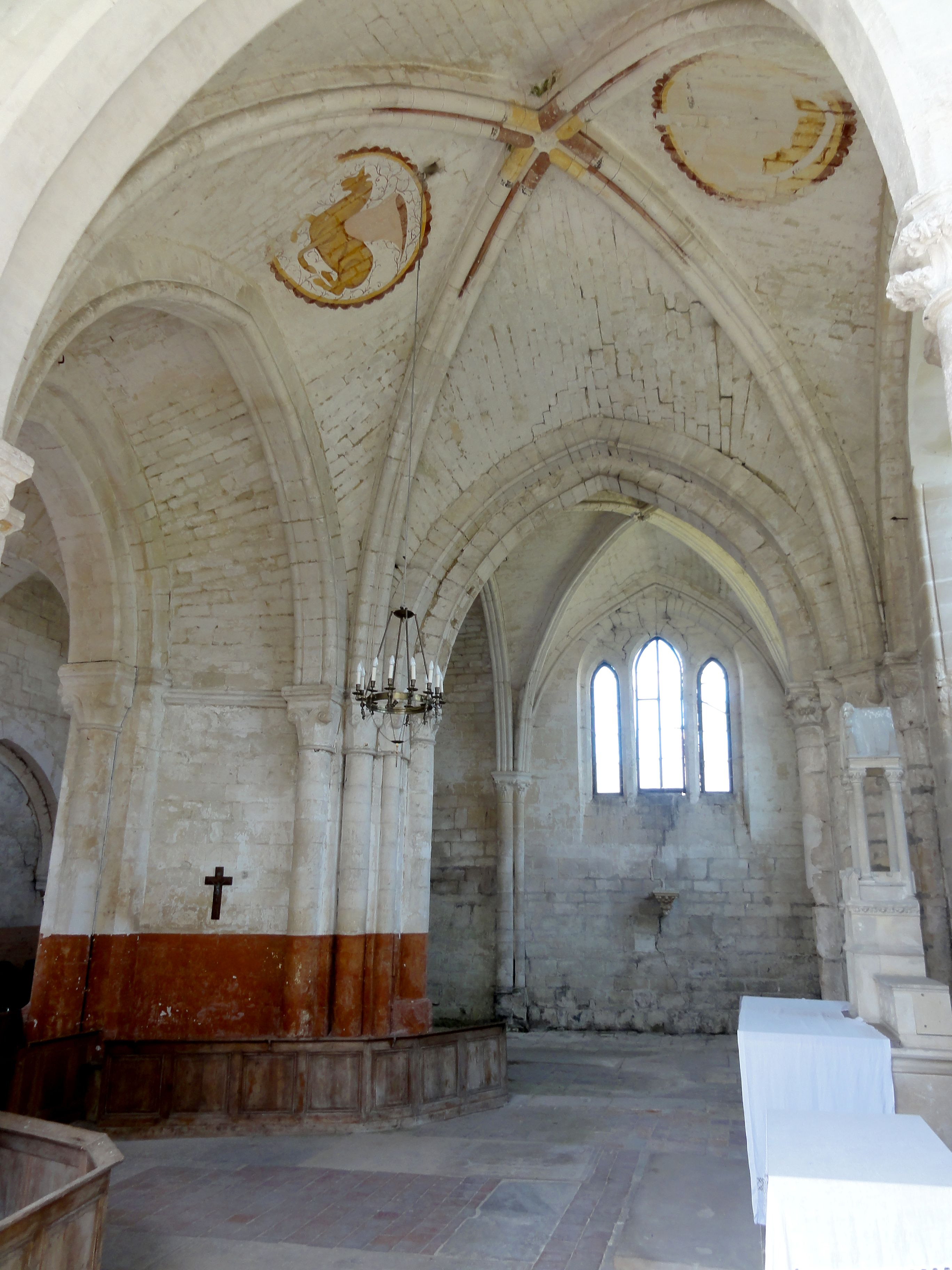
Chœur, vue vers le nord.

Pour obtenir un chœur plus large que la base du clocher, les murs de la demi-travée précédant le chœur proprement dit sont biais, de sorte que la travée s'évase progressivement vers l'est, jusqu'à atteindre sa largeur définitive au niveau du doubleau perpendiculaire. Bien que la demi-travée soit voûtée en berceau brisé, il ne s'agit ici pas d'un vestige d'une abside plus ancienne, car le chœur primitif devait avoir la même largeur que la croisée du transept. Au nord, le mur de la demi-travée présente un graffiti dont les lignes ont été tracées à l'aide d'une règle et d'un compas, et qui évoque un gâble aigu percé d'une baie en plein cintre. En face, au sud, l'on voit une peinture murale non figurée, avec des coloris qui sortent de la gamme chromatique habituelle, le rose et le bleu. Une sorte d'arcade à petits claveaux semble reposer sur une colonne à chapiteau, avec une corbeille très longue. À l'intérieur de cet espace architecturé se trouve une semis de fleurettes à six pétales, réalisées au pochoir. Aucun auteur n'ayant étudié le graffiti et le décor mural, il est impossible de les commenter davantage,,.
Bien que globalement contemporain du transept, le chœur n'est pas analogue aux croisillons. L'on y observe à la fois des tendances progressistes et archaïsantes. Ainsi, le doubleau à simple rouleau qui délimite la voûte d'ogives à l'ouest, est il bordé de deux tores, au lieu d'être seulement chanfreiné. En plus, des formerets existent au nord, au droit du chevet et au sud. Ils disposent de leurs propres colonnettes à chapiteaux. Des faisceaux de trois colonnettes à chapiteaux romans sont donc logés dans les angles de la travée voûtée d'ogives. Depuis la construction des chapelles latérales actuelles, les formerets au nord et au sud sont devenus le rouleau supérieur des doubleaux ouverts sur les chapelles, et des colonnettes à chapiteaux gothiques s'ajoutent aux faisceaux romans. Voici pour les tendances novateurs. Sur le plan de la voûte, le chœur est moins avancé que les croisillons, car la voûte est très fortement bombée, ce qui est dû à des ogives surhaussés. Les ogives sont au même profil que dans les croisillons. Bien que postérieurs à la période romane, et soigneusement appareillés, les rouleaux inférieurs des doubleaux vers les chapelles ne sont pas moulurés. Ce serait plus compréhensible si les arcades étaient simplement percées dans les murs longitudinaux du chœur, mais ce n'est pas le cas. Enfin, les chapiteaux sont toujours décorés de feuilles plates aux volutes d'angle, mais au moins, les bordures des feuilles sont-elles perlées. Dans l'angle sud-ouest, les tailloirs conservent un décor polychrome : les échines sont peintes en ocre jaune, et les plates-bandes affichent des lignes géométriques tracées à l'ocre rouge, qui décrivent des zigzags entrecroisées enfermant des losanges. Le décor peint de la clé de voûte, mieux conservée, est toujours d'un bel effet malgré sa simplicité. Les peintures murales sous la voûte sont bien sûr les plus intéressantes (voir le chapitre Mobilier),.
À gauche et à droite de la baie Renaissance, l'on voit encore le tore qui encadrait la fenêtre ayant existé préalablement. La distance entre les jambages est trop importante pour une seule baie, à moins qu'il s'agissait d'une fenêtre au réseau rayonnant. Aucune des fenêtres romanes ou gothiques primitives de l'église n'est sinon décorée d'un tore. — Un souterrain serait parti de derrière le maître-autel, mais aucune trace n'en a été retrouvée à ce jour. Toutefois, une dernière tranche de restauration doit encore avoir lieu à l'intérieur de l'église, là où une habitante de Mogneville aujourd'hui décédée avait cru voir l'entrée du souterrain. Le maître-autel et son tabernacle sont néogothiques et d'un type très courant. Quant à la piscine liturgique ménagée dans le mur du chevet, et s'ouvrant sous un arc trilobé, elle n'est pas datée, mais remonte en tout cas à la période gothique.

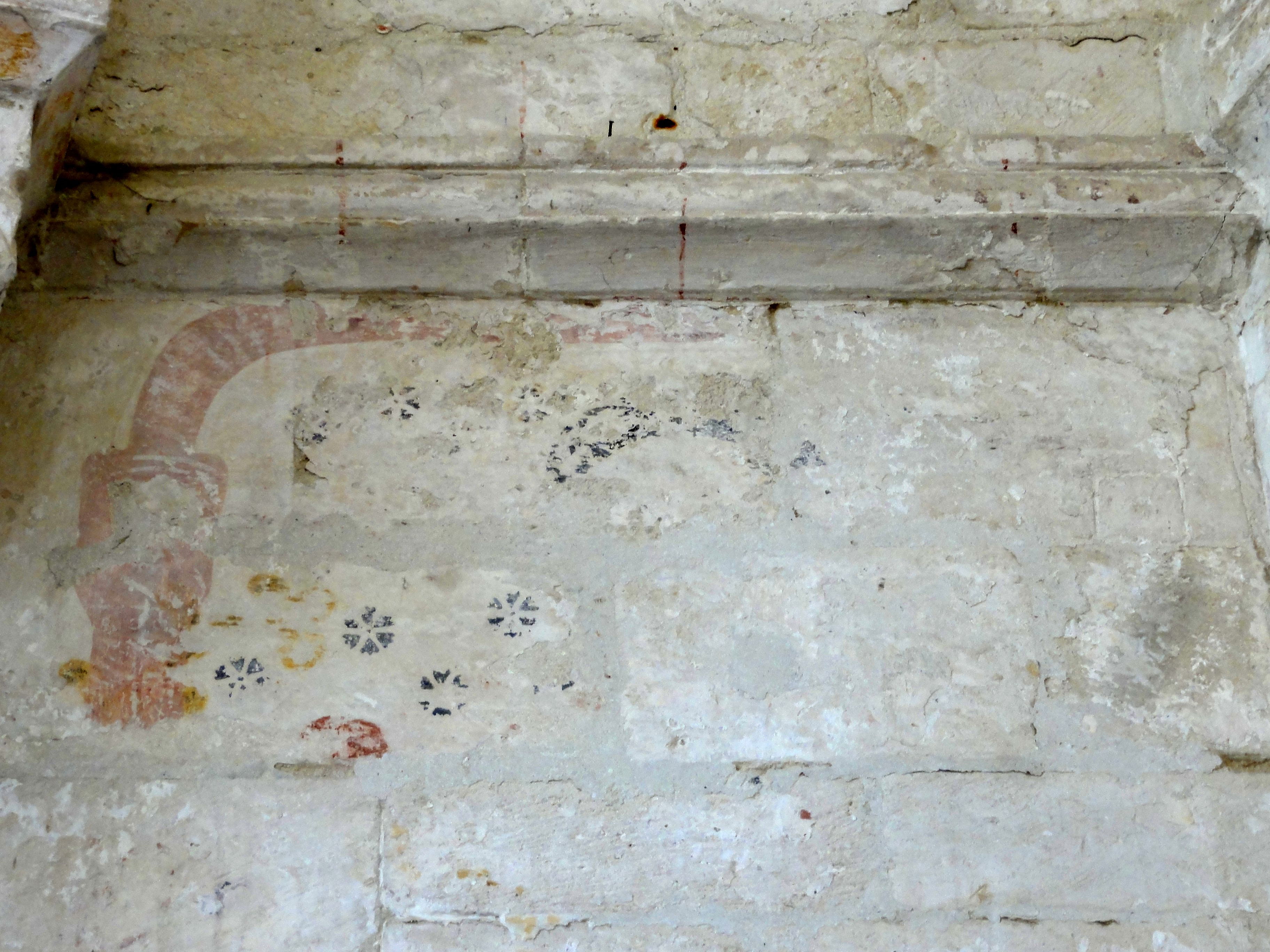
Peinture murale dans la demi-travée, côté sud.
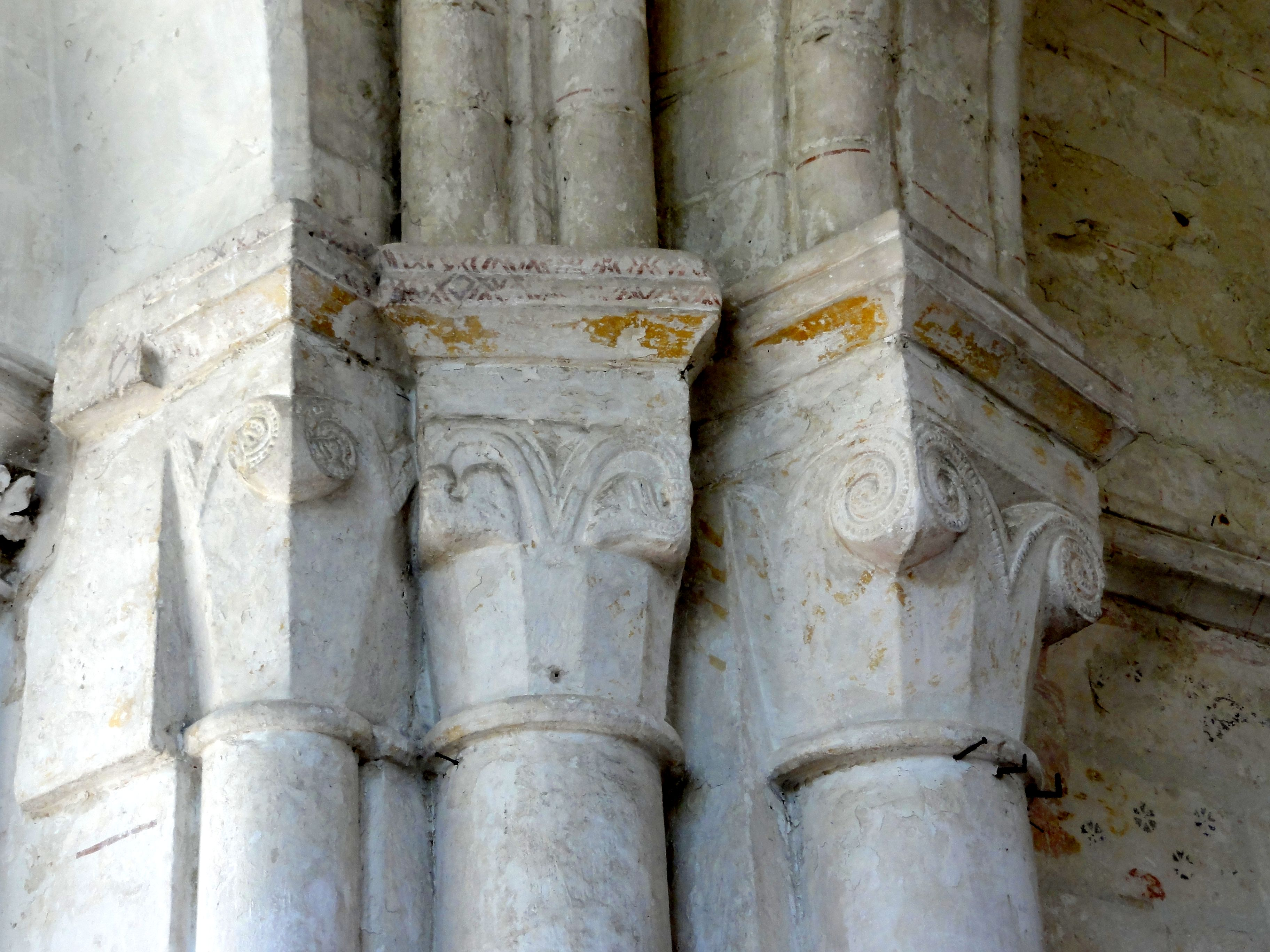
Chapiteaux avec traces de polychromie.
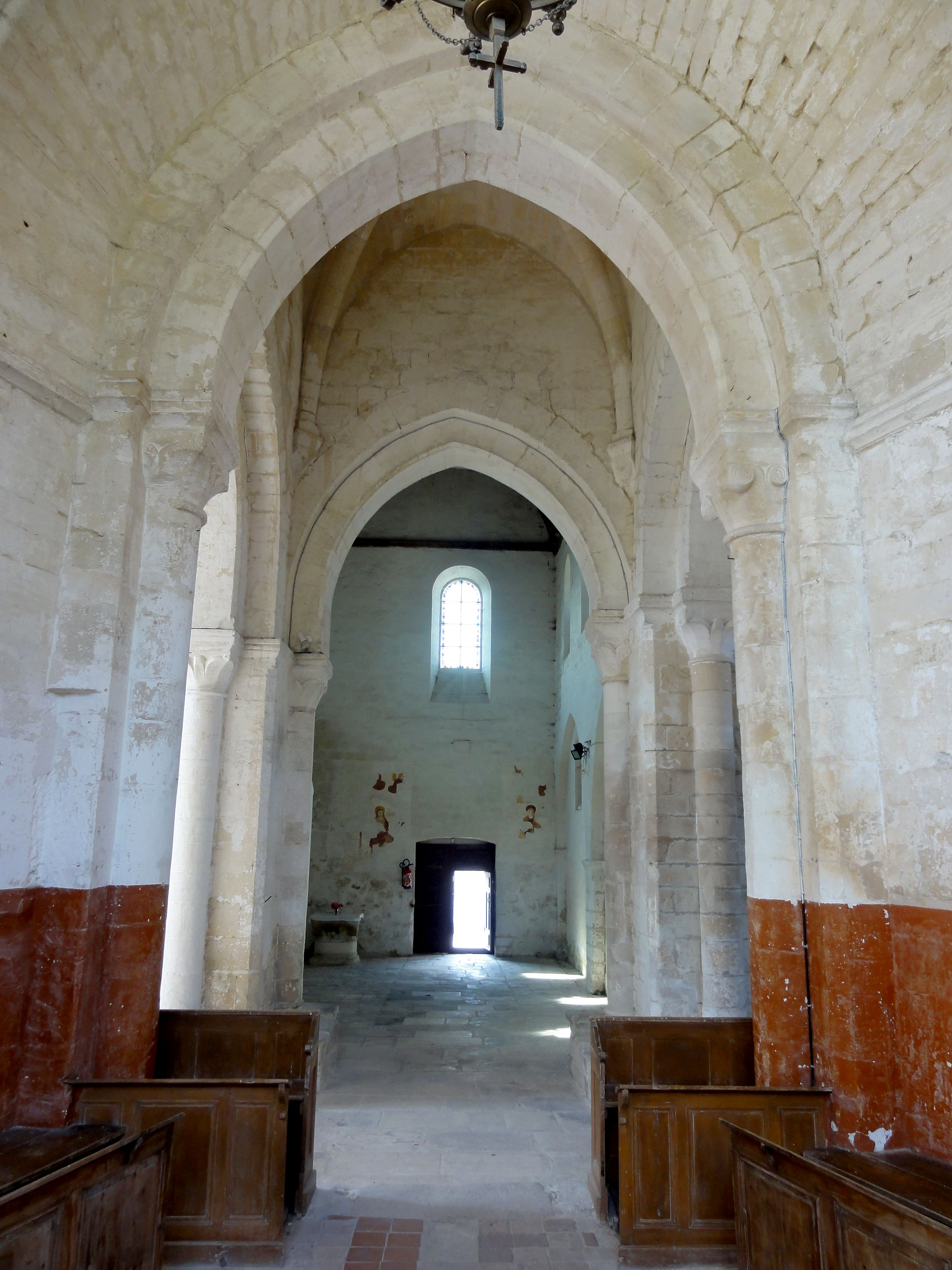
Vue vers l'ouest, vers la base du clocher et la nef.
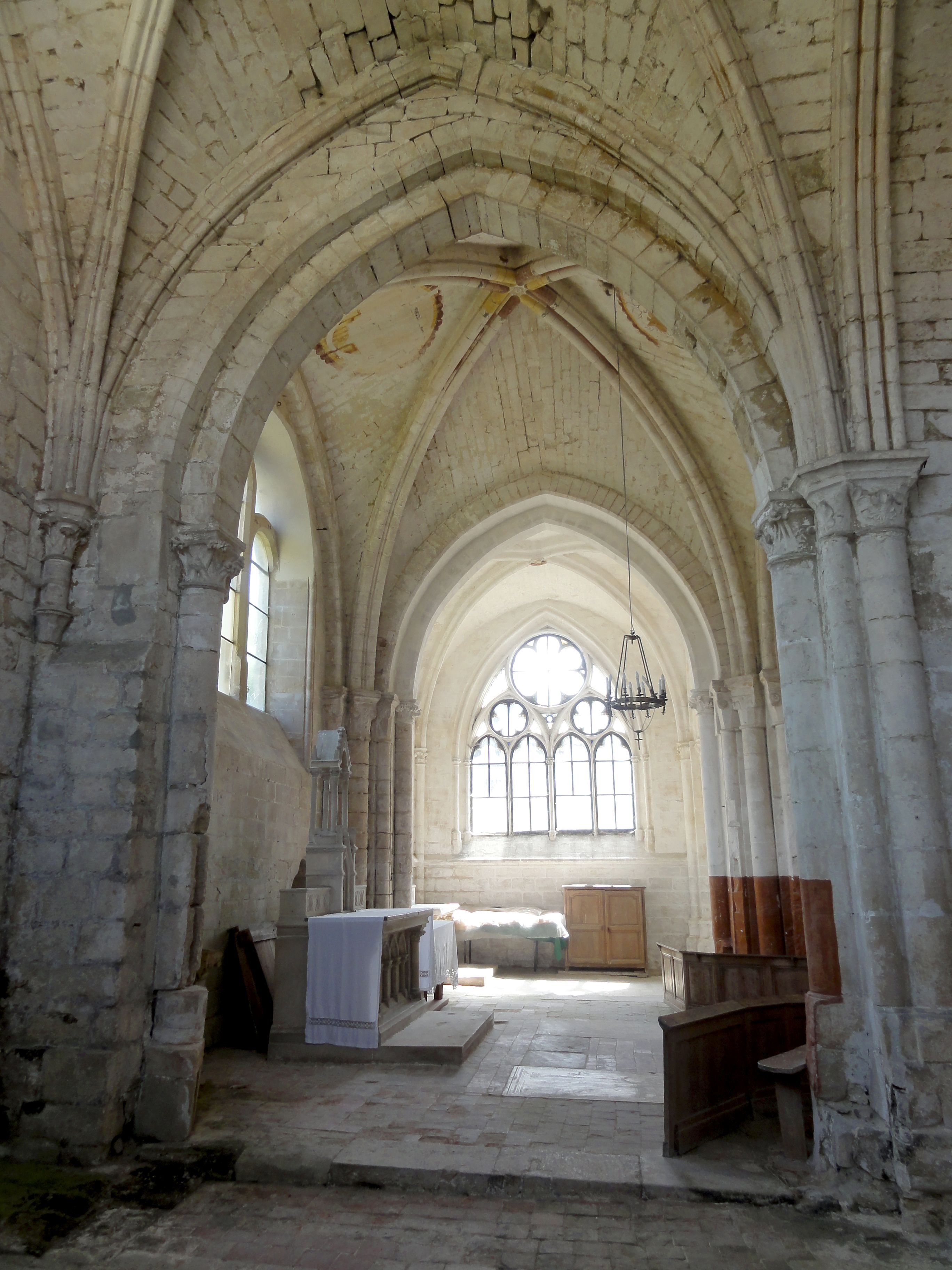
Vue depuis la chapelle latérale nord.
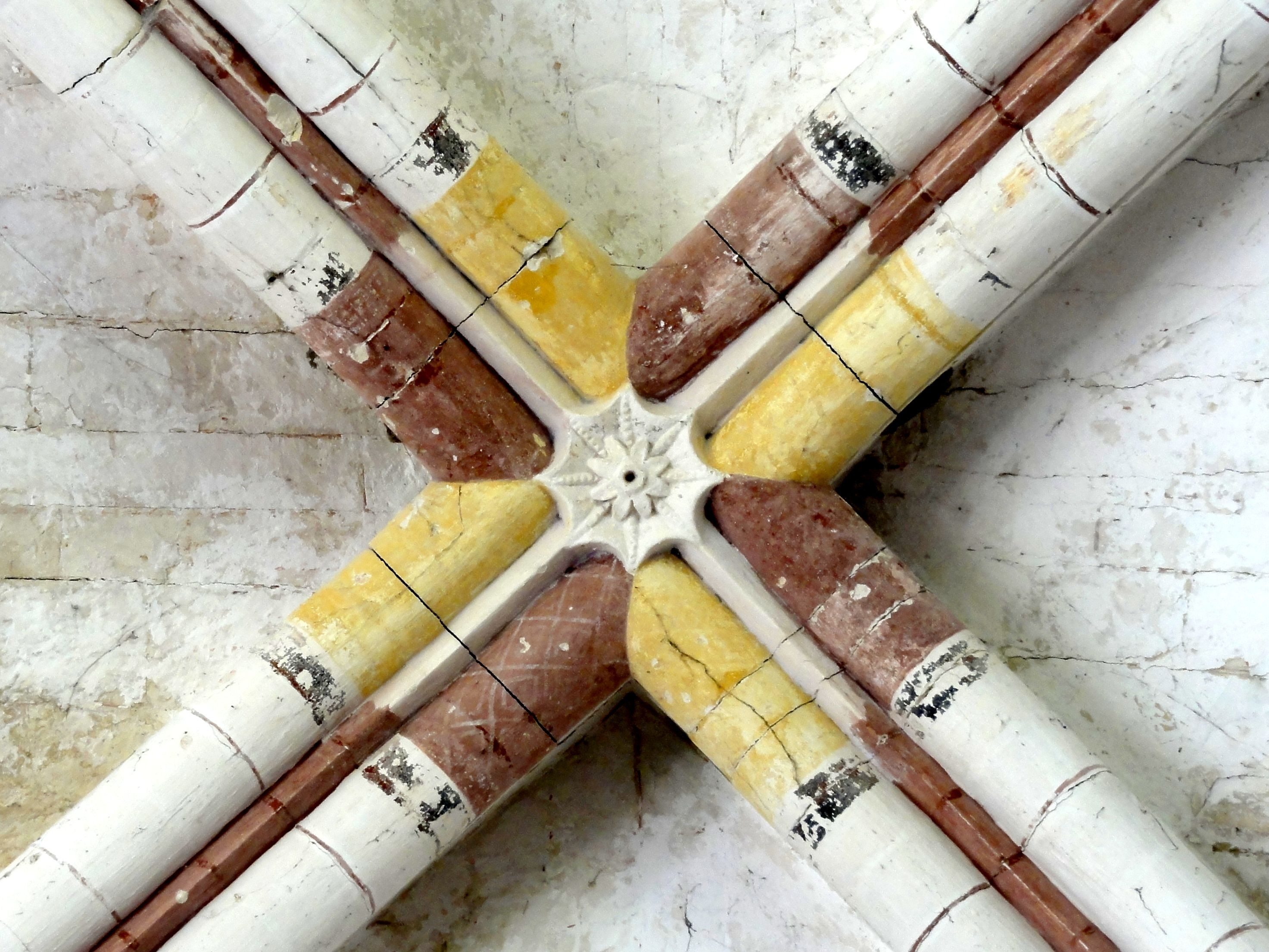
Clé de voûte au décor polychrome.
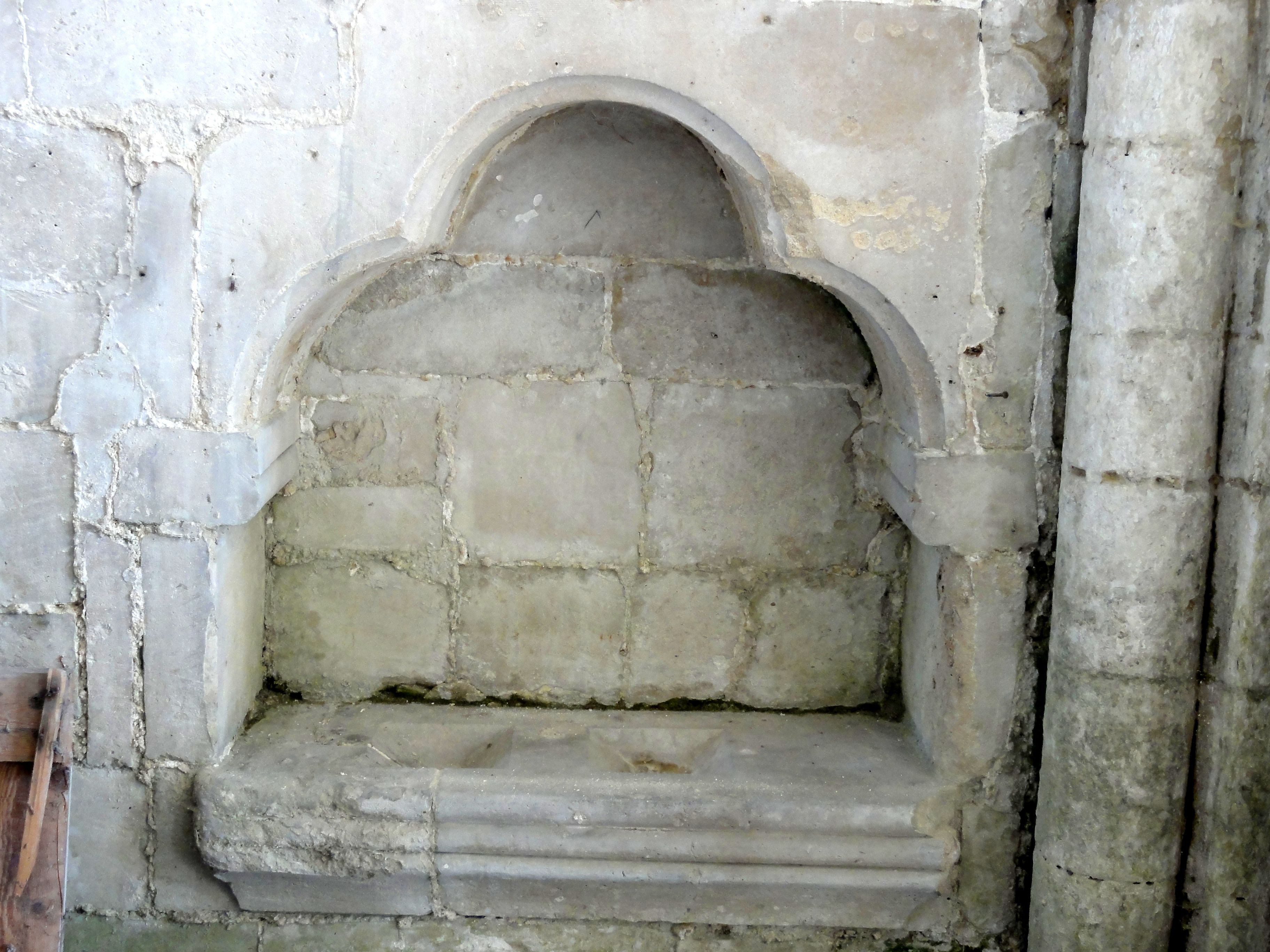
Piscine au droit du chevet (non datée).

#### Chapelles latérales

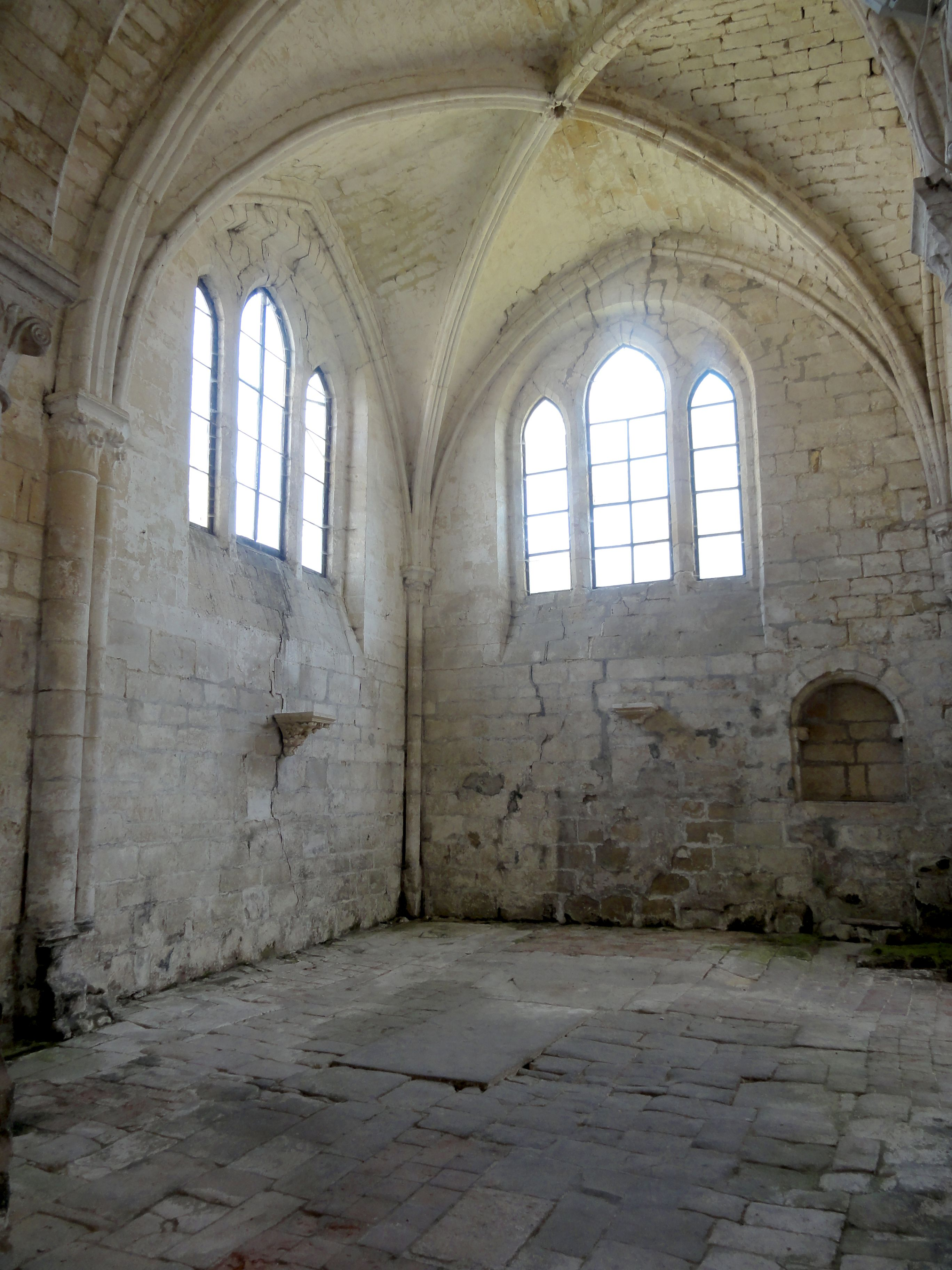
Chapelle nord.

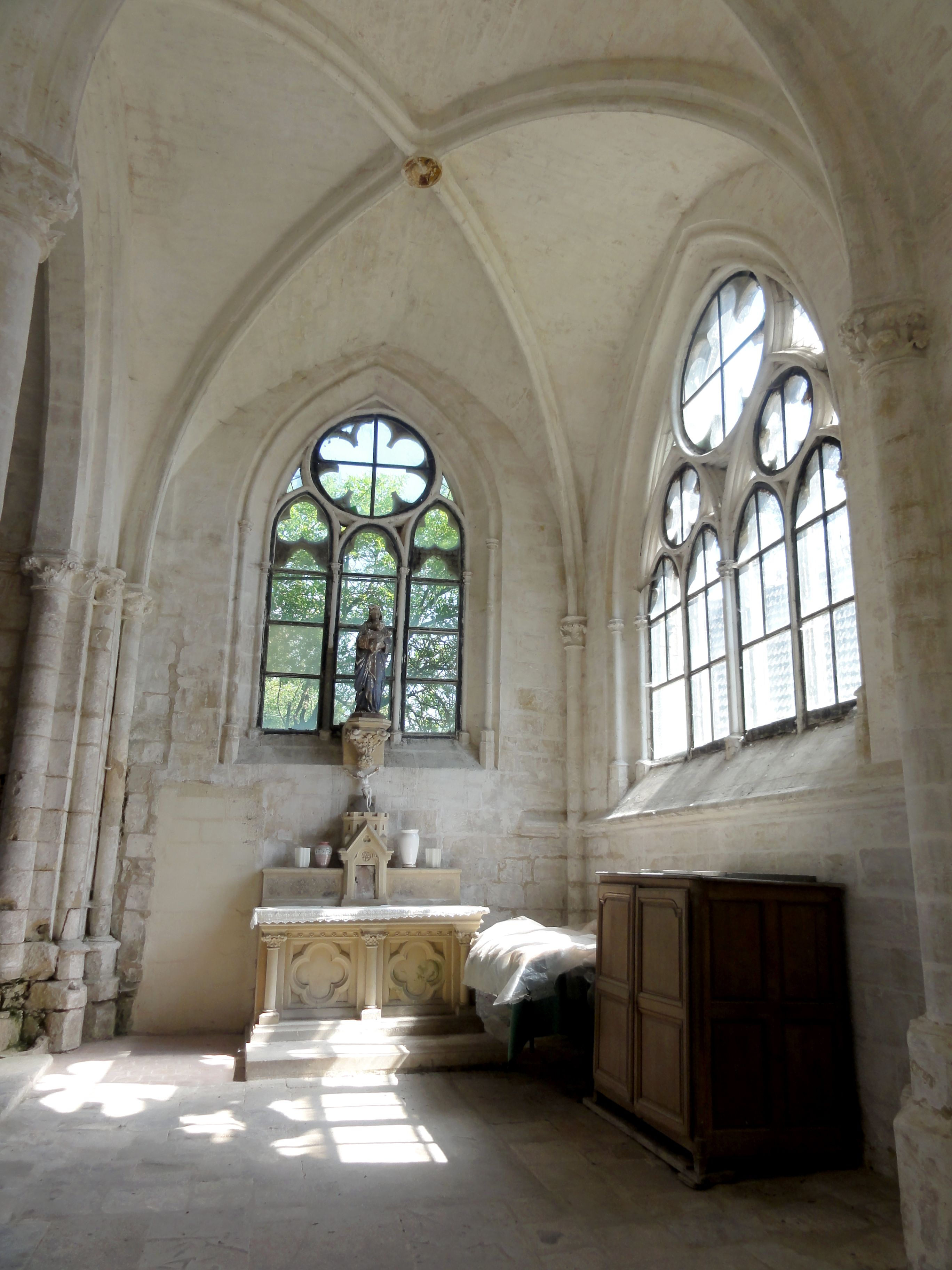
Chapelle sud.

La chapelle latérale nord communique avec la demi-travée qui subsiste en partie de l'ancienne absidiole par un doubleau au profil d'un large filet entre deux tores, et avec le chœur, par une arcade non moulurée à double rouleau, dont le rouleau supérieur ne retombe même pas sur des chapiteaux du côté de la chapelle. En raison de la largeur du faisceau de colonnettes dans l'angle nord-est du chœur, l'arcade paraît désaxée vers la base du clocher (vers l'ouest), ce que l'architecte aurait pu éviter en plaçant un faisceau de colonnettes dans l'angle contigu de la chapelle. Or, il s'est contenté d'une colonnette unique dans chaque angle, recevant à la fois ogives et formerets (les formerets existent au droit des deux murs extérieurs). À l'ouest, les colonnettes sont toutefois accouplées à celles du doubleau vers la demi-travée. Les tailloirs des ogives sont des quarts d'octogones, et ceux du doubleau sont carrés. Comme dans les travées romanes, les chapiteaux des ogives sont orientés à 45°, et les ogives se composent d'une arête entre deux tores, tout en étant plus fines. Les corbeilles sont sculptées de divers crochets, ou, dans l'angle sud-ouest, de feuilles polylobées appliquées. Sans doute détériorés par l'humidité, les socles ont été supprimés au droit du mur nord, et dans l'angle sud-est, la plus grande partie du fût a également été supprimé, et remplacée par un culot. Dans son ensemble, la chapelle latérale nord est d'une grande simplicité, et le désaxement du triplet du chevet et de l'arcade vers le chœur sont peu esthétiques. Il n'est pas évident pourquoi Marcel Aubert et Eugène Müller datent cette chapelle de style gothique primitif du milieu du XIIIe siècle, plutôt que du premier tiers du XIIIe siècle,.
La chapelle du sud est d'une conception très proche, mais le style est nettement plus avancé, et l'on n'a pas répété les erreurs commises au nord. Les fenêtres sont bien alignées au milieu des murs extérieurs, et à la retombée du rouleau supérieur de l'arcade vers le chœur, l'on a placé des chapiteaux, sans toutefois prévoir des colonnettes, et sans aller jusqu'à moulurer l'arcade. En revanche, l'on a placé une fine colonnette à chapiteau entre le piédroit de l'arcade et la colonnette réservée à l'ogive, dans l'angle nord-est. Cette colonnette semble avoir comme seule fonction de détourner l'attention de l'existence d'un massif pilier, peu compatible avec l'esprit rayonnant. L'absence de formerets traduit un souci d'économie. Les tailloirs des chapiteaux des ogives sont octogonaux, et les corbeilles sont revêtues de feuillages très fouillés, caractéristiques du XIVe siècle, avec prédominance de la feuille de vigne. Le profil des ogives et du doubleau vers la demi-travée indique également la période rayonnante tardive. Ce sont trois tores accouplés, dont celui du milieu est proéminent, et garni d'un mince filet. La clé de voûte est un médaillon représentant un ange en bas-relief, peint en ocre marron, rouge est jaune. L'ambiance de la chapelle est largement déterminée par les élégantes fenêtres rayonnantes, dont les lancettes sont soulignées par des tores, et des tores formant des cercles entourent les hexalobes. Les têtes tréflées et les trèfles se situent derrière les vitres. Des vestiges de vitraux ne subsistent que dans les écoinçons. Les meneaux du réseau secondaire des fenêtres sont munis de petits chapiteaux octogonaux, et les tores qui entourent la gorge autour des fenêtres possèdent des chapiteaux anaologues. La fenêtre du chevet descend moins bas que l'autre, et le bandeau mouluré qui court au sud y a été supprimé. La porte vers la sacristie ruinée est murée.

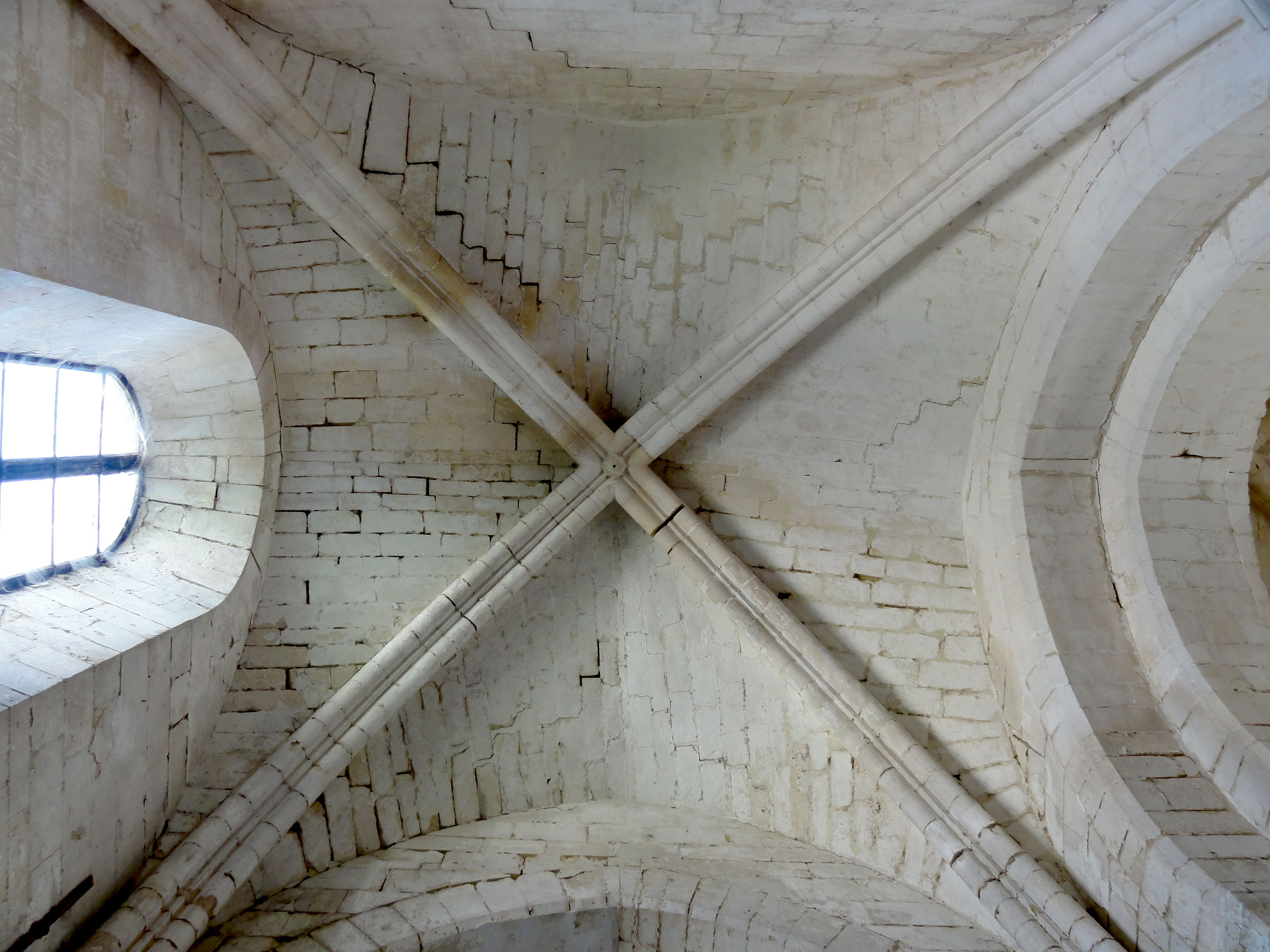
Chapelle nord, voûte.
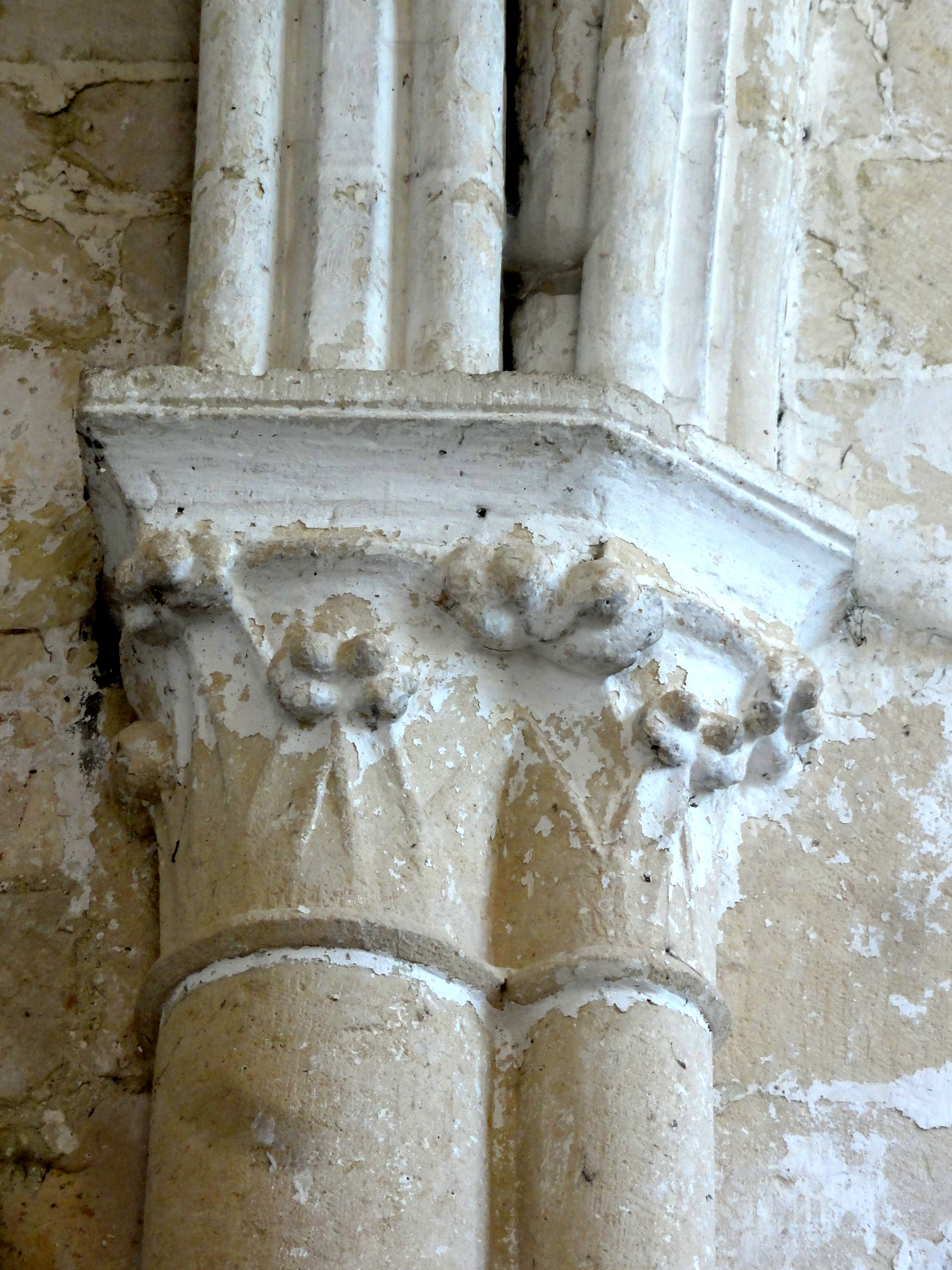
Chapelle nord, chapiteaux au nord.
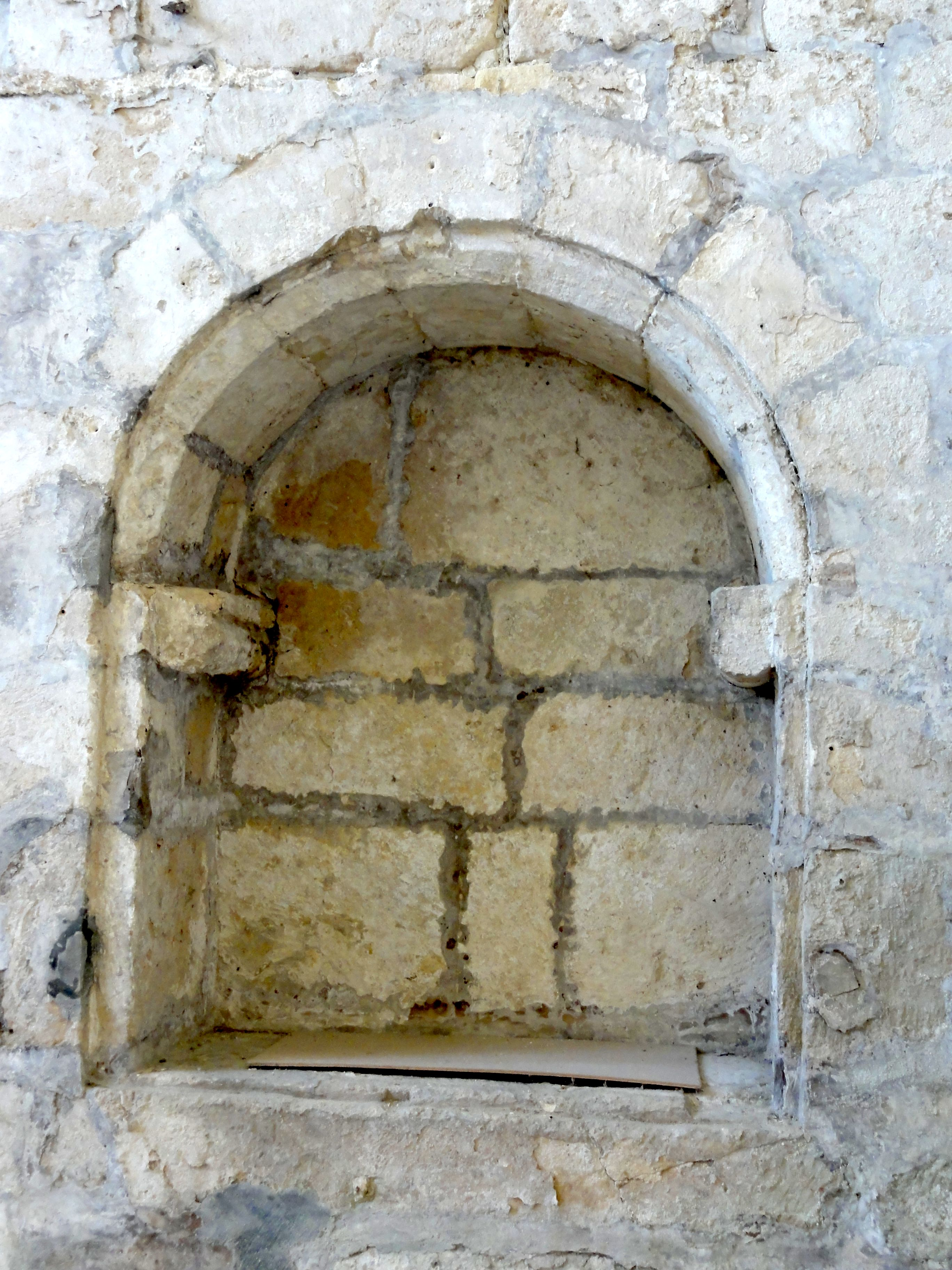
Chapelle nord, piscine côté est.
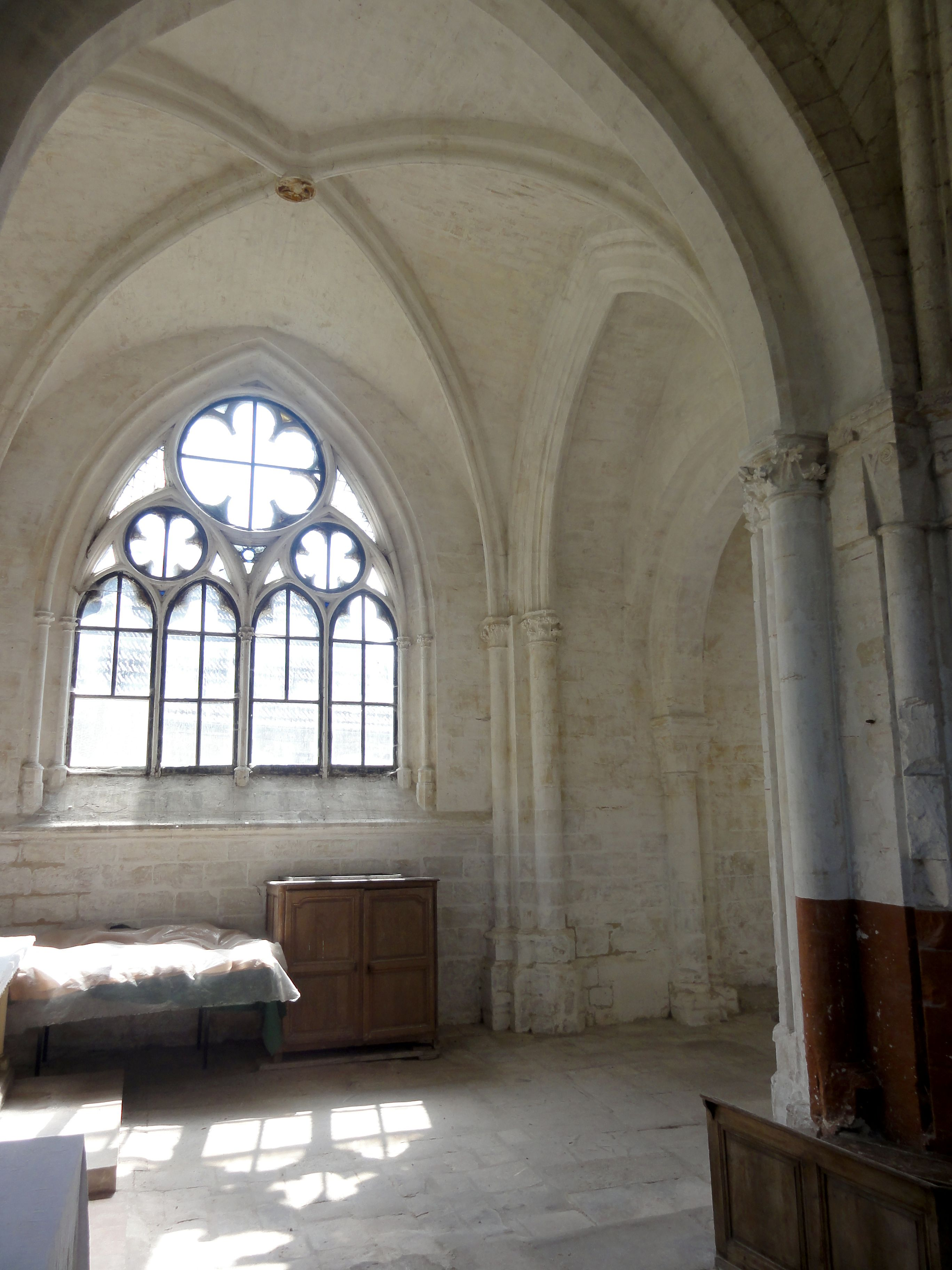
Chapelle sud, vue vers le sud.
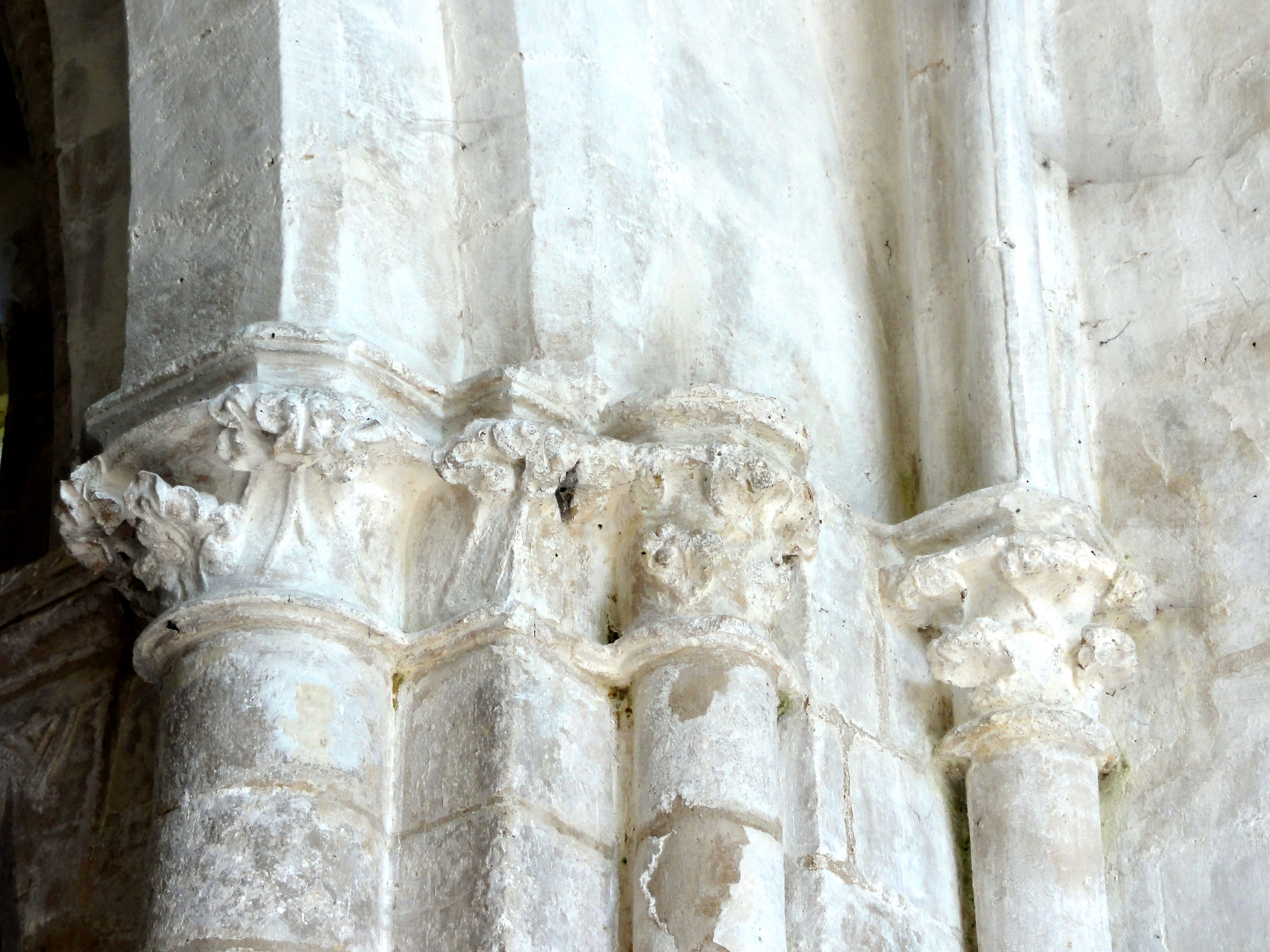
Chapelle sud, chapiteaux dans l'angle nord-est.
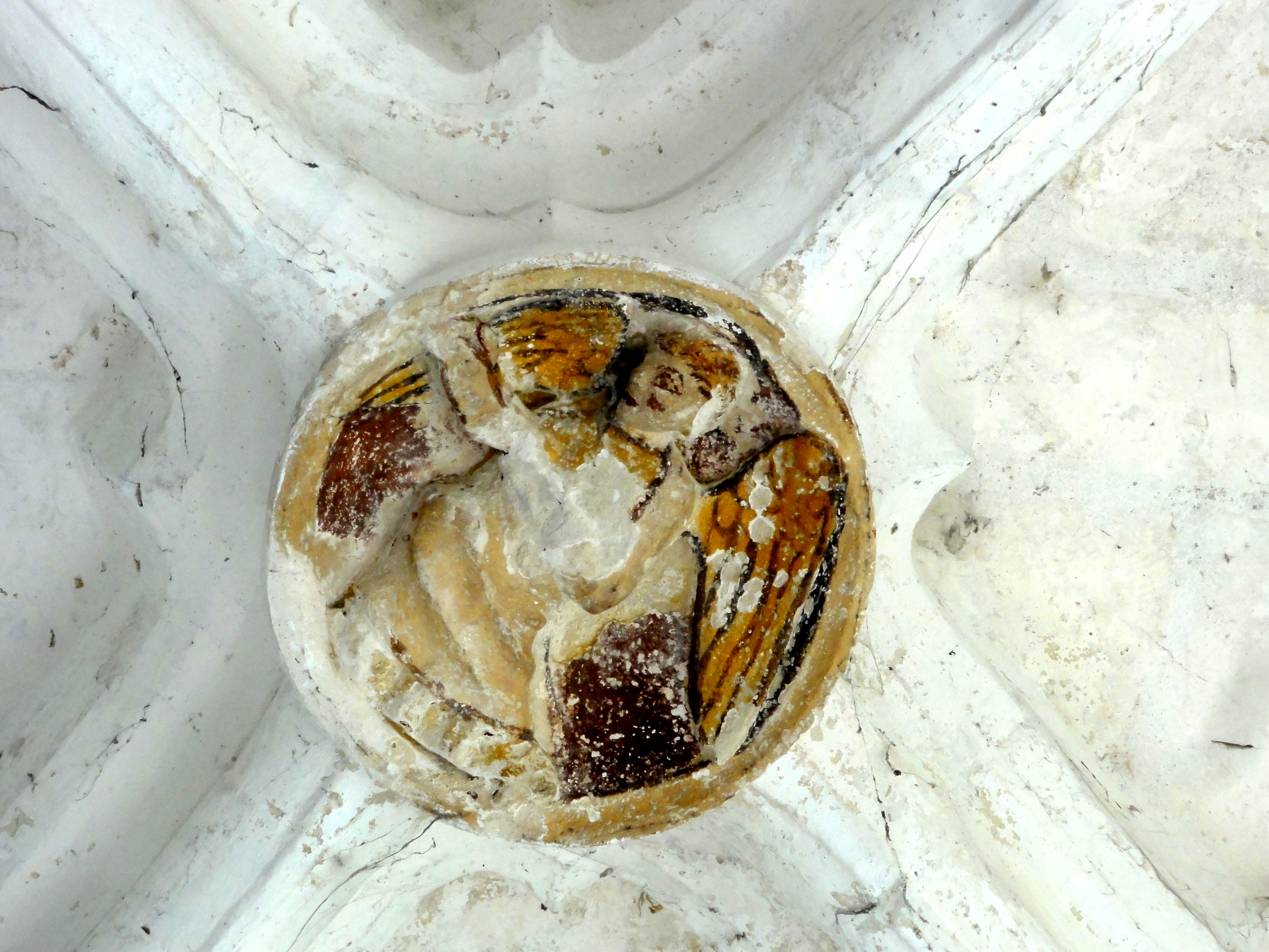
Chapelle sud, clé de voûte.

## Mobilier

### Objets classés

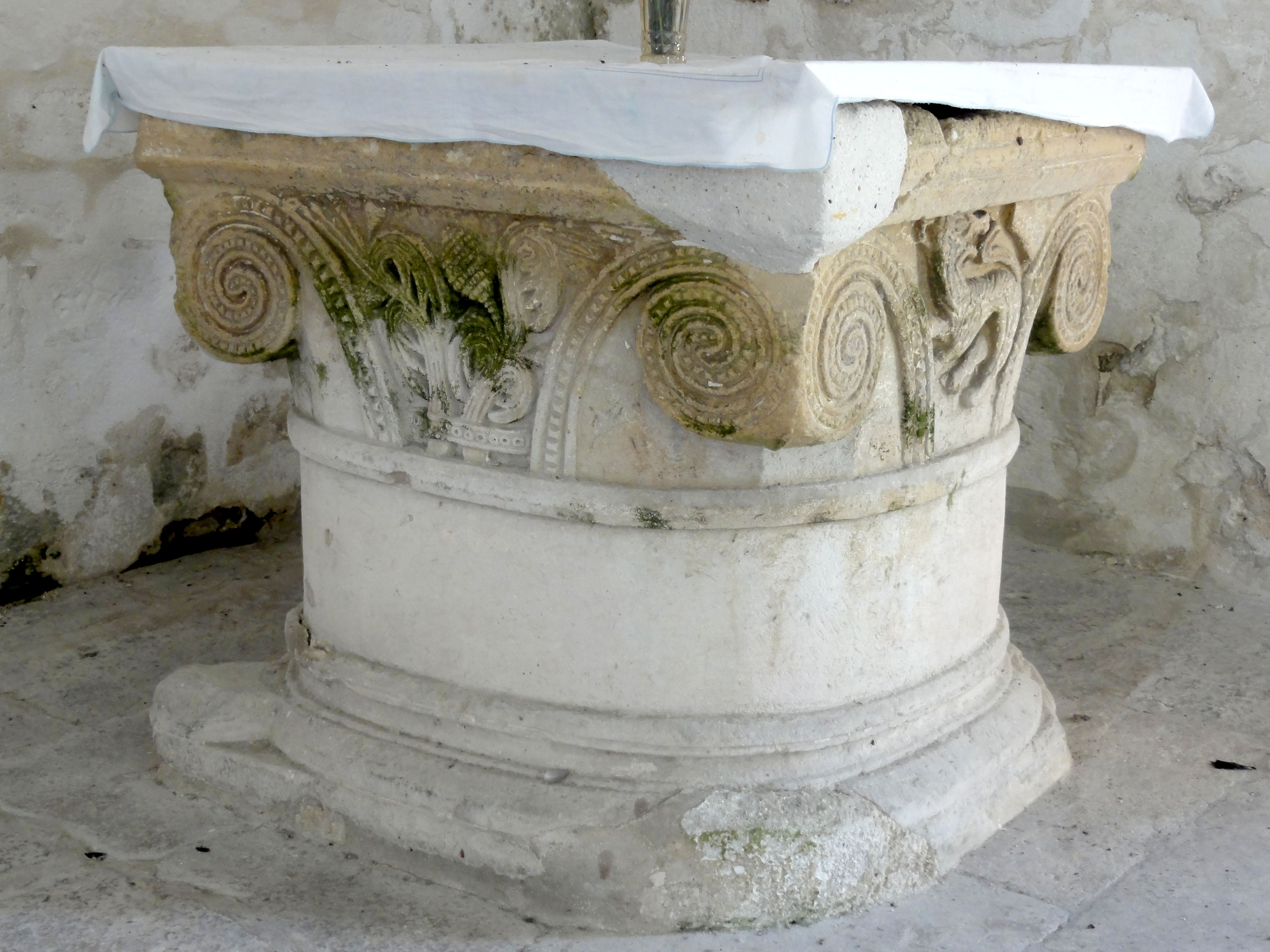
Fonts baptismaux.

Quatre éléments du mobilier sont classés au titre des objets. En entrant à droite, les fonts baptismaux évoquent un très gros chapiteau sur un fût trapu, muni d'une base à griffes végétales posée sur une plinthe carrée. La base présente une mouluration simple à  l'usage au XIIe siècle, et se compose, du haut vers le bas, d'un tore, d'un filet, d'un cavet, et d'un quart-de-rond. Le fût reste nu. Le chapiteau est sculpté de grosses volutes d'angle perlés, et comporte au milieu de chaque face un motif différent traité en bas-relief : un chien poilu ou une chimère se mordant la queue ; une palmette à quatre fruits ; une figure en forme de V ; et un bouquet formé par des tiges, des feuilles et un fruit d'arum, relié par un ruban perlé. Eugène Woillez a recensé pas plus que neuf cuves baptismales romanes dans le Beauvaisis ; un autre exemple se trouve dans l'église voisine de Monchy-Saint-Éloi,,.
Le bénitier se trouvait initialement près des fonts, au droit du mur occidental, mais a été transféré au fond du chœur. C'est un fût de colonne carré aux angles biseautés, qui supporte un chapiteau à volutes d'angle bien dégagées, orné de deux autres volutes en bas-relief au milieu de chaque face de la corbeille. On note de faibles traces de polychromie. Rongée par l'humidité et couverte de mousses, l'œuvre est considérée comme menacée. À l'instar des fonts, le bénitier est daté de la première moitié du XIIe siècle par le service des Monuments historiques ; Eugène Woillez n'est pas de cet avis,,.
Les deux autres éléments classés sont des peintures murales monumentales du XIVe siècle. De forme ronde, elles ont un diamètre de 130 cm et ont été réalisées en ocre marron, rouge et jaune. La première représentait l'aigle de Jean l'évangéliste et est effacée presque en totalité ; la seconde montre le bœuf ailé de saint Luc et subsiste presque en totalité. Les phylactères mentionnés dans le dossier de classement sont à peine visibles et ont perdu leurs inscriptions. Les animaux du tétramorphe sont des motifs récurrents sur les voûtes du chœur, et on les trouve également à Cambronne-lès-Clermont et à Osny, accompagnés d'un Christ en gloire.

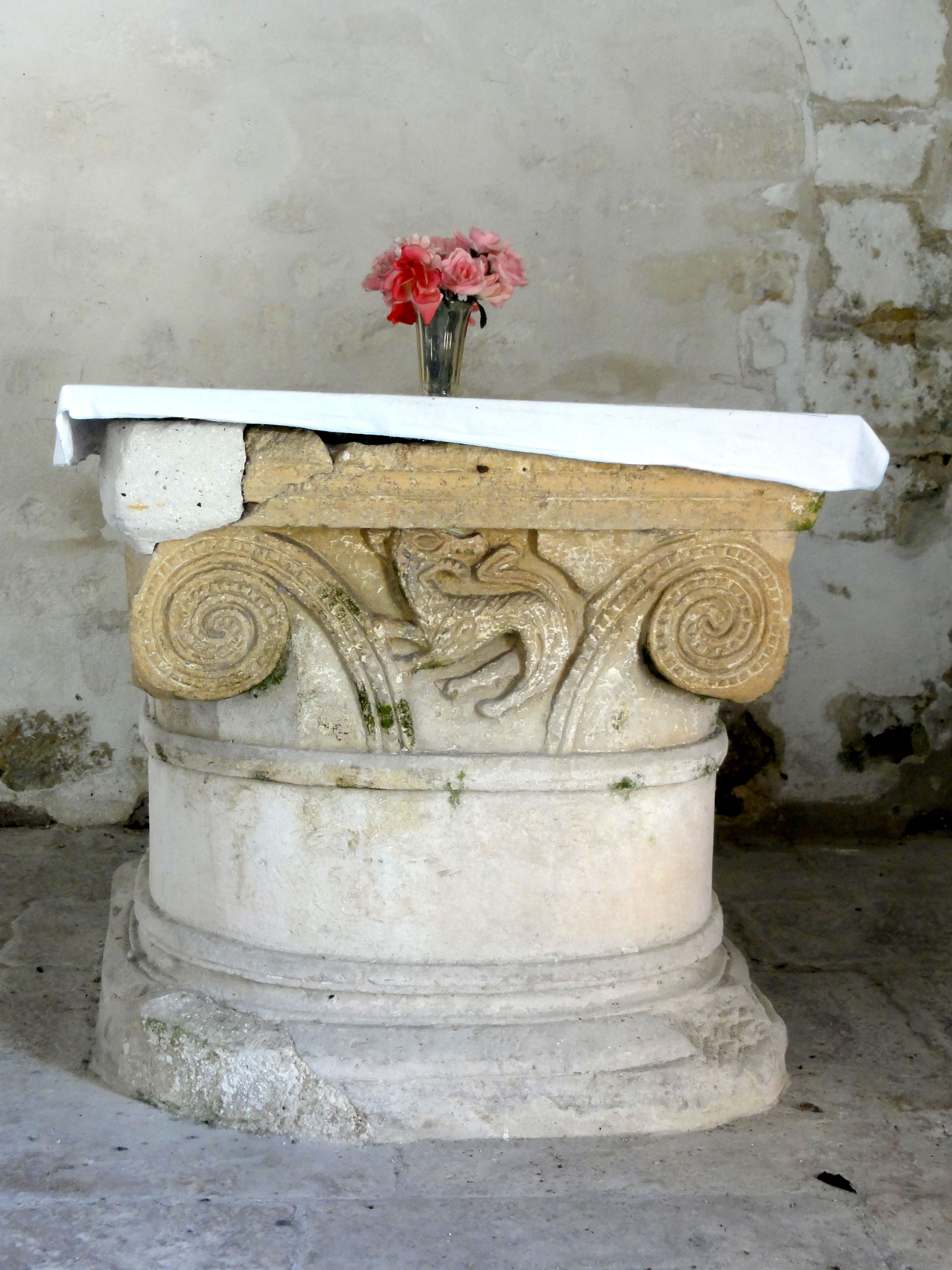
Fonts baptismaux.
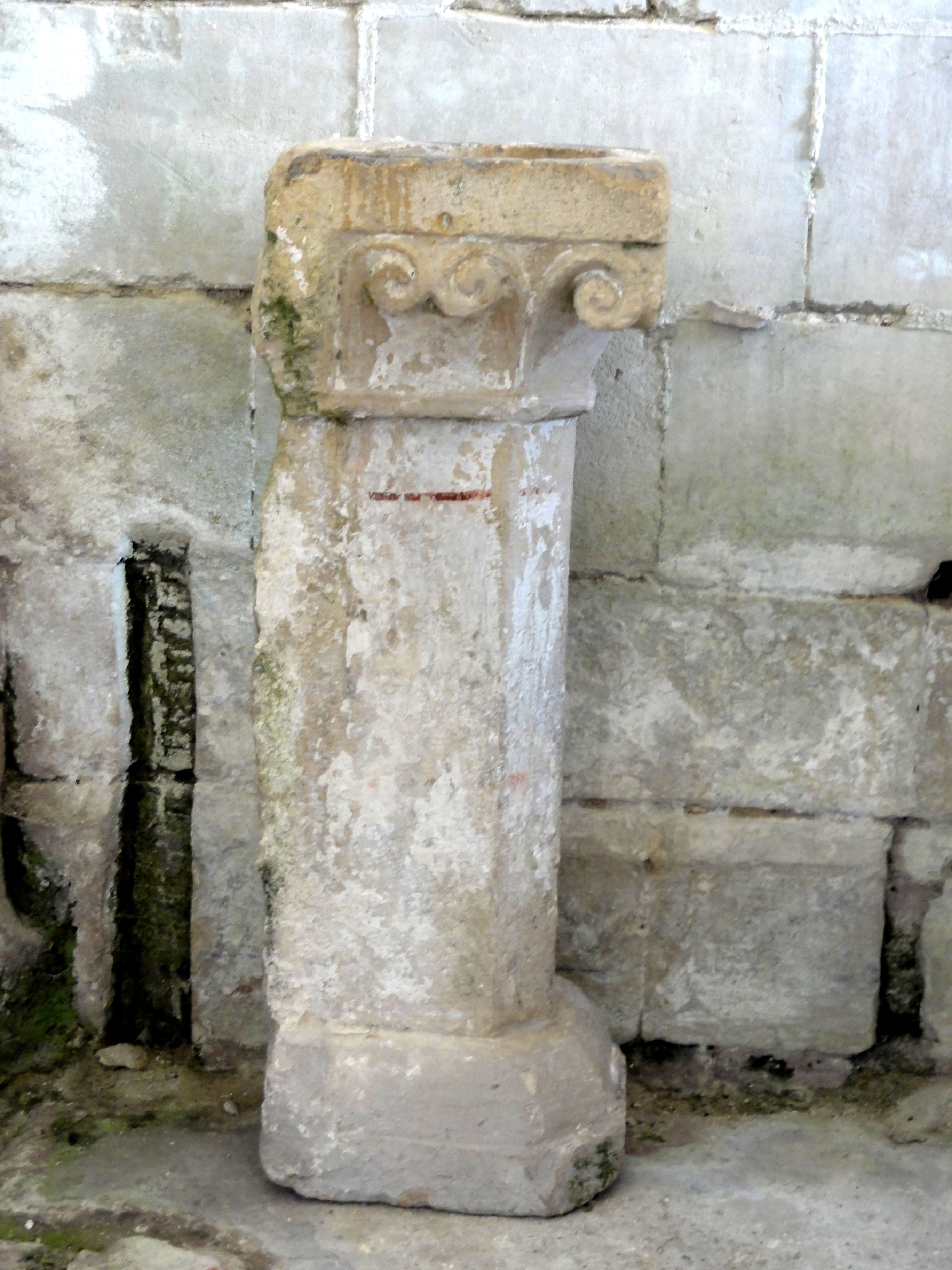
Ancien bénitier, placé dans le chœur.
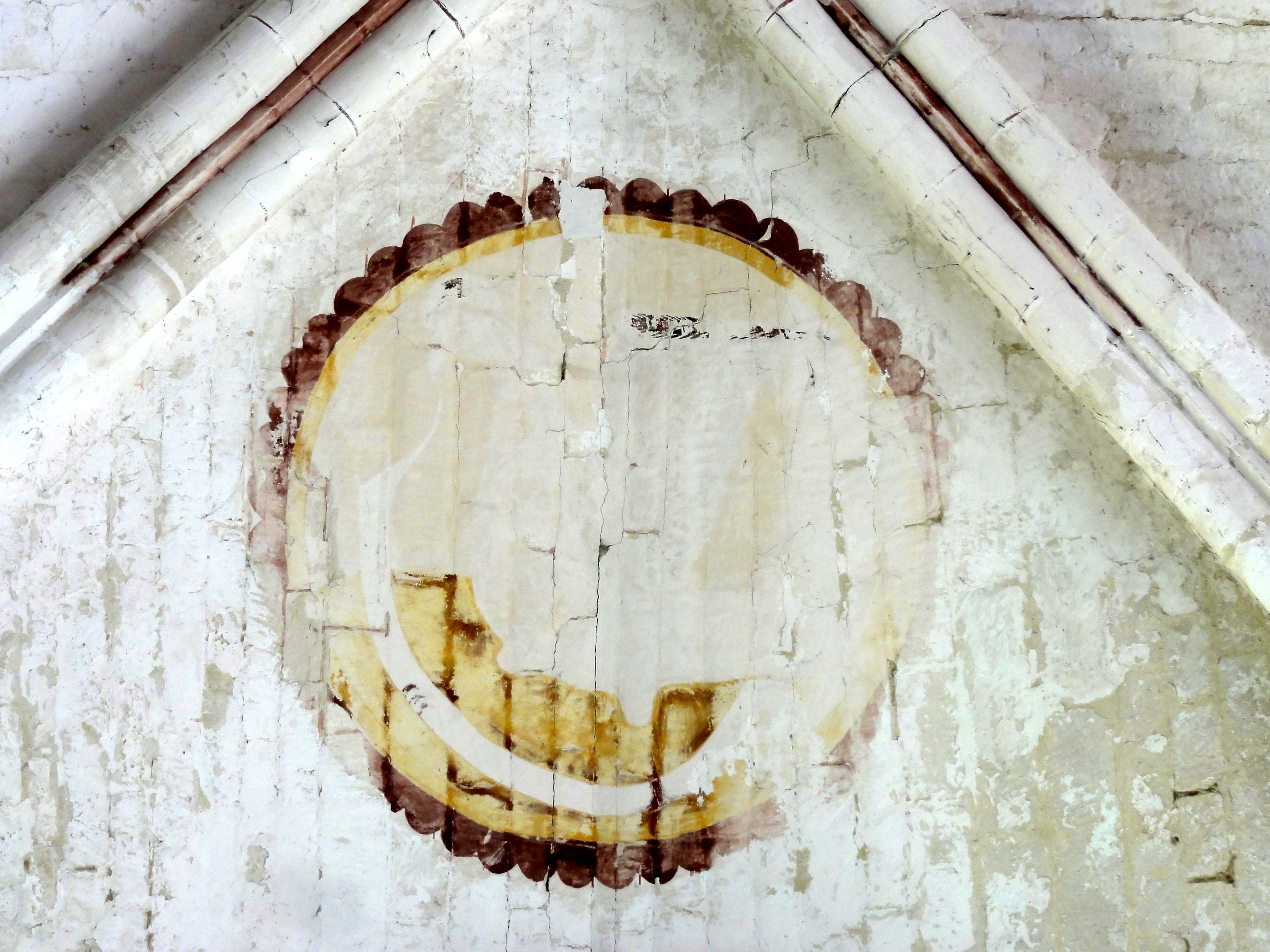
Peinture murale dans le chœur : Aigle de St-Jean.
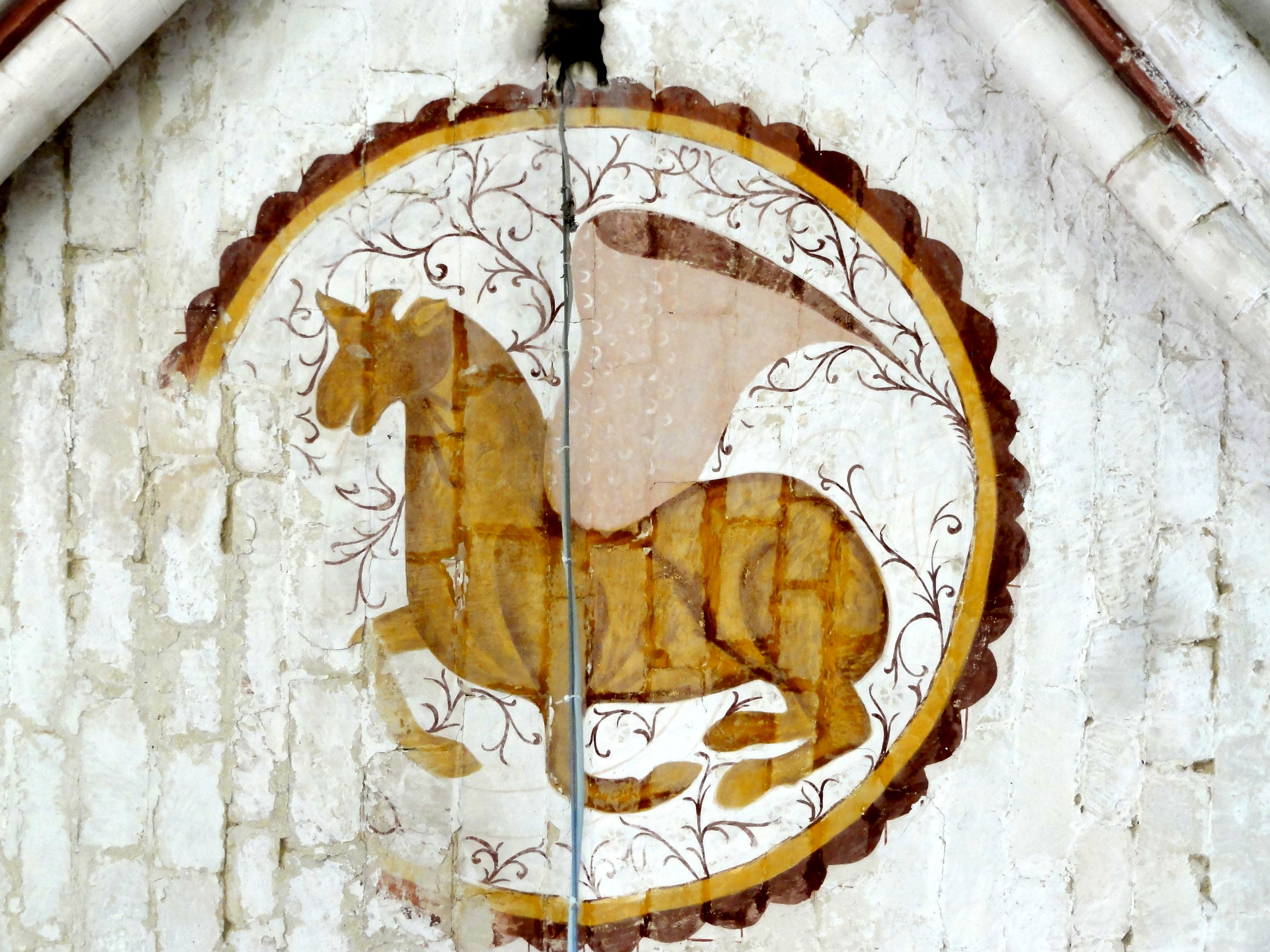
Peinture murale dans le chœur : Bœuf de St-Luc.
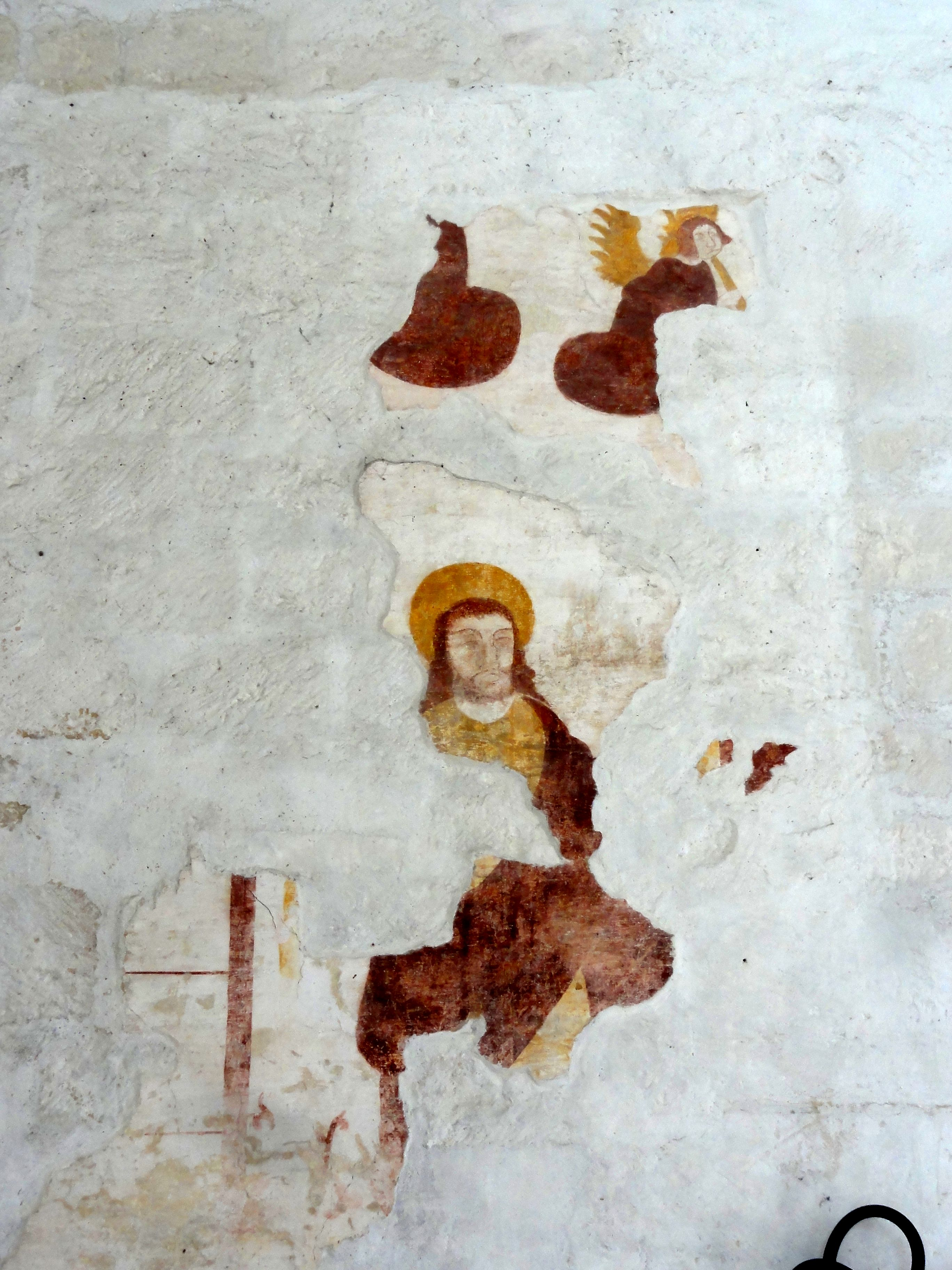
Peinture murale au revers de la façade.
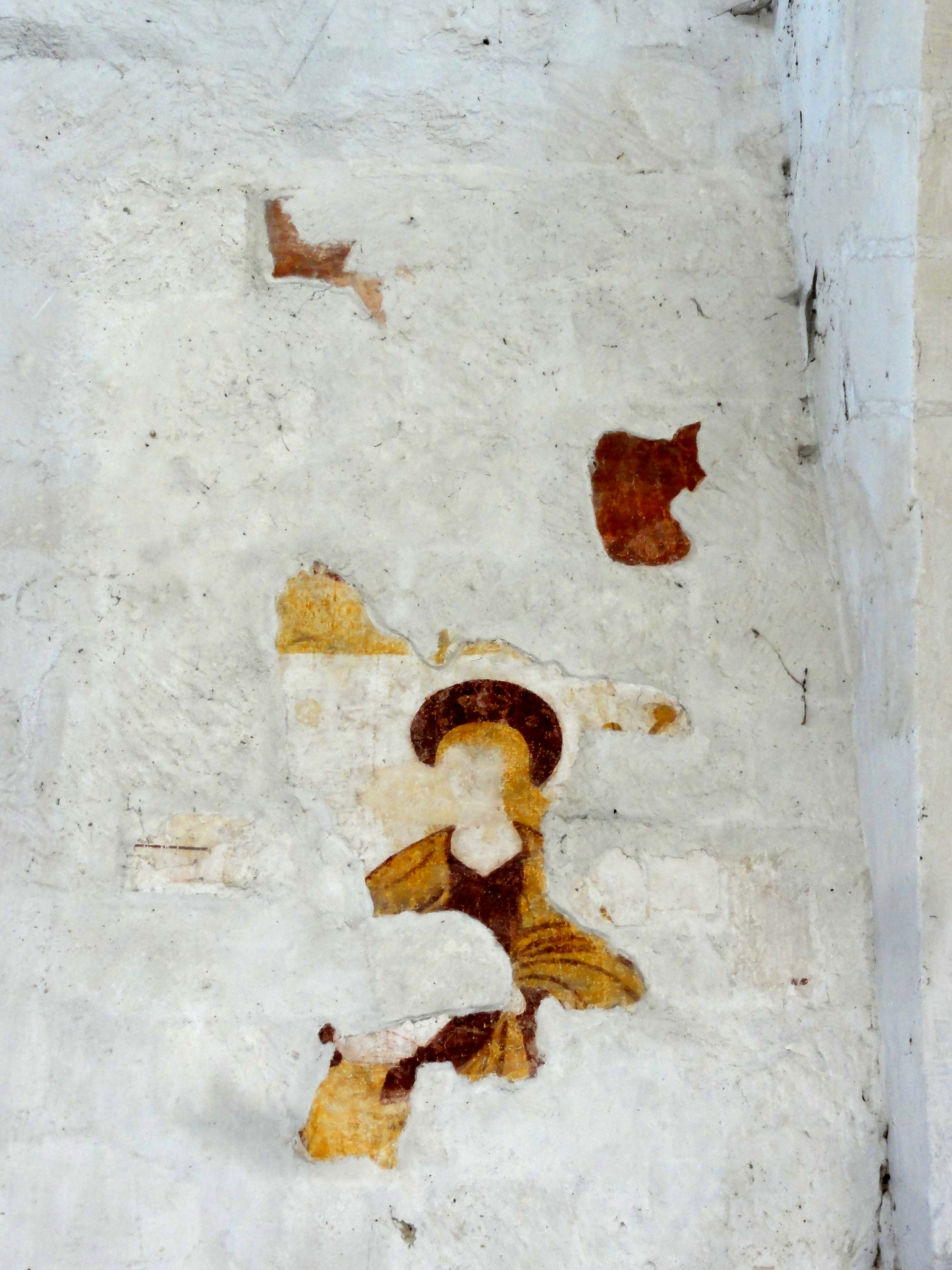
Peinture murale au revers de la façade.

### Pierres tombales et autres objets
Deux pierres tombales sont situées au milieu du chœur. Elles représentent toutes les deux un seigneur et sa femme. L'une porte la date de 1635. Le restant des inscriptions est illisible. Ces pierres ont été vandalisées et la majeure partie des gravures et inscriptions ont été burinées dans le but de les effacer. L'époque et les raisons du vandalisme sont inconnus. Sinon, l'inventaire du mobilier est rapidement fait : les autels néogothiques du chœur et de la chapelle de la Vierge (chapelle sud) ; une statuette en plâtre ou terre cuite de sainte Thérèse de Lisieux dans une niche au nord de la nef ; une statue en plâtre de la Vierge à l'Enfant, au-dessus de sa chapelle ; un confessionnal dans le croisillon sud ; un luminaire et une table dans le chœur ; et des vieux bancs au nord et au sud de la pré-travée du chœur. L'église est donc presque vide, et le croisillon et la chapelle nord ne contiennent aucun mobilier. Quelques chaises modernes sont stockées dans l'église, et peuvent être utilisées pour les rares mariages et baptêmes célébrées dans l'église Saint-Denis par le curé de Liancourt. Il n'y a pas de lampe éternelle, ni de maître-autel avancé vers les fidèles selon les préceptes de la réforme liturgique décidée par le Concile Vatican II : c'est la table qui doit tenir lieu d'autel.

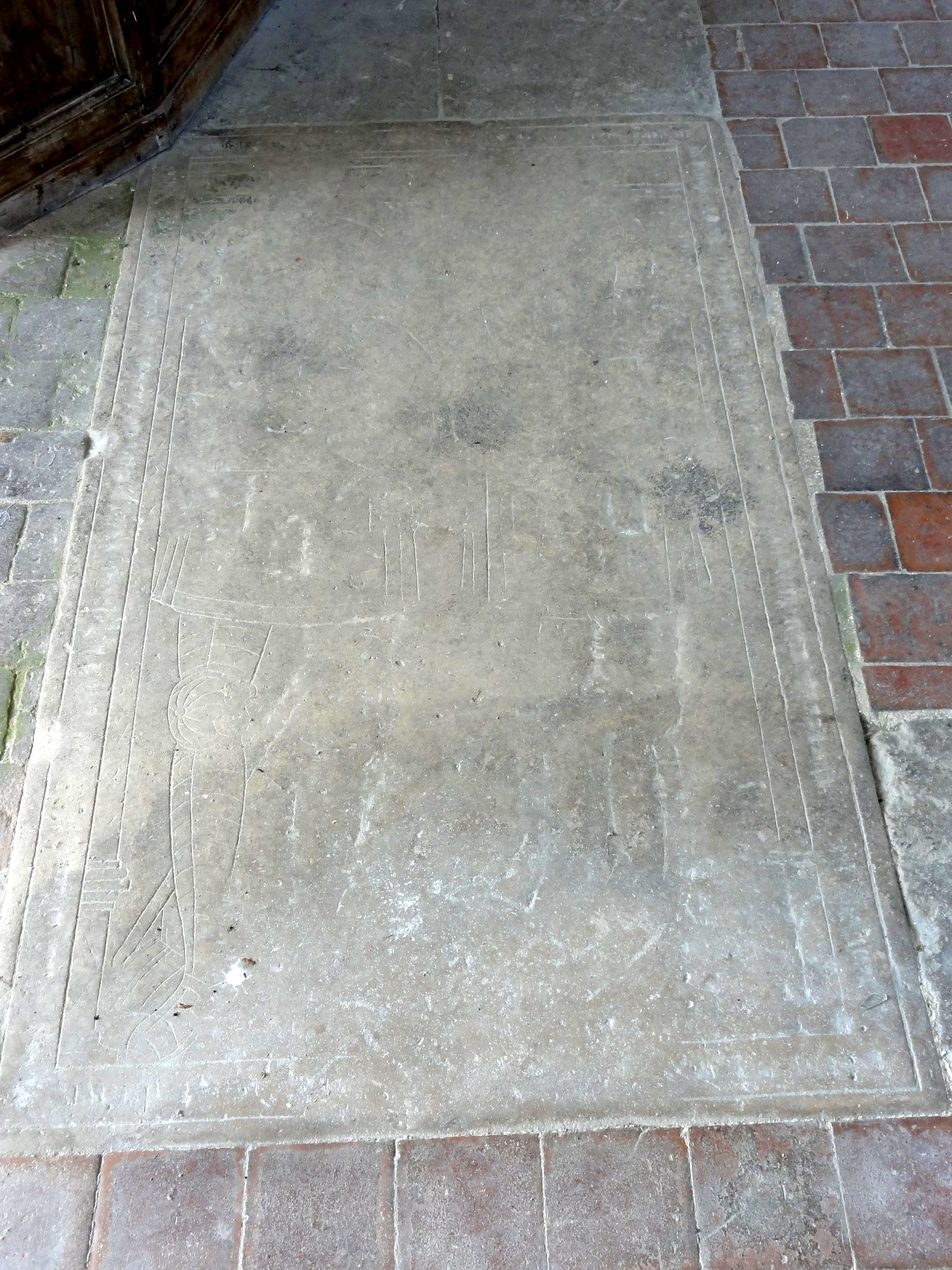
Dalle funéraire.
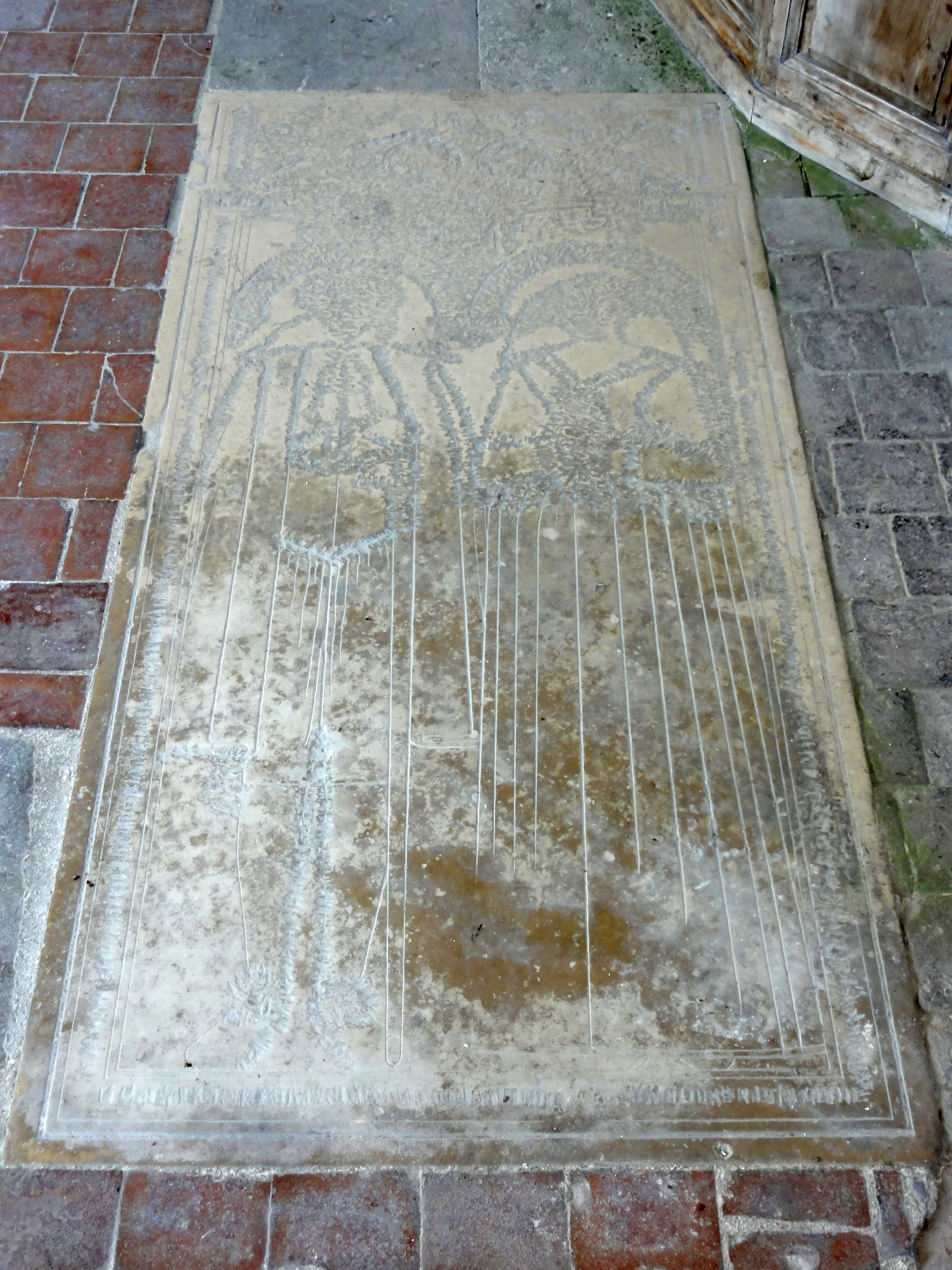
Dalle funéraire.
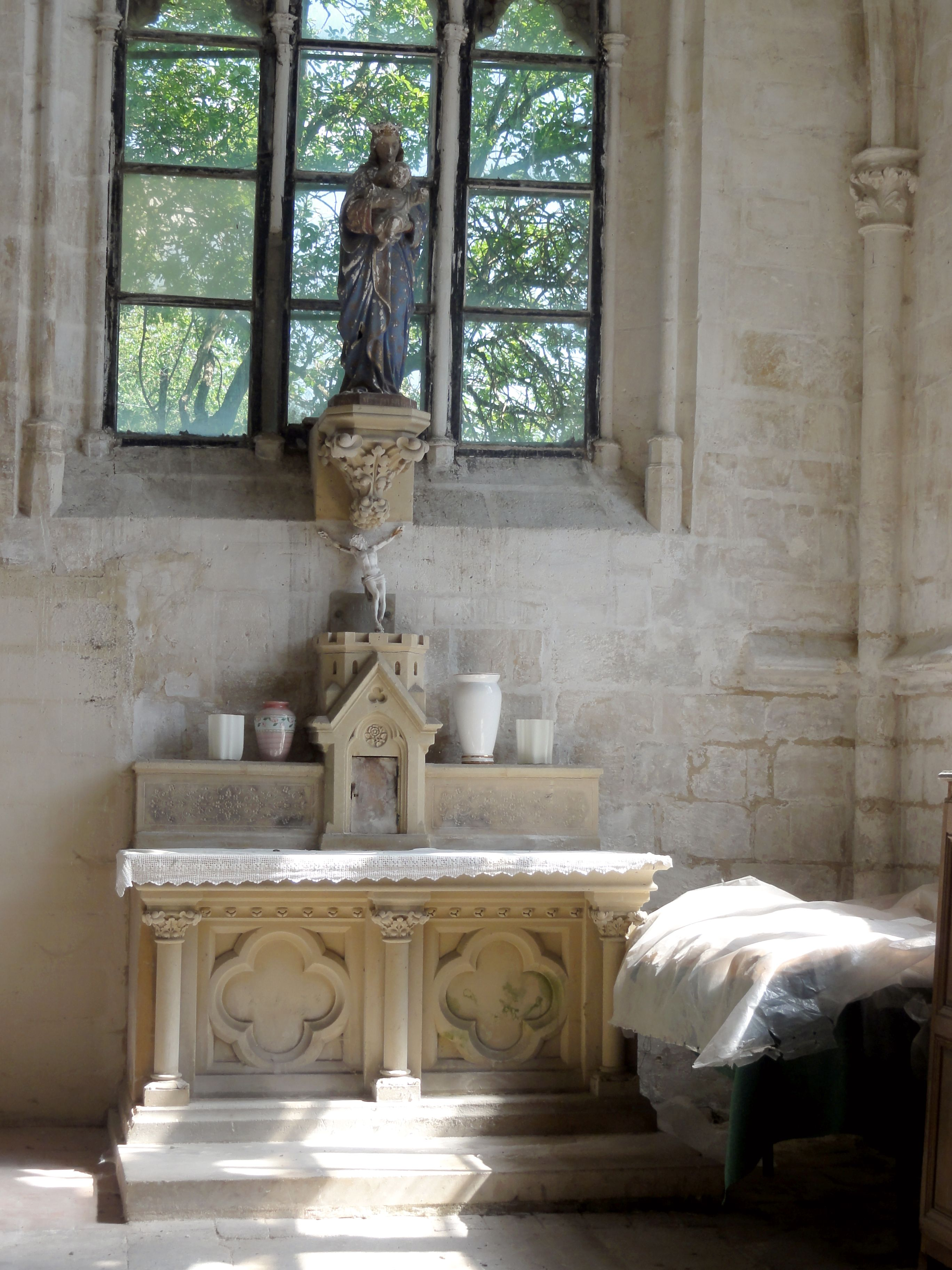
Autel de la Vierge.
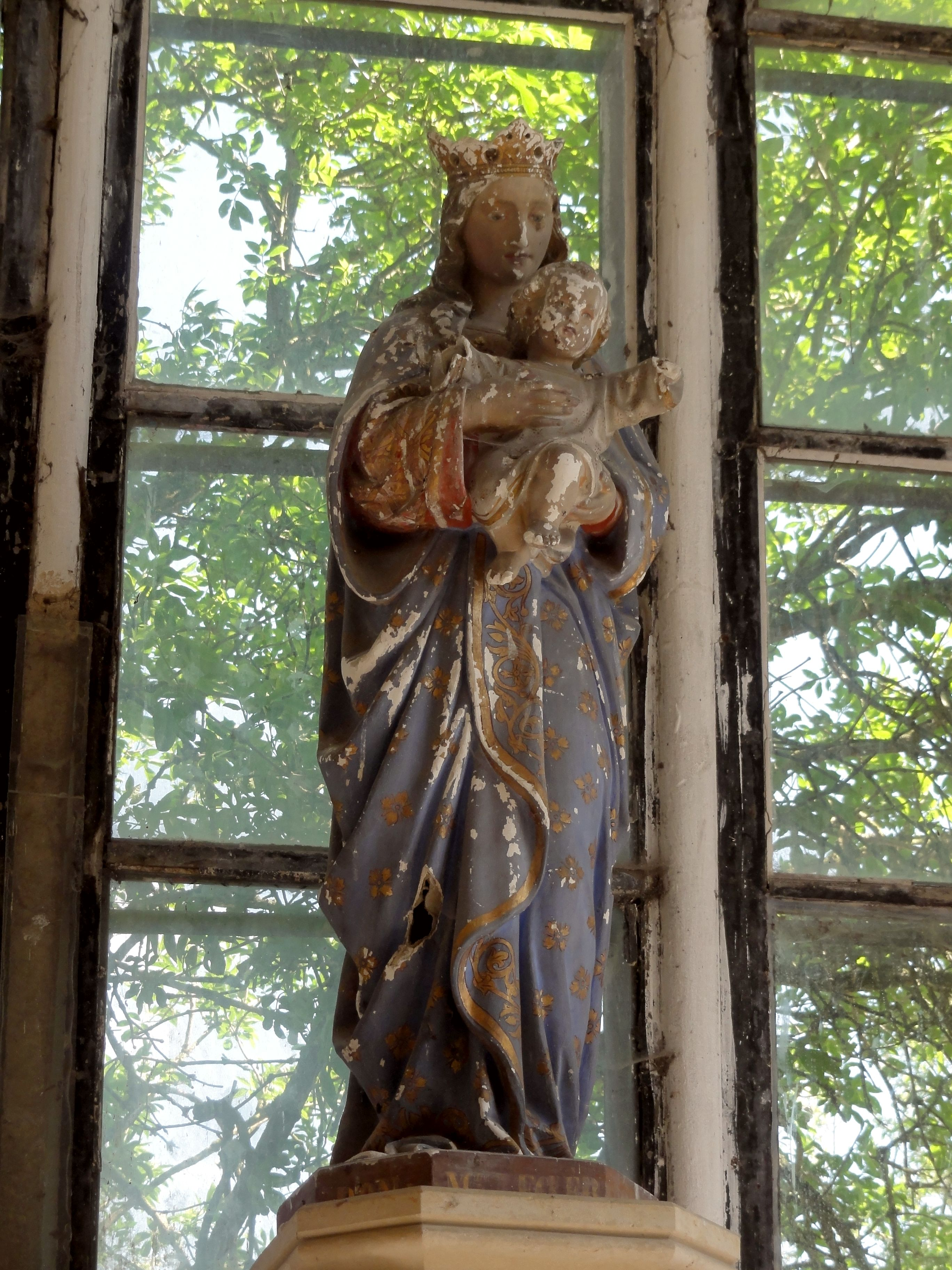
Vierge à l'Enfant.
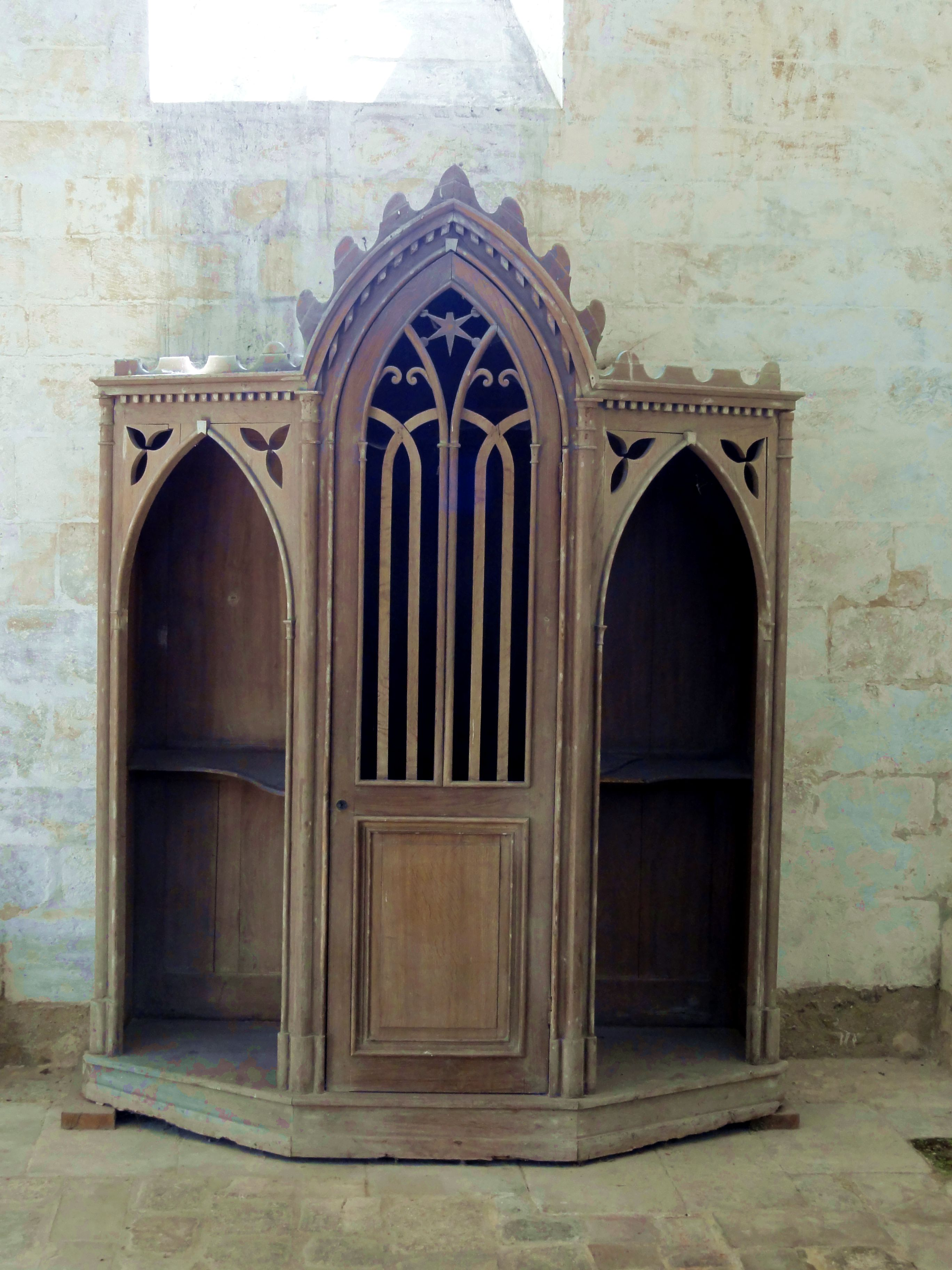
Confessionnal.

### Cloche
Le 11 décembre 1618, une sentence condamne le curé de Mogneville à livrer à ses dépens les cordes des grosses cloches et à payer les frais du procès que le marguillier lui avait intenté à cette occasion, car tel est l'usage dans la paroisse, usage auquel le curé ne voulait pas se soumettre.
Jusqu'en 1790, le clocher comporte trois cloches[réf. nécessaire]. Le beffroi actuel à l'intérieur du deuxième étage du clocher est conçu pour ne recevoir que deux cloches, mais il semble qu'il n'en ait jamais contenu qu'une. Baptisée « Marguerite-Antoinette », elle mesure 1 m de haut, pèse environ 800 kg et porte l’inscription :
« L’AN 1790 J’AY ETE BENITE PAR MRE ALENE CURE DE CETTE PAROISSE ET NOMMEE MARGUERITE-ANTOINETTE PAR ANTOINE FONTAINE ET PAR MARGUERITE DUPOITY-PHILIPPE QUEMOY SYNDIC, LOUIS ISOYE MARGUILLIER. LES C.AUDIVEAU FRERES ET F.MOREL ET C.CANDIVILLER NOUS ONT FAITTE. »
La figure d'un évêque, sans doute saint Denis, se voit sur la cloche, ainsi que le nom de Louis Isoye, marguillier. Aujourd'hui, elle sonne les heures ; jadis, elle sonnait l'Angélus. En date du 7 février 1841, le conseil municipal arrête que la cloche sera sonnée à 5 h 00, 12 h 00 et 20 h 00, de mars à octobre ; et à 6 h 00, 12 h 00 et 18 h 00 d'octobre à mars.
En 1918, le clocher est dans un état de délabrement avancé, et tinter la cloche est devenu hautement hasardeux. Pourtant, le 11 novembre 1918, des militaires au repos dans le village, ignorant ce danger, célèbrent l'armistice par une vigoureuse et prononcée sonnerie. L'église Saint-Denis tient pourtant le choc.

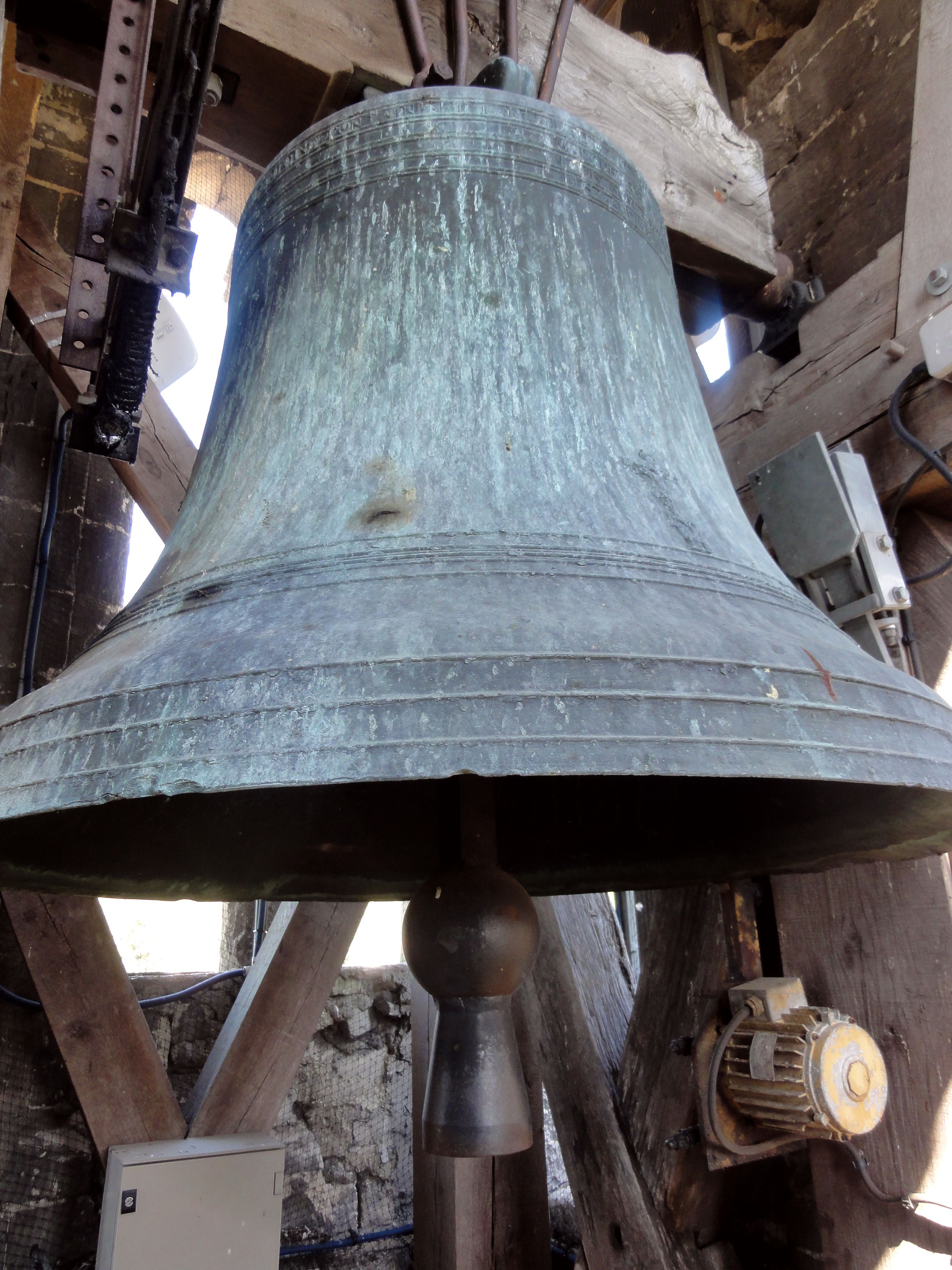
Cloche « Marguerite » de 1790.
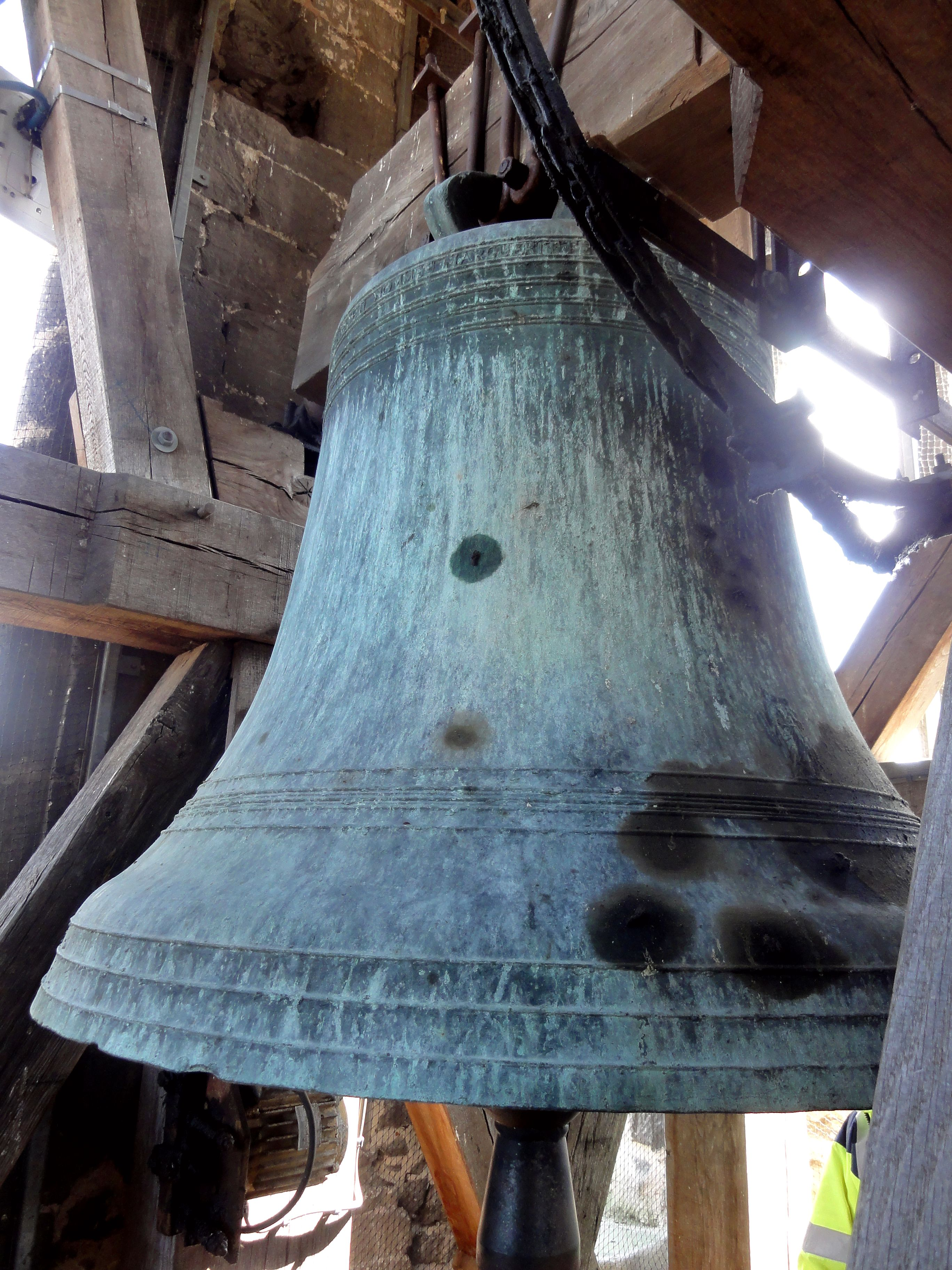
Vue depuis l'autre côté.
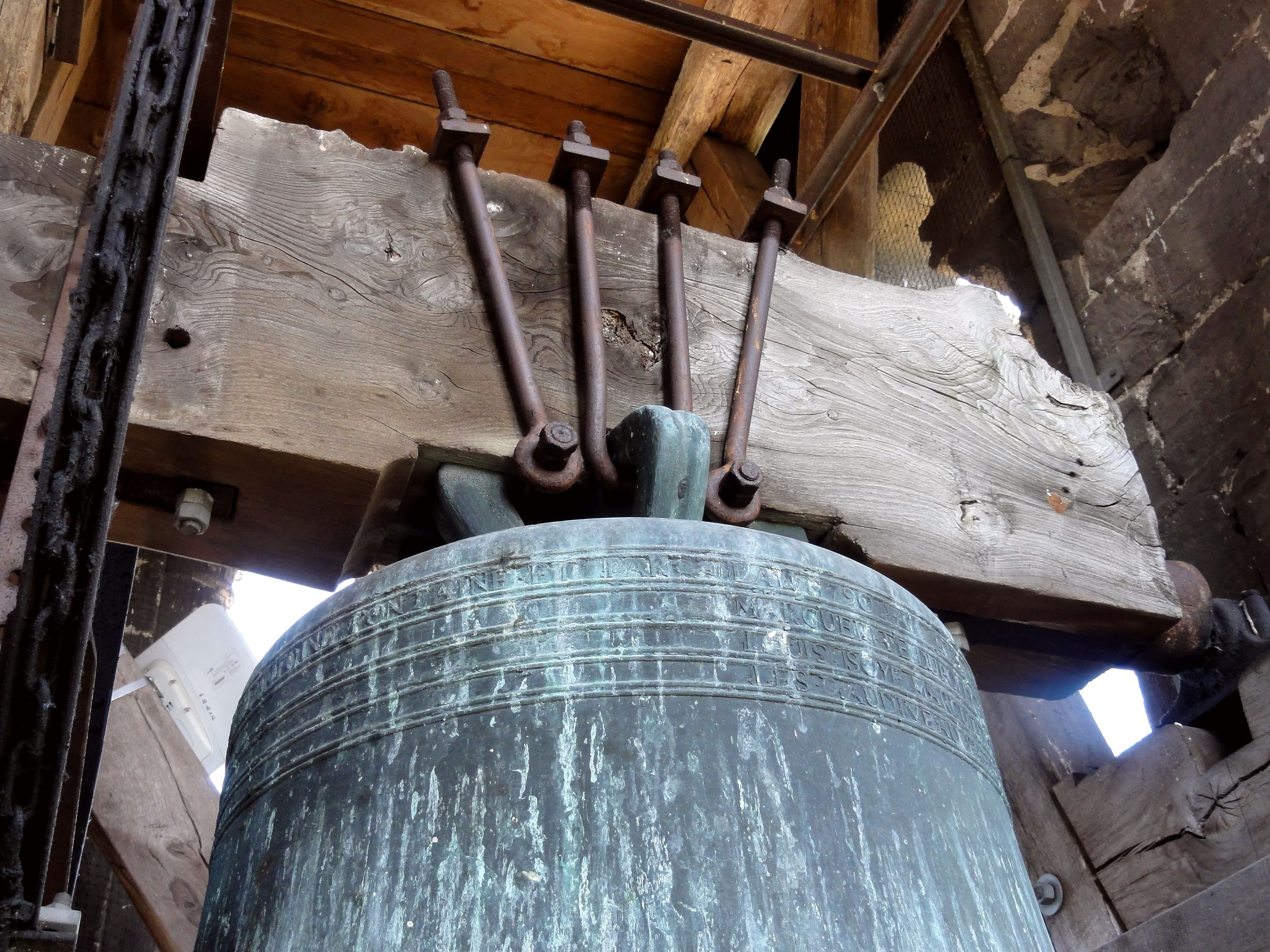
Détail - inscription.
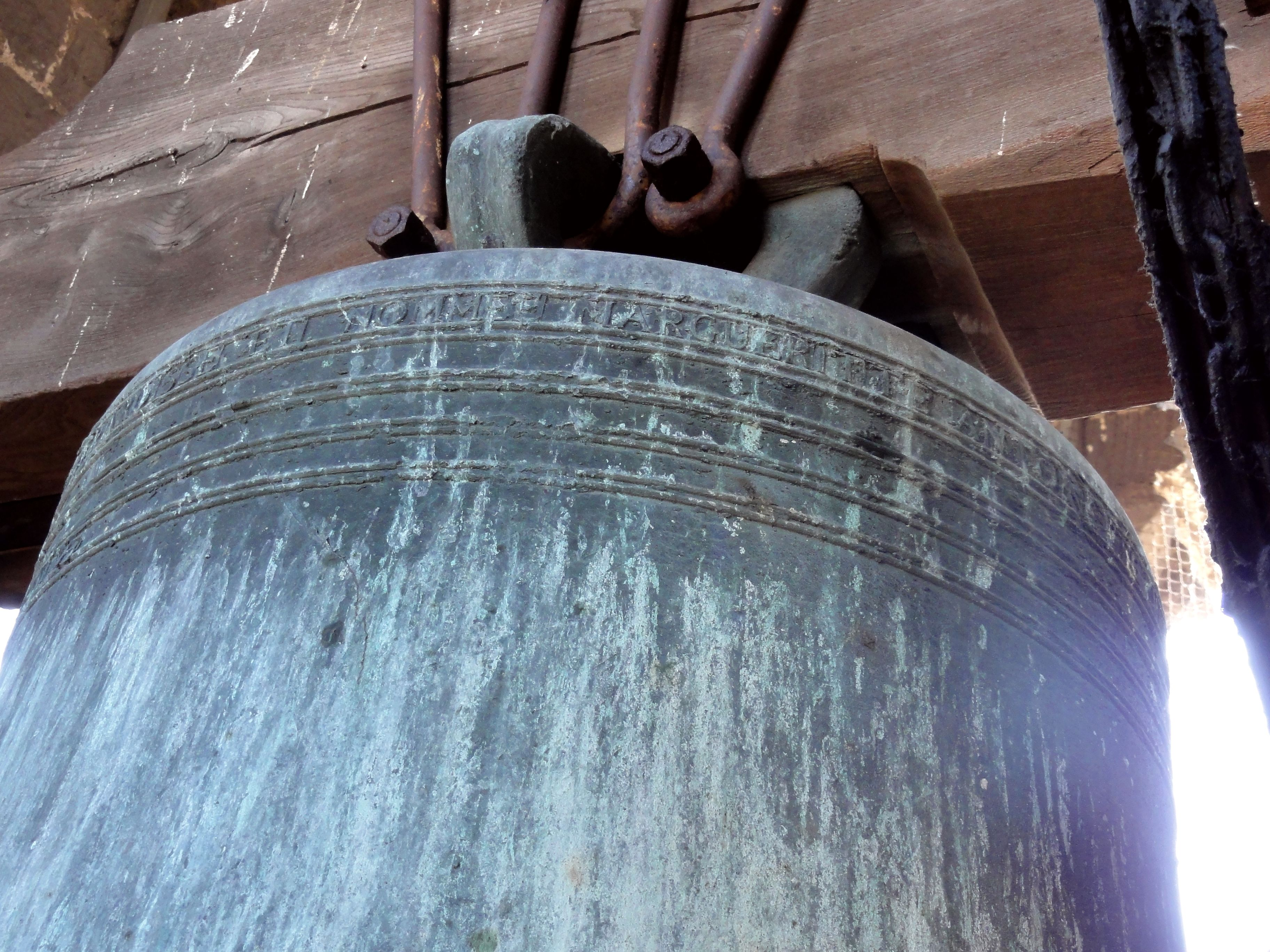
Détail - inscription.
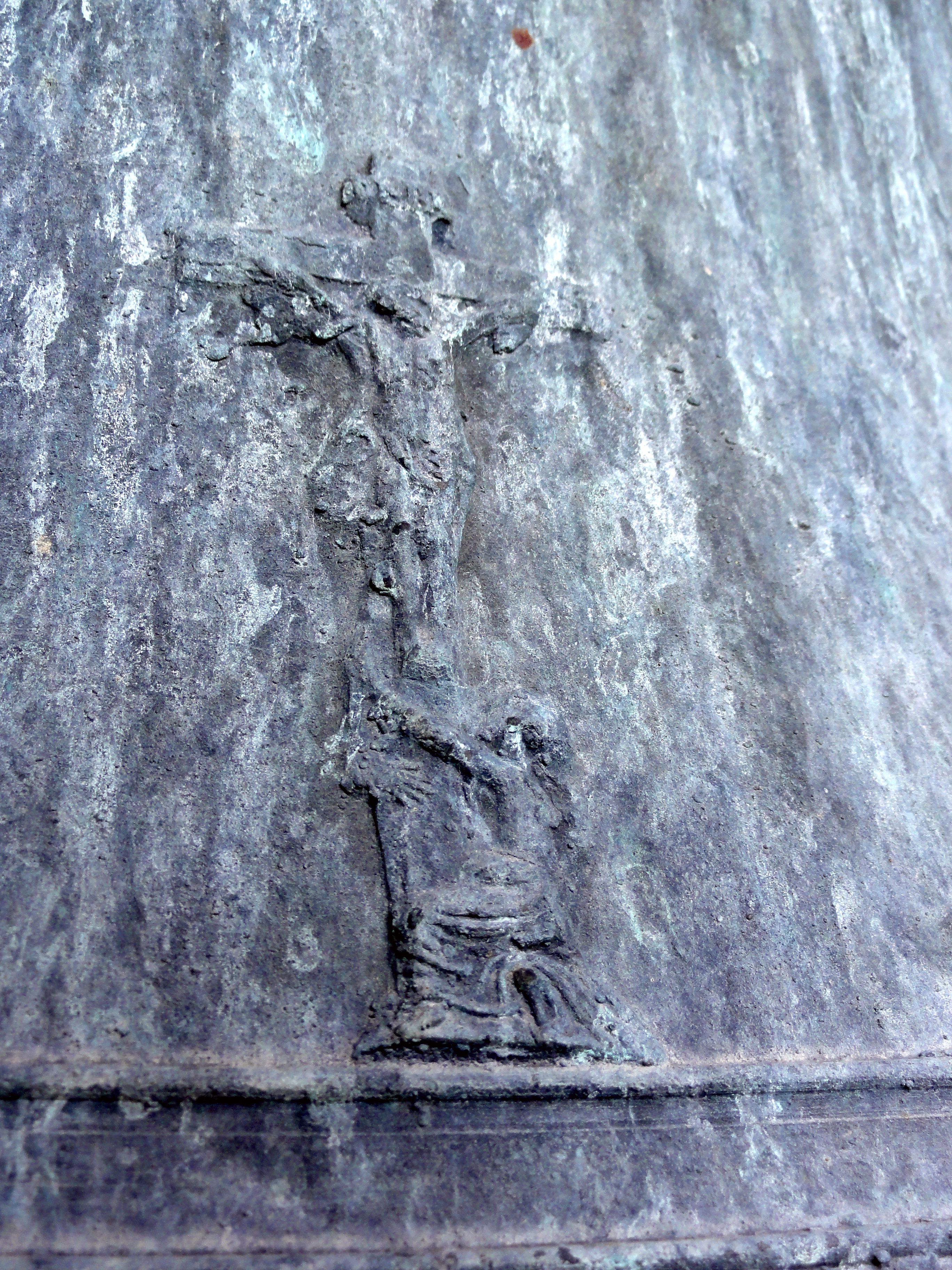
Détail - Christ en croix.
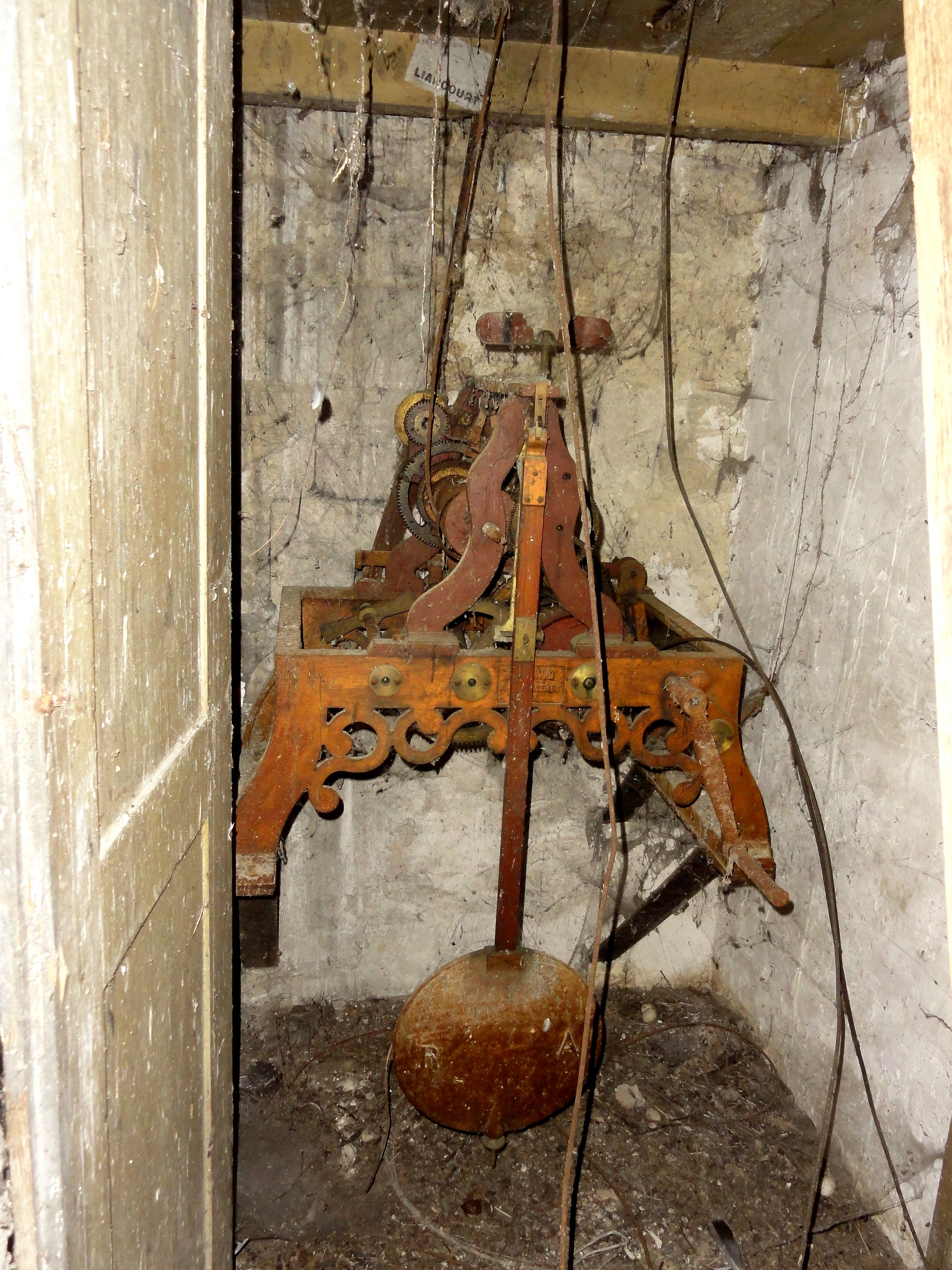
Ancien mécanisme d'horloge.